# 오락

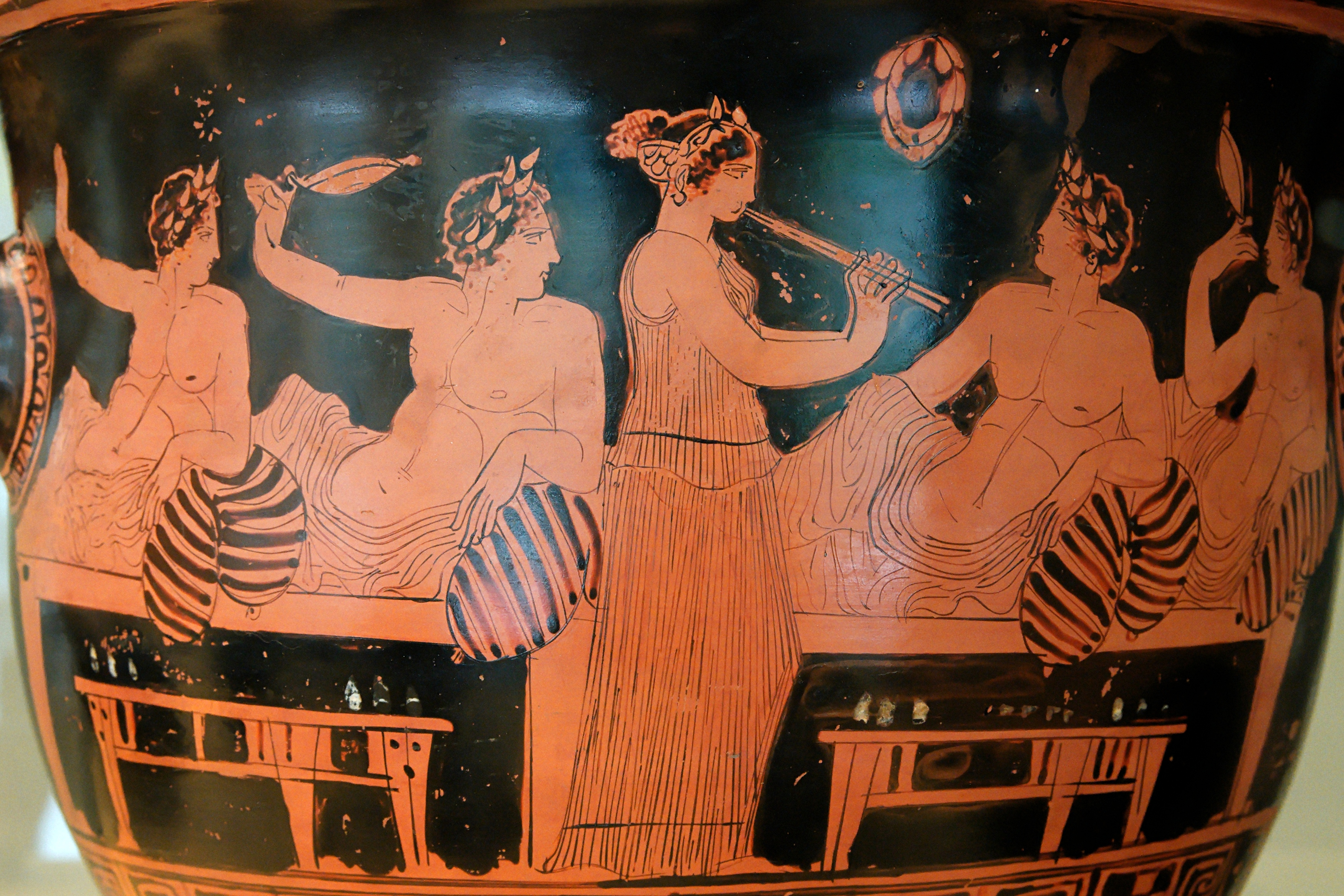
코타보스를 하는 연회 참석자들과 아울로스를 연주하는 소녀, 그리스. 연회와 음악은 고대부터 두 가지 중요한 오락이었다.

오락(娛樂) 또는 엔터테인먼트(Entertainment)는 관객의 주의와 흥미를 사로잡거나 기쁨과 즐거움을 주는 활동의 한 형태이다. 이는 아이디어나 과제일 수도 있지만, 수천 년 동안 특히 관객의 주의를 사로잡기 위해 개발된 활동이나 행사 중 하나일 가능성이 더 높다. 여흥(餘興), 모임도 이를 가리킨다.
개인의 선호도가 다르기 때문에 사람들의 주의는 각기 다른 것에 사로잡히지만, 대부분의 오락 형태는 인지하기 쉽고 친숙하다. 스토리텔링, 음악, 드라마, 춤, 그리고 다양한 종류의 공연은 모든 문화에 존재하며, 궁정에서 지원받아 시간이 지나면서 정교한 형태로 발전하여 모든 시민이 이용할 수 있게 되었다. 이 과정은 현대에 들어 오락 제품을 녹음하고 판매하는 엔터테인먼트 산업에 의해 가속화되었다. 오락은 진화하며 어떤 규모에도 맞게 조정될 수 있다. 개인이 엄청나게 많은 사전 녹음된 제품 중에서 사적인 오락을 선택하는 것부터, 두 사람을 위한 연회, 적절한 음악과 춤이 있는 어떤 규모나 종류의 잔치, 수천 명을 대상으로 하는 공연, 심지어 전 세계 관객을 위한 공연에 이르기까지 다양하다.
오락을 경험하는 것은 오락과 밀접하게 연관되어 왔기 때문에, 이 아이디어의 일반적인 이해는 재미와 웃음이다. 비록 많은 오락이 진지한 목적을 가지고 있음에도 불구하고 그렇다. 예를 들어, 다양한 형태의 의례, 축하, 종교 축제 또는 풍자의 경우일 수 있다. 따라서 오락으로 보이는 것이 통찰이나 지적 성장을 달성하는 수단이 될 수도 있다.
오락의 중요한 측면은 관객으로, 이는 개인적인 레크리에이션 또는 여가 활동을 오락으로 바꾼다. 관객은 연극, 오페라, 텔레비전 프로그램 또는 영화를 관람하는 사람들의 경우처럼 수동적인 역할을 할 수도 있고, 게임의 경우처럼 참여자와 관객의 역할이 일상적으로 뒤바뀔 수 있는 능동적인 역할을 할 수도 있다. 오락은 연극이나 콘서트의 경우처럼 공식적이고 대본이 있는 공연을 포함하여 공개적이거나 사적일 수 있으며, 어린이 놀이의 경우처럼 즉흥적이고 자발적일 수도 있다. 대부분의 오락 형태는 마술처럼 문화, 기술, 패션의 변화로 인해 진화하며 수세기 동안 지속되었다. 영화와 비디오 게임은 새로운 매체를 사용하지만, 계속해서 이야기를 들려주고, 드라마를 선보이며, 음악을 연주한다. 음악, 영화, 또는 춤을 위한 축제는 관객이 여러 날 연속으로 오락을 즐길 수 있게 한다.
일부 오락, 예를 들어 공개 처형과 같은 것은 현재 대부분의 국가에서 불법이다. 한때 사냥이나 전쟁에 사용되었던 펜싱이나 궁술과 같은 활동은 관중 스포츠가 되었다. 같은 방식으로 요리와 같은 다른 활동들은 전문가들 사이에서 전 세계 대회로 무대화되어 오락을 위해 방송되는 공연으로 발전했다. 한 집단이나 개인에게 오락인 것이 다른 집단이나 개인에게는 일 또는 잔인한 행위로 간주될 수도 있다.
친숙한 오락 형태는 다양한 매체를 넘나들 수 있는 능력이 있으며, 창의적인 리믹스를 위한 겉보기에 무한한 잠재력을 보여주었다. 이는 많은 주제, 이미지, 구조의 연속성과 수명을 보장했다.

## 어원
옥스포드 영어사전은 "entertain"이라는 단어의 라틴어 및 프랑스어 기원을 제공하는데, 여기에는 inter (among) + tenir (to hold)와 같은 파생어가 포함되어 "상호 보유하다" 또는 "뒤얽히게 보유하다" 및 "주의, 생각, 시간 (사람의)을 사로잡고 점유하다"로 번역된다. 또한 "즐거운 시간 보내기", "기쁨", "즐거움"과 같은 단어뿐만 아니라 "손님으로 맞이하고 환대하다"라는 의미도 제공한다. 이 사전은 윌리엄 캑스턴이 1490년에 사용한 것을 인용한다.

## 심리학과 철학
오락은 교육이나 마케팅과 같은 다른 활동들과 구별될 수 있는데, 이들 활동들은 오락의 매력을 자신들의 다른 목표를 달성하는 데 활용하는 방법을 배웠다. 때로는 오락이 이 두 가지를 혼합한 형태일 수도 있다. 오락의 중요성과 영향은 학자들에게 인정받고 있으며 점점 더 정교해지는 오락은 박물관학과 같은 다른 분야의 관행에 영향을 미쳤다.
심리학자들은 미디어 오락의 기능이 "만족의 달성"이라고 말한다. 일반적으로 그 외의 다른 결과나 측정 가능한 이점은 기대되지 않는다 (스포츠 오락의 최종 점수는 제외할 수도 있다). 이는 이해를 발전시키거나 사람들이 배우는 것을 돕는 것을 목적으로 설계된 교육(education) 및 사람들이 상업 제품을 구매하도록 장려하는 것을 목표로 하는 마케팅(marketing)과는 대조적이다. 그러나 교육이 더 "재미있게" 되려 하고 오락이나 마케팅이 더 "교육적"이 되려 할 때 이러한 구별은 흐려진다. 이러한 혼합물은 종종 "에듀테인먼트" 또는 "인포테인먼트"와 같은 신조어로 알려져 있다. 오락 심리학과 학습 심리학은 이 모든 분야에 적용되었다. 일부 교육-오락은 이 두 가지의 가장 좋은 특징들을 결합하려는 진지한 시도이다. 어떤 사람들은 다른 사람들의 고통이나 불행한 생각에 즐거움을 느낀다 (샤덴프로이데).
오락은 만족을 넘어 관객에게 통찰을 제공할 수도 있다. 오락은 다음과 같은 보편적인 철학적 질문들을 능숙하게 다룰 수 있다: "인간답다는 것은 무엇인가?"; "무엇이 올바른 일인가?"; 또는 "내가 아는 것을 어떻게 알 수 있는가?". 예를 들어, "삶의 의미"는 영화, 음악, 문학을 포함한 광범위한 오락 형태의 주제이다. 이야기, 영화, 연극, 시, 책, 춤, 만화, 또는 게임의 형태로 제시되든 간에 이러한 질문들은 많은 서사와 드라마를 이끌어낸다. 극적인 예로는 윌리엄 셰익스피어의 영향력 있는 연극 햄릿이 있는데, 주인공은 시로 이러한 고민을 표현한다. 또 다른 예로는 지식의 본질을 탐구한 영화 매트릭스가 있으며, 이 영화는 전 세계적으로 개봉되었다. 소설은 독자들을 즐겁게 하면서 이러한 주제를 탐구할 수 있는 큰 여지를 제공한다. 철학적 질문을 매우 재미있게 다루어 매우 다양한 형태로 제시된 창작물의 한 예는 은하수를 여행하는 히치하이커를 위한 안내서이다. 원래 라디오 코미디였던 이 이야기는 매우 인기를 끌어 소설, 영화, 텔레비전 시리즈, 연극, 만화, 오디오북, 장시간 음반, 어드벤처 게임 및 온라인 게임으로도 출간되었고, 그 아이디어들은 대중적인 참조가 되었으며 (은하수를 여행하는 히치하이커를 위한 안내서의 구절들 참조) 여러 언어로 번역되었다. 그 주제는 삶의 의미뿐만 아니라 "오락의 윤리, 인공지능, 다중 세계, 신, 그리고 철학적 방법"을 포함한다.

## 역사

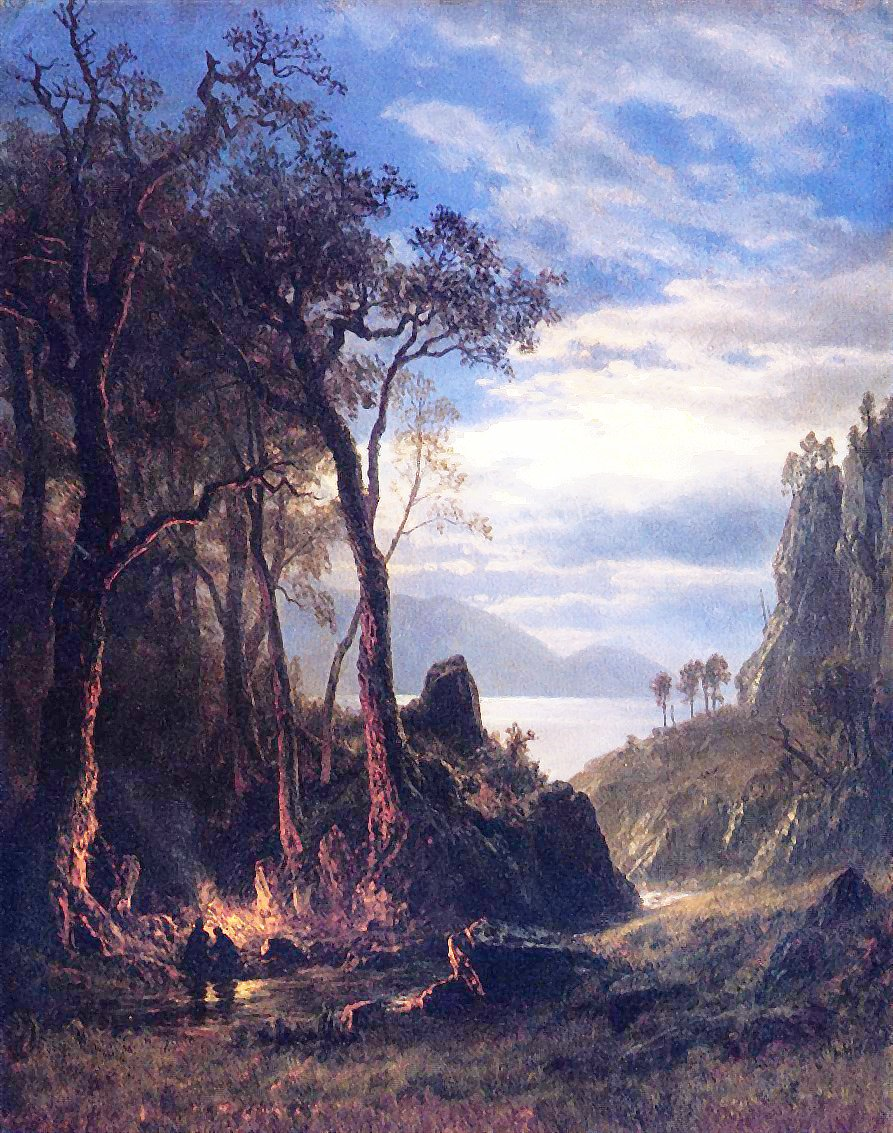
앨버트 비어슈타트의 The Campfire는 보편적인 오락 형태인 스토리텔링을 묘사한다.

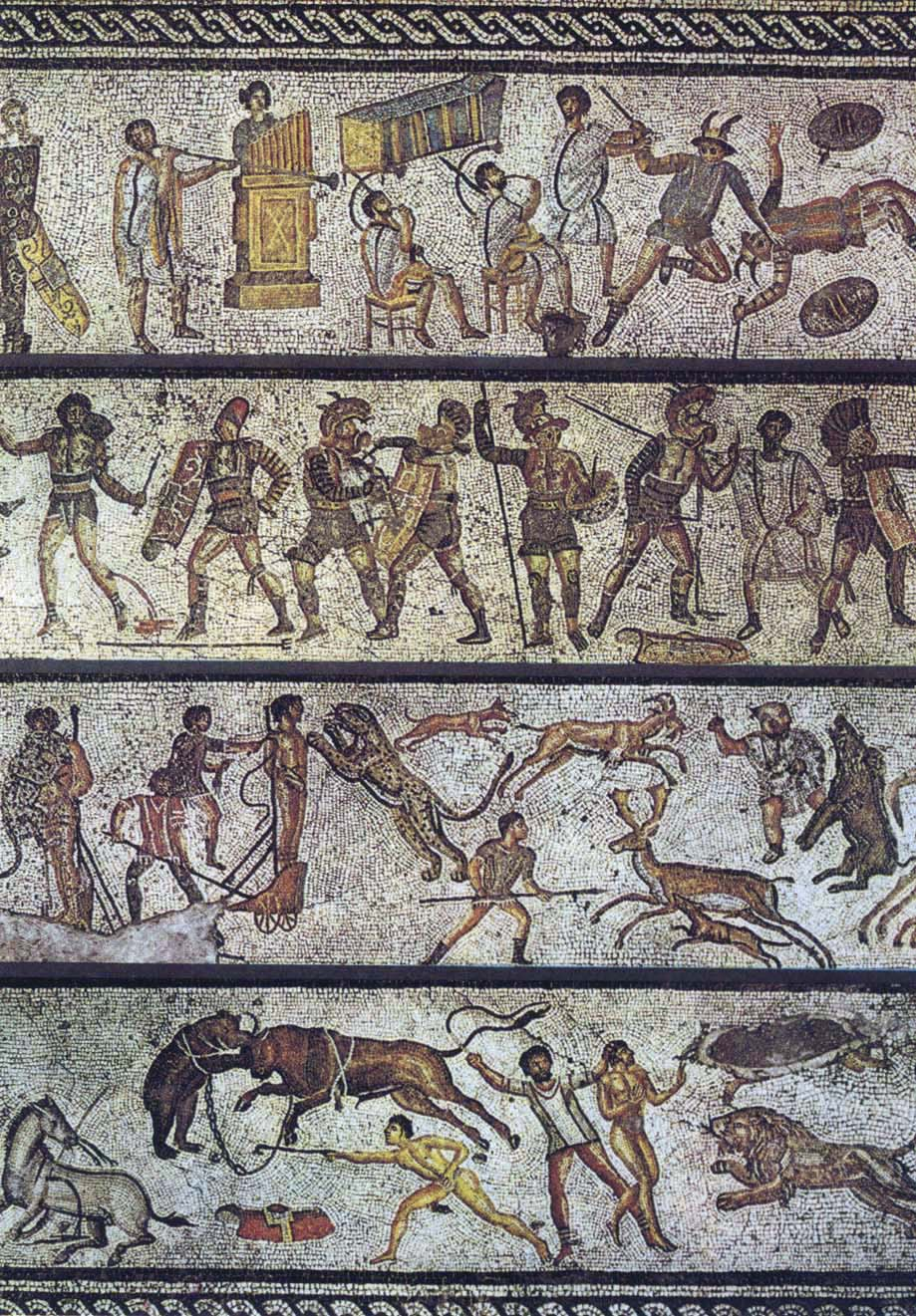
1세기 로마에서 검투사 게임에서 제공되었을 로마 오락을 보여주는 모자이크.

"이야기를 통해 말, 이미지, 소리, 몸짓을 사용하여 사건과 경험을 전달하는 고대 기술"은 사람들이 문화적 가치와 전통, 역사를 한 세대에서 다음 세대로 전수하는 수단일 뿐만 아니라, 초기부터 대부분의 오락 형태의 중요한 부분이었다. 이야기는 여전히 초기 형태로 전해지는데, 예를 들어 야영 중 불 주위에 앉아서 듣거나 관광객으로서 다른 문화의 이야기를 들을 때 그렇다. "우리가 현재 문자로 기록된 가장 초기 스토리텔링 연대기는 의심할 여지 없이 원래 입에서 귀로 전달되었으며, 오락으로서의 그 힘은 오늘날 우리가 영화와 소설에서 즐기는 것과 동일한 요소에서 비롯되었다." 스토리텔링은 "다양성을 향해" 진화하고 발전해 온 활동이다. 스토리텔링뿐만 아니라 특히 음악과 드라마를 포함한 많은 오락은 여전히 친숙하지만, 매우 다양한 개인적 선호와 문화적 표현에 맞게 다양한 형태로 발전했다. 많은 종류가 다른 형태로 혼합되거나 지원된다. 예를 들어, 드라마, 이야기, 연회(또는 식사)는 일반적으로 음악으로 향상된다. 스포츠와 게임은 매력을 높이기 위해 다른 활동에 통합된다. 일부는 진지하거나 필요한 활동(예: 달리기와 도약)에서 경쟁으로 발전한 후 오락이 되었을 수 있다. 예를 들어, 장대높이뛰기는 "네덜란드에서 유래했을 수 있다. 그곳에서 사람들은 나막신을 신고 몇 마일을 걸어 가장 가까운 다리까지 가는 대신 긴 장대를 사용하여 넓은 운하를 뛰어넘었다. 다른 사람들은 장대높이뛰기가 전투 중 요새 벽을 뛰어넘는 데 사용되었다고 주장한다." 이러한 스포츠 장비는 점점 더 정교해졌다. 예를 들어, 장대높이뛰기 장대는 원래 물푸레나무, 히코리 또는 개암나무와 같은 나무로 만들어졌다. 19세기에는 대나무가 사용되었고, 21세기에는 장대가 탄소 섬유로 만들어질 수 있다. 죽마 타기와 같은 다른 활동은 21세기에도 서커스 공연에서 여전히 볼 수 있다. 로마 시대에 인기가 많았던 "검투사 게임"으로도 알려진 검투사 전투는 스포츠, 처벌 및 오락이 결합된 활동의 좋은 예이다.
오락으로 간주되는 것의 변화는 문화적 또는 역사적 변화에 따라 발생할 수 있다. 예를 들어, 야생 동물 사냥은 카르타고에서 로마 제국으로 도입되어 인기 있는 대중 오락 및 구경거리가 되었고, 야생 동물의 국제 무역을 지원했다.
오락은 또한 전쟁과 문화대혁명과 같은 사회적 격변의 결과로 다양한 형태와 표현으로 발전했다. 예를 들어, 중국 문화대혁명 기간 동안 혁명 오페라는 공산당의 승인을 받았고, 제1차 세계 대전, 대공황, 러시아 혁명은 모두 오락에 영향을 미쳤다.
오락의 형태와 장소에 대한 비교적 작은 변화는 시대, 패션, 문화, 기술, 경제에 따라 계속해서 나타나고 사라진다. 예를 들어, 드라마 형태로 전달되는 이야기는 야외 극장, 뮤직홀, 영화관, 멀티플렉스, 또는 기술의 발전과 함께 태블릿 컴퓨터와 같은 개인 전자 장치를 통해 제시될 수 있다. 오락은 극장, 오디토리엄 또는 경기장과 같은 목적 건설된 구조물에서 대규모 관객을 위해 제공된다. 서구 세계에서 가장 유명한 장소 중 하나인 콜로세움은 "서기 80년에 100일간의 게임으로 헌정되었으며, 5만 명의 관객을 수용했고", 그곳에서 관객들은 "무대 쇼의 장식과 함께 피비린내 나는 스포츠를 즐겼다". 스펙터클, 경쟁, 경주, 스포츠는 한때 이 목적 건설된 경기장에서 대중 오락으로 제시되었다. 새로운 경기장은 전 세계 관객의 점점 더 정교한 요구 사항에 맞게 계속해서 건설되고 있다.

### 궁정 오락

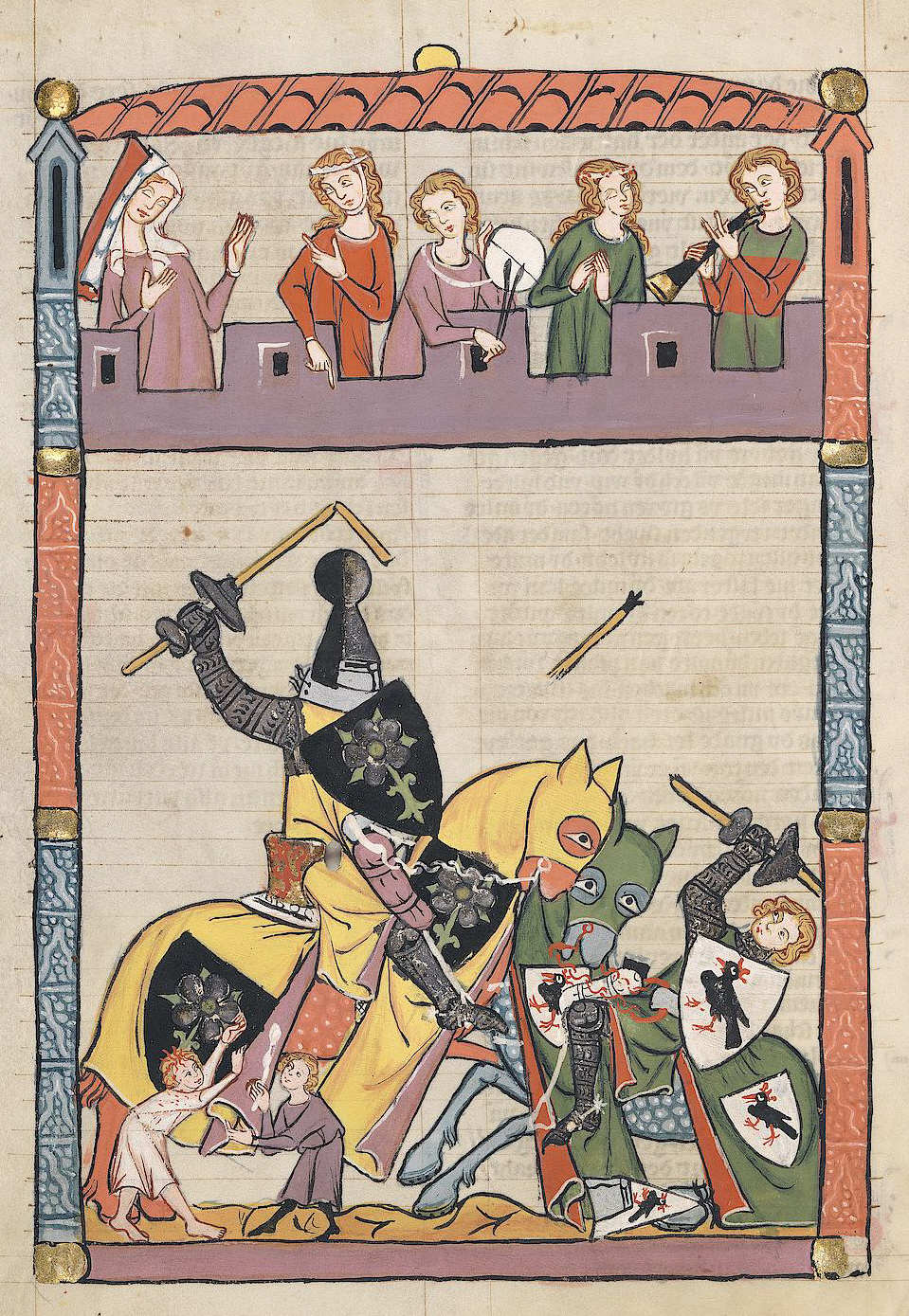
관객과 음악가 앞에서 열리는 토너먼트 (14세기)

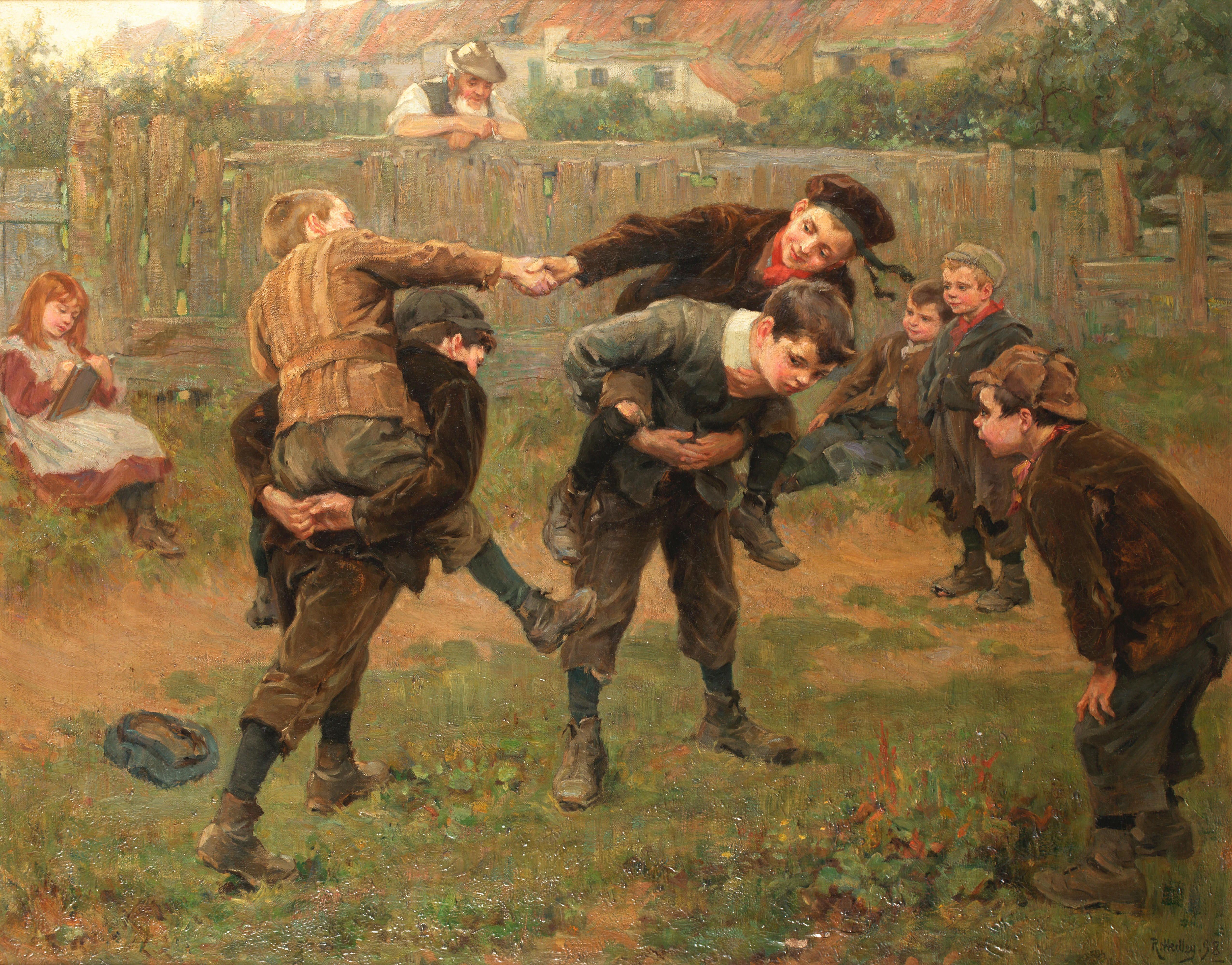
랄프 헤들리 The Tournament (1898) 궁정 오락을 각색한 어린이들

제국과 왕실의 궁정은 전문 연예인들을 위한 훈련장과 지원을 제공했으며, 각 문화권은 궁전, 성채, 요새를 각기 다른 방식으로 활용했다. 예를 들어, 마야 도시 국가에서는 "종종 궁전 앞의 넓은 광장에서 스펙터클이 펼쳐졌으며, 군중들은 그곳이나 지정된 장소에 모여 멀리서 관람할 수 있었다." 궁정 오락은 문화권을 넘나들기도 했다. 예를 들어, 무굴 황제들이 인도에 도입한 다르바르는 대영 제국에 전해졌고, 대영 제국은 인도의 전통을 따랐다. 예를 들어, "마하라자나 나와브가 즉위하는 기관, 칭호, 관습, 의례... 공식 선물 교환... 의전 서열" 등은 "모두 델리 황제들로부터 물려받은 것"이었다. 한국에서는 "궁중 연예 무용"이 "원래 궁중 연회에서 오락을 위해 궁전에서 공연되었다."
궁중 오락은 종종 궁정에서 일반 평민들 사이로 확산되었다. 한국의 "탈춤"이 그러했는데, 이는 "마을 샤머니즘 의례와 관련하여 시작되었고 결국 주로 평민들을 위한 오락 형태가 되었다". 무굴 제국의 나우치 무용수들은 인도의 궁정과 궁전에서 공연했다. 궁정 오락에서 일반 관행으로의 전환과 유사한 또 다른 진화는 고려 시대에 나례 축제에서 일어났던 것처럼 종교 의식에서 세속적인 오락으로의 전환이었다. 원래 "순전히 종교적 또는 의례적이었던" 것이 "결론에서 세속적인 요소가 추가되었다". 마상창시합과 같은 이전 궁정 오락은 종종 어린이 놀이에서도 살아남았다.
동로마 제국과 같은 일부 궁정에서는 상류층 남녀가 분리되어 있었는데, "적어도 콤니노스 가문 시대(1081~1185년) 이전에는" 연회와 만찬과 같이 오락이 있는 의식에서 남성과 여성이 분리되었다.
궁중 의례, 궁중 연회 및 그와 관련된 광경은 오락뿐만 아니라 부와 권력을 과시하는 데도 사용되었다. 이러한 행사는 통치자와 피통치자 사이의 관계, 즉 권력을 가진 자와 가지지 못한 자 사이의 관계를 강화하여 "일반 가족과 통치자 가족 간의 차이를 극적으로 보여주는" 역할을 했다. 이는 전통적인 궁정의 경우뿐만 아니라 1997년 홍콩 반환 기념식과 같은 현대 의례에서도 마찬가지였는데, 이 행사에서는 연회, 행진, 불꽃놀이, 축제 공연 및 예술 공연 등 다양한 오락이 정치 권력의 변화를 강조하는 데 활용되었다. 궁중 오락은 일반적으로 왕족과 궁중 신하뿐만 아니라 "지역 및 방문 고위 인사들의 즐거움을 위해" 공연되었다. 한국 궁정처럼 왕실 궁정 또한 전통 무용을 지원했다. 수단에서는 소위 "슬릿" 또는 "토킹" 드럼과 같은 악기가 한때 "강력한 추장의 궁중 오케스트라의 일부"였으며 다양한 목적을 가졌다. 음악을 만들고, 의식에서 "말하고", 공동체 행사를 알리고, 장거리 메시지를 보내고, 남성들을 사냥이나 전쟁으로 부르는 데 사용되었다.
궁정 오락은 또한 연예인과 관객 사이의 복잡한 관계를 보여준다. 개인은 연예인일 수도 있고 관객의 일부일 수도 있으며, 심지어 하나의 오락이 진행되는 동안에도 역할을 바꿀 수 있다. 베르사유궁의 궁정에서는 "수천 명의 궁정인들, 즉 그곳의 아파트를 차지했던 남녀들은 일상 의식에서 신분 계층을 강화하는 공연자와 관객 역할을 모두 했다".
궁중 오락과 마찬가지로, 대관식과 결혼식 같은 왕실 행사는 귀족과 일반 대중 모두를 즐겁게 할 기회를 제공했다. 예를 들어, 엘리자베스 1세 여왕의 1595년 즉위 기념일 축제는 토너먼트와 마상창시합 및 기타 행사를 "화려한 옷을 입은 모인 궁정 앞에서뿐만 아니라 좋은 하루의 오락을 갈망하는 수천 명의 런던 시민 앞에서" 공연했다. 화이트홀궁의 틸티야드에서 열린 그날 행사 입장료는 12d로 책정되었다.

### 공개 처벌

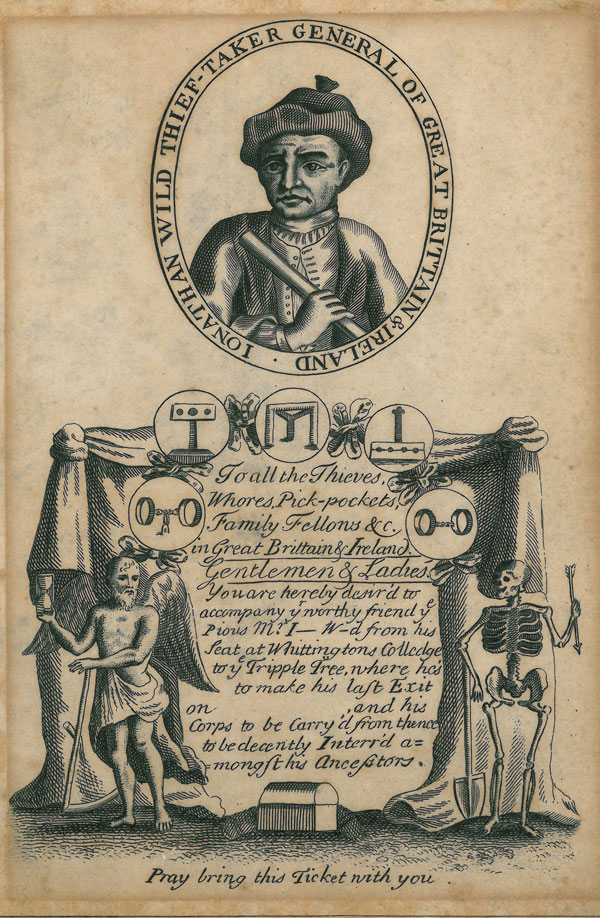
조너선 와일드 처형식 입장권 (1725)

대부분의 오락 형태는 시간이 지남에 따라 진화하고 지속되었지만, 한때 인기가 있었던 일부 형태는 더 이상 용납되지 않는다. 예를 들어, 유럽의 이전 세기에는 범죄자나 사회 부적합자를 처벌하는 것을 보거나 참여하는 것이 용인되고 인기 있는 오락 형태였다. 많은 형태의 조리돌림 또한 과거에는 지역적인 오락을 제공했다. 심지어 교수형과 참수와 같은 사형 또한 대중에게 경고의 의미로 제공되었지만, 부분적으로는 오락으로 간주되었다. 투석형과 교수척장분지형과 같이 더 오래 지속되는 사형은 더 큰 대중적인 구경거리를 제공했다. "교수형은 실업자뿐만 아니라 실업자에게도 즐거움을 주는 카니발이었다. 여유가 있는 좋은 부르주아 계층이나 호기심 많은 귀족들은 마차에서 구경하거나 방을 빌려 보았다." 오락으로서의 공개 처벌은 19세기까지 지속되었으며, 그 무렵에는 "공개 교수형이라는 끔찍한 사건이 작가와 철학자들의 혐오감을 불러일으켰다." 찰스 디킨스와 윌리엄 메이크피스 새커리 모두 1840년 뉴게이트 감옥에서의 교수형에 대해 썼으며, "더 많은 대중에게 처형이 음란한 오락임을 가르쳤다."

## 어린이

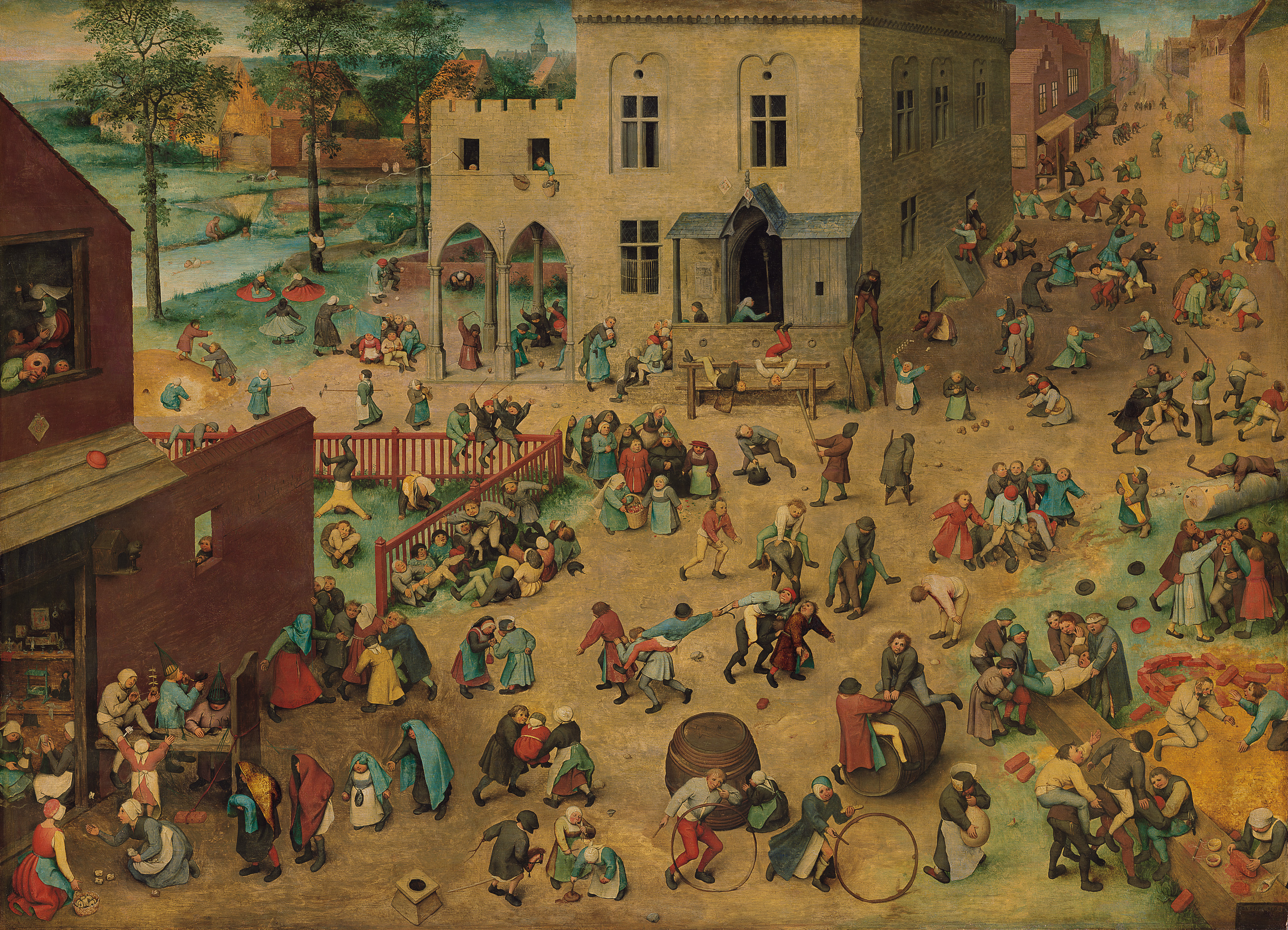
피터르 브뤼헐 어린이 놀이 (1560)

어린이 오락은 놀이에 중점을 두며, 그들의 성장에 중요하다. 이는 종종 성인 활동을 모방하거나(텔레비전 시청 등), 육아나 사회적 상호작용과 같은 성인 역할에 대비하게 하거나(인형, 애완동물, 단체 놀이를 통해), 또는 운동 기술(예: 구슬치기)과 같은 스포츠와 음악에 필요한 기술을 개발한다. 현대에는 종종 텔레비전이나 태블릿 컴퓨터와 같은 화면 기반 오락에 앉아서 참여하는 경우가 많다.
오락은 성인이 어린이에게 제공하거나 가르치기도 한다. 아동 연예인 또는 공연가는 어린이를 즐겁게 하는 것을 직업으로 하는 전문가이다. 이 용어는 어린이 음악가 또는 어린이 텔레비전 진행자를 설명하는 데 사용될 수 있지만, 마술사, 탈인형 배우, 인형극 배우, 파티 공주 등 다양한 전문 분야를 포함한다. 꼭두각시, 광대, 팬터마임, 만화와 같이 어린이에게 매력적인 많은 활동은 성인들도 즐긴다.
어린이들은 항상 게임을 했다. 게임을 하는 것이 오락적일 뿐만 아니라 어린이의 발달에도 도움이 된다는 것은 인정된다. 어린이 놀이의 가장 유명한 시각적 기록 중 하나는 피터르 브뤼헐 더 아우더가 1560년에 그린 "어린이 놀이"라는 그림이다. 이 그림은 당시의 전형적인 놀이로 추정되는 다양한 게임을 하는 어린이들을 묘사한다. 이들 게임 중 많은 것들, 예를 들어 구슬치기, 숨바꼭질, 비눗방울 불기, 목마 태우기는 계속해서 행해지고 있다.

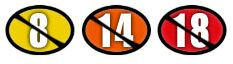
연령 적합성을 명시한 등급 시스템의 예 (이스라엘)

대부분의 오락 형태는 어린이의 필요와 흥미에 맞게 수정되거나 수정될 수 있다. 20세기에는 "발달 연구와 '새로운' 실험 심리학 간의 연관성을 촉진했던" 종종 비판받았지만 그럼에도 중요한 그랜빌 스탠리 홀의 작업, 특히 "인지 발달을 생물학적 발달에 비유했던" 장 피아제의 작업으로 시작하여, 어린이의 심리적 발달이 단계별로 이루어지며 그들의 능력이 성인과 다르다는 것이 이해되었다. 따라서 책, 영화 또는 비디오 게임에 상관없이 이야기와 활동은 특히 어린이 관객을 위해 개발되었다. 각국은 어린이의 특별한 필요와 디지털 오락의 증가에 대응하여 텔레비전 콘텐츠 등급 시스템과 같은 시스템을 개발하여 대중과 오락 산업을 안내하고 있다.
21세기에는 성인용 제품과 마찬가지로 어린이용 오락의 상당 부분이 개인용 인터넷에서 이용 가능하다. 이는 과거와는 상당한 변화를 의미한다. 어린이들이 화면 기반 오락에 실내에서 보내는 시간과 "자연과의 교감의 놀라운 붕괴"는 상상력, 성인 인식, 심리적 행복에 미치는 부정적인 영향으로 비판을 받았다.

어린이 오락의 유형
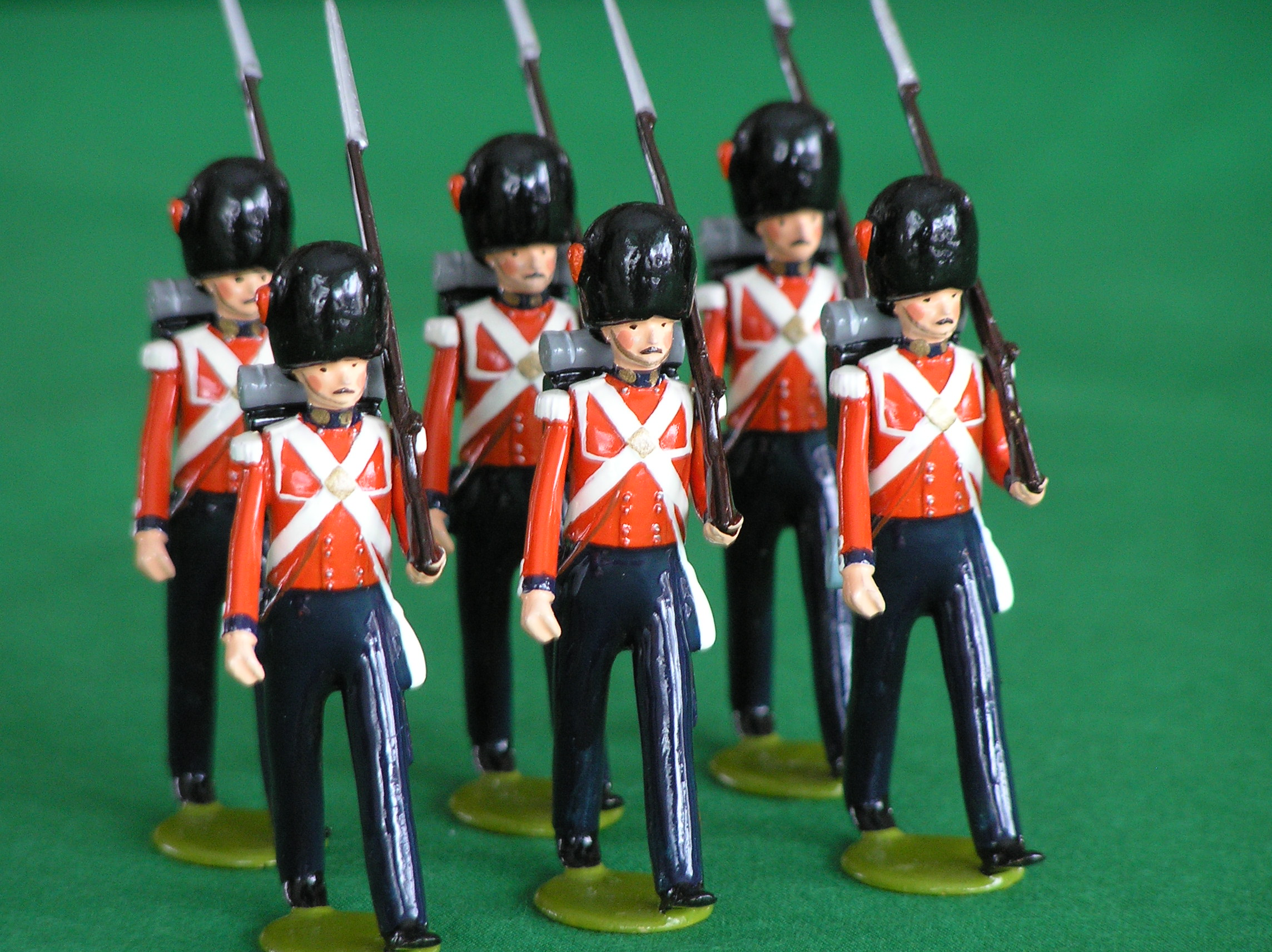
장난감 콜드스트림 가즈 병사 (19세기)
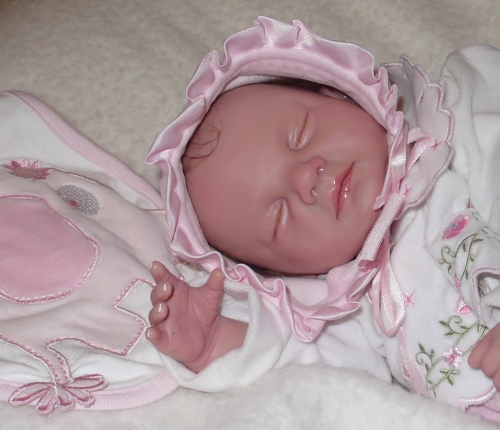
신생아 인형
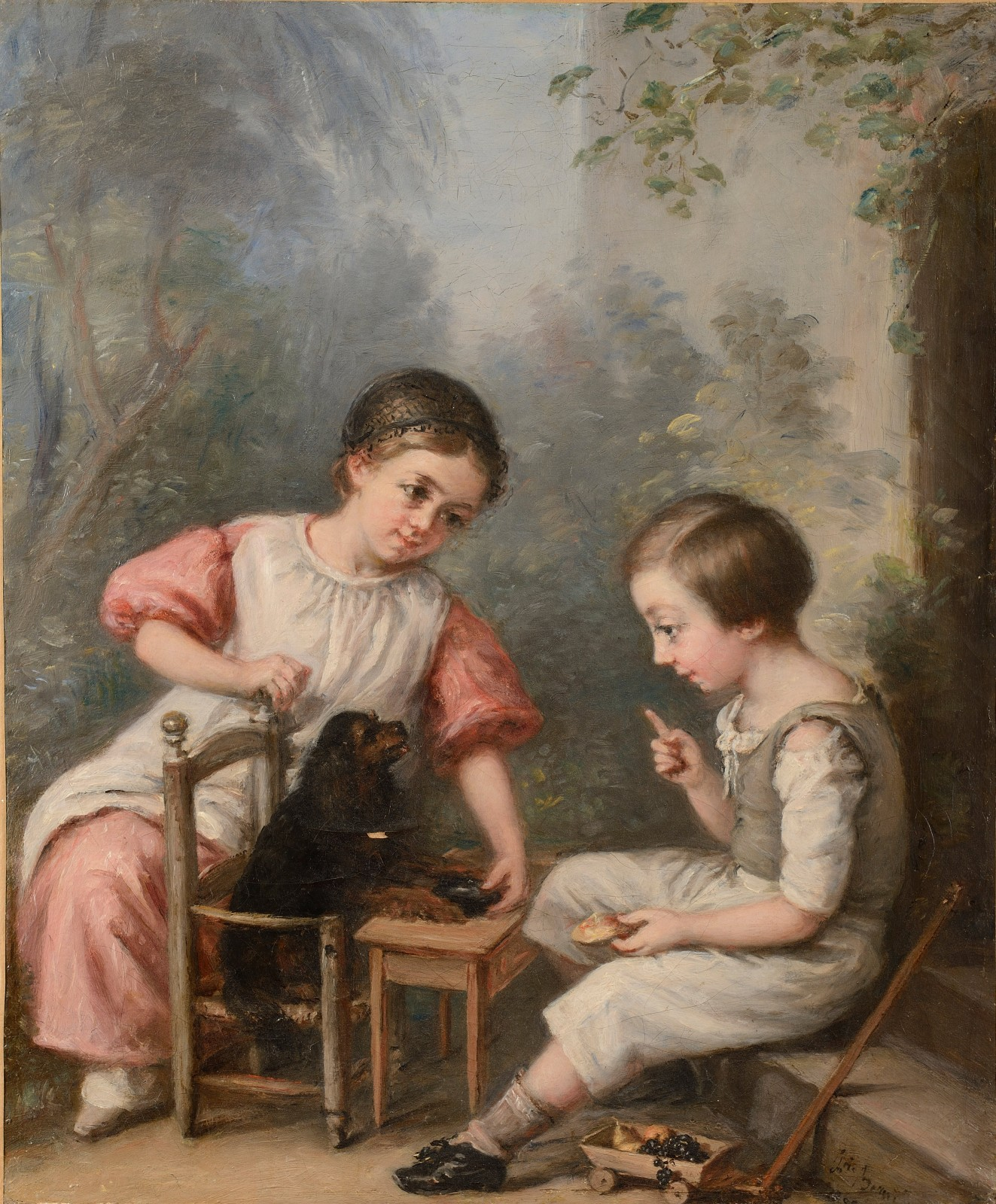
개에게 즐거움을 받는 어린이들 (19세기 그림)
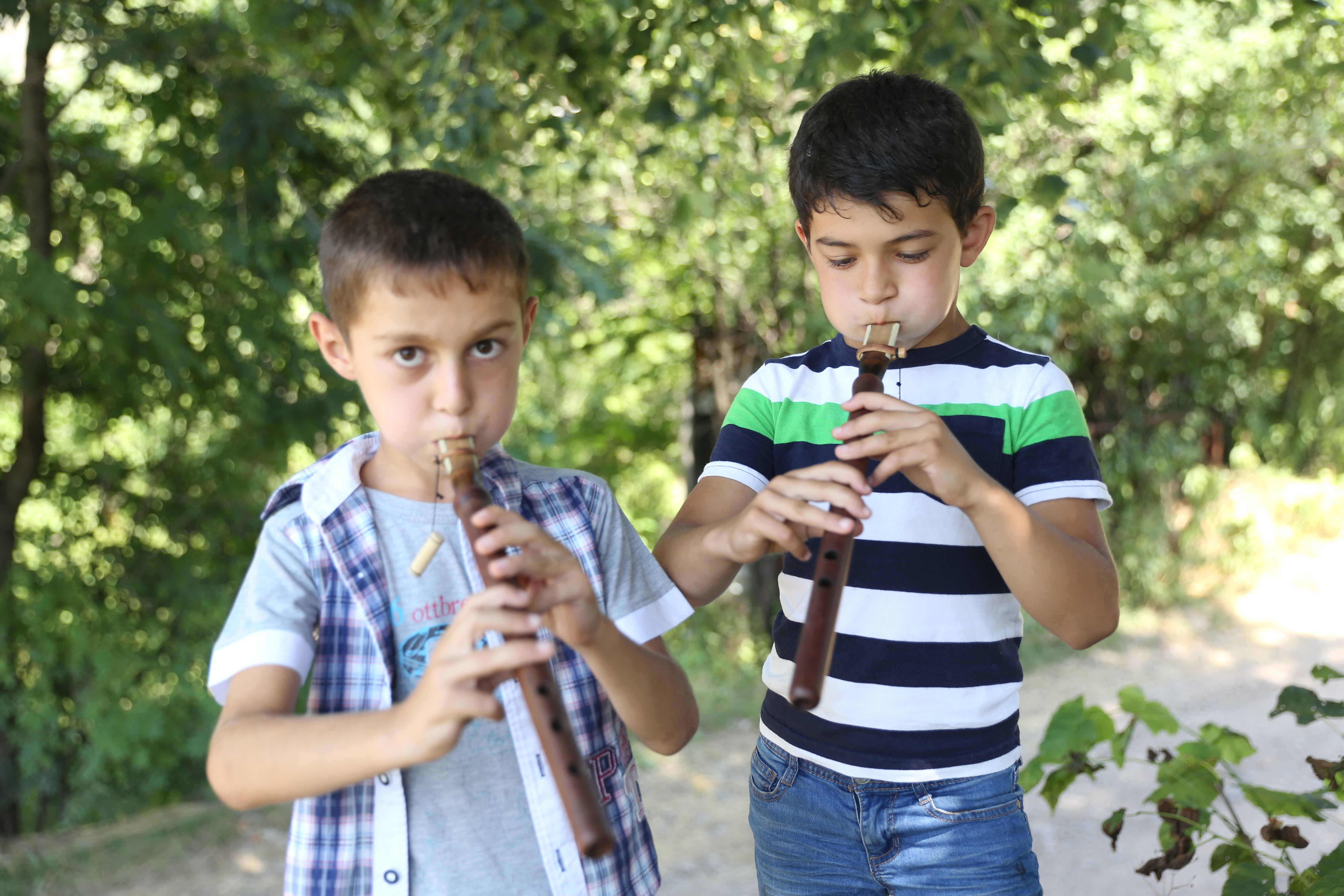
소년들이 리코더를 연주한다
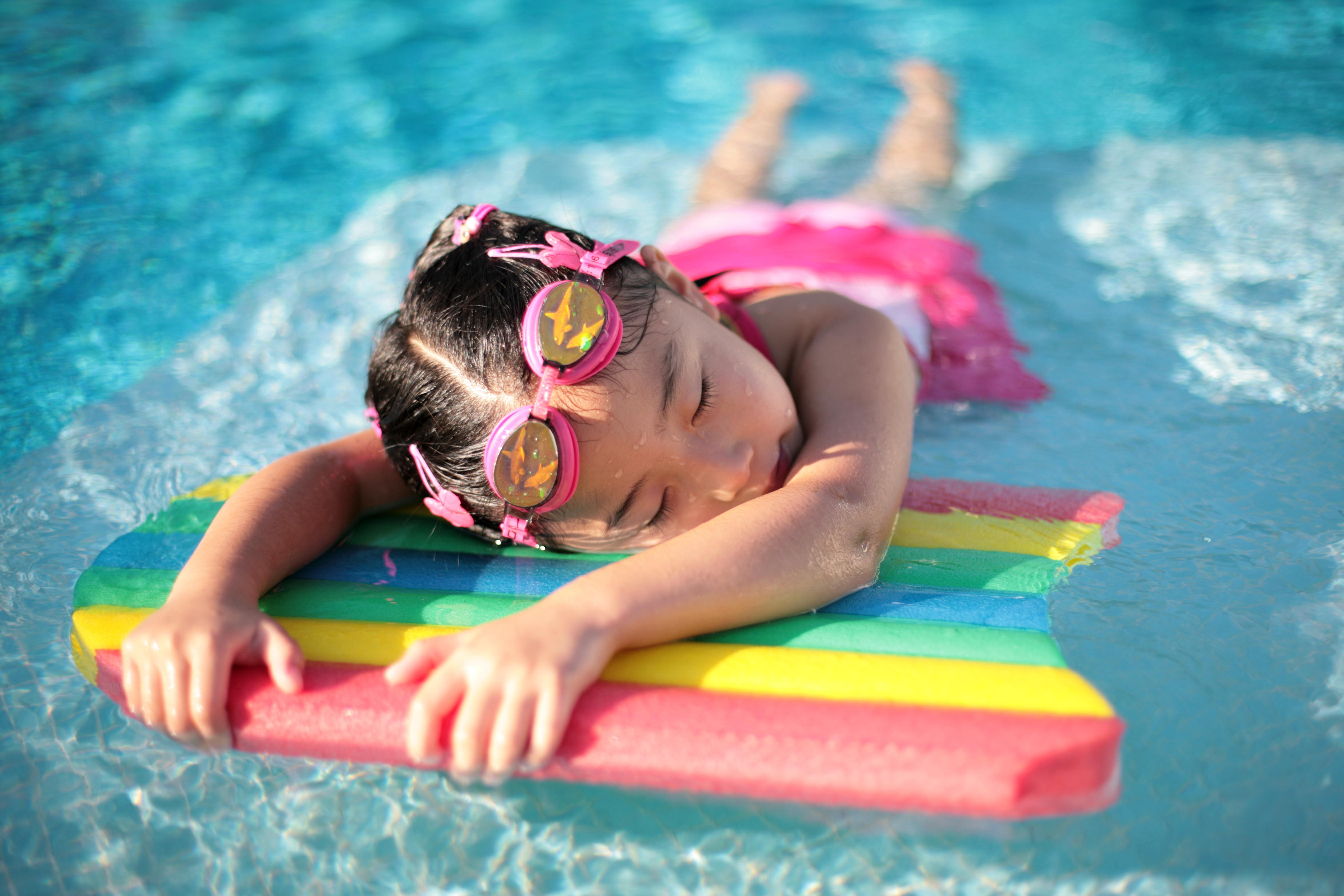
수영장에 있는 소녀
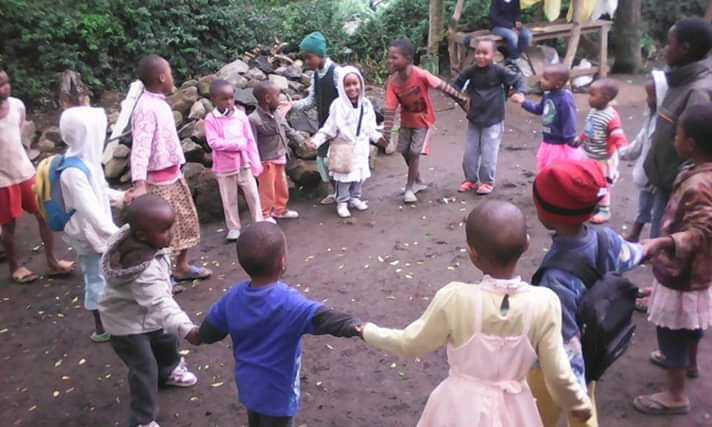
단체 놀이를 하는 어린이들
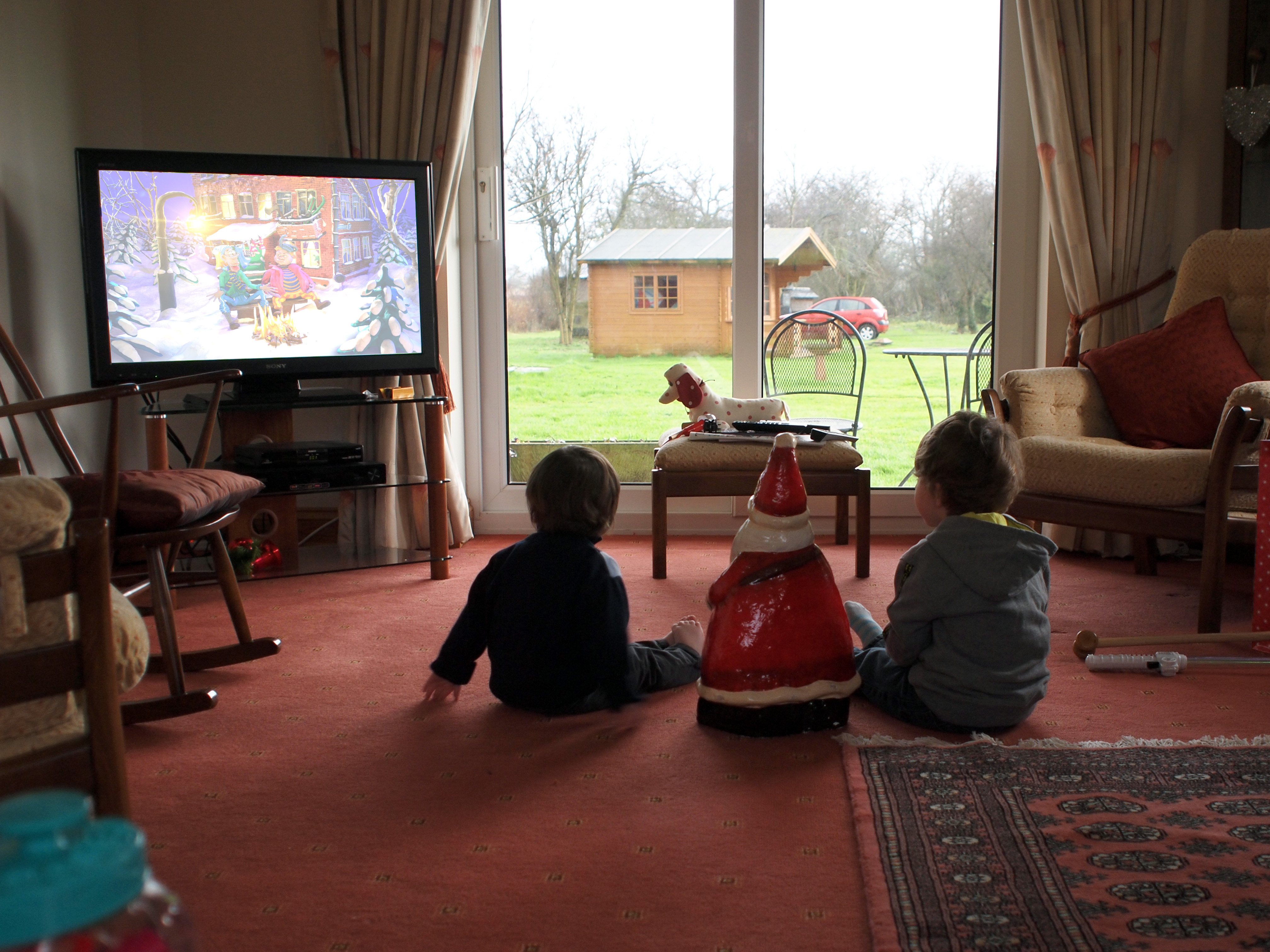
어린이 TV를 시청하는 소년들
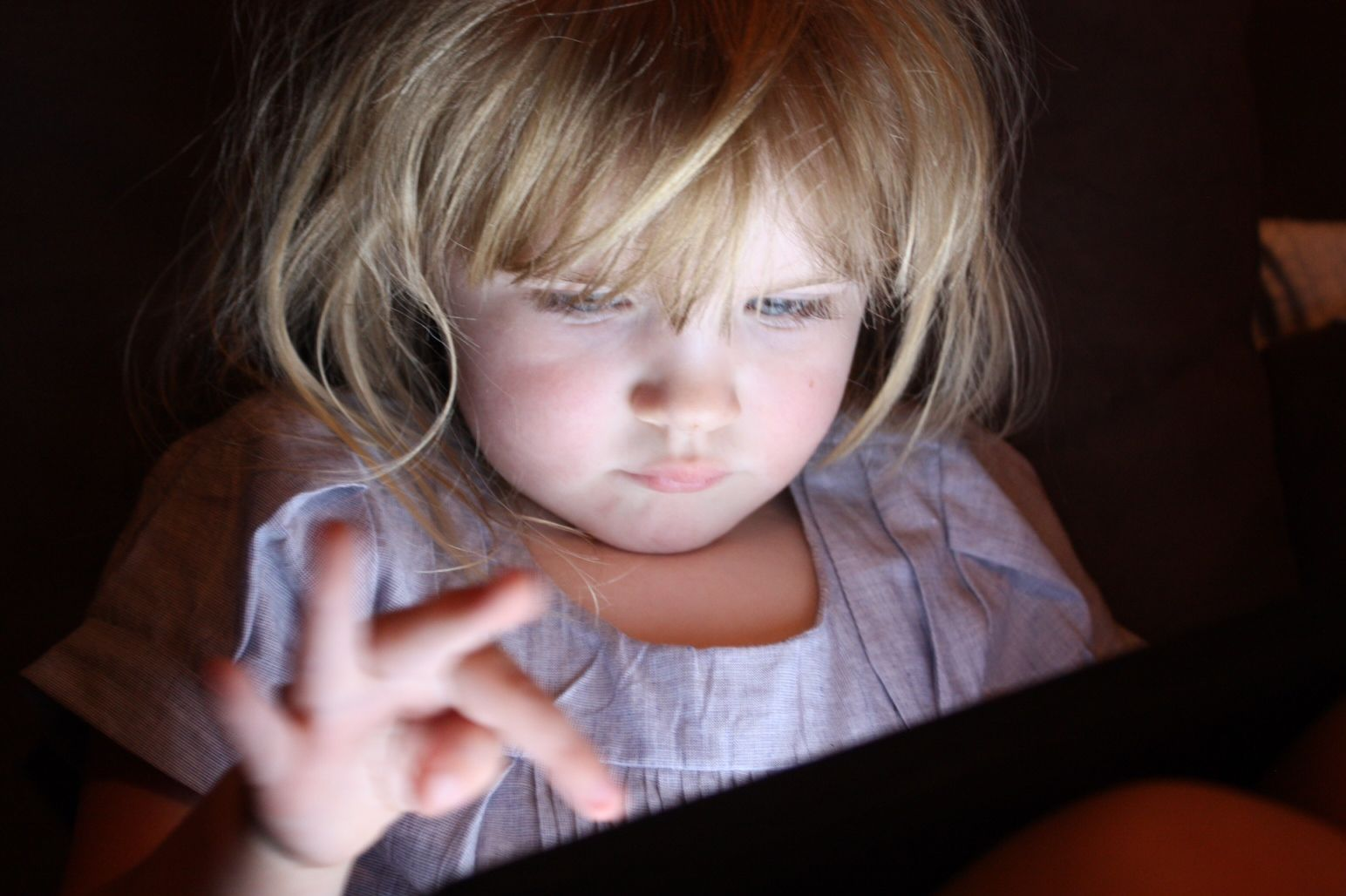
태블릿 컴퓨터를 사용하는 유아

## 형태

### 연회
연회는 고대부터 오락, 즐거움 또는 기쁨의 장소였으며, 현대 시대까지 이어졌다. 21세기에도 여전히 많은 원래 목적에 사용되고 있다——방문객, 특히 중요한 방문객에게 깊은 인상을 주기 위해; 환대를 보여주기 위해; 음악이나 춤, 또는 둘 다와 같은 보조 오락을 선보이는 기회로. 연회는 궁중 오락의 필수적인 부분이었으며 연예인들이 기술을 개발하는 데 도움이 되었다. 또한 대관식, 결혼식, 생일, 시민적 또는 정치적 성과, 군사적 참여 또는 승리뿐만 아니라 종교적 의무와 같은 축하 행사의 중요한 구성 요소이며, 가장 유명한 것 중 하나는 화이트홀 궁전의 연회장이다. 현대에는 연회가 사적으로 또는 상업적으로 식당에서 제공되며, 때로는 디너 극장에서 극적인 공연과 결합되기도 한다. 전문 요리사들의 요리 또한 보퀴즈 도르와 같은 국제 대회에서 오락의 한 형태가 되었다.

수세기와 문화에 걸친 연회
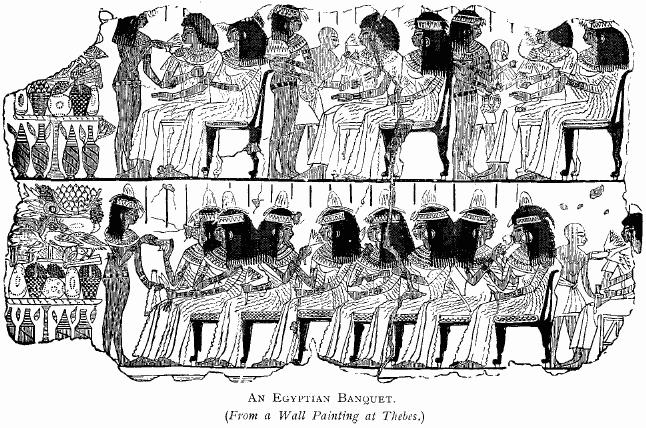
고대 이집트의 연회 장면 (테베 벽화에서)
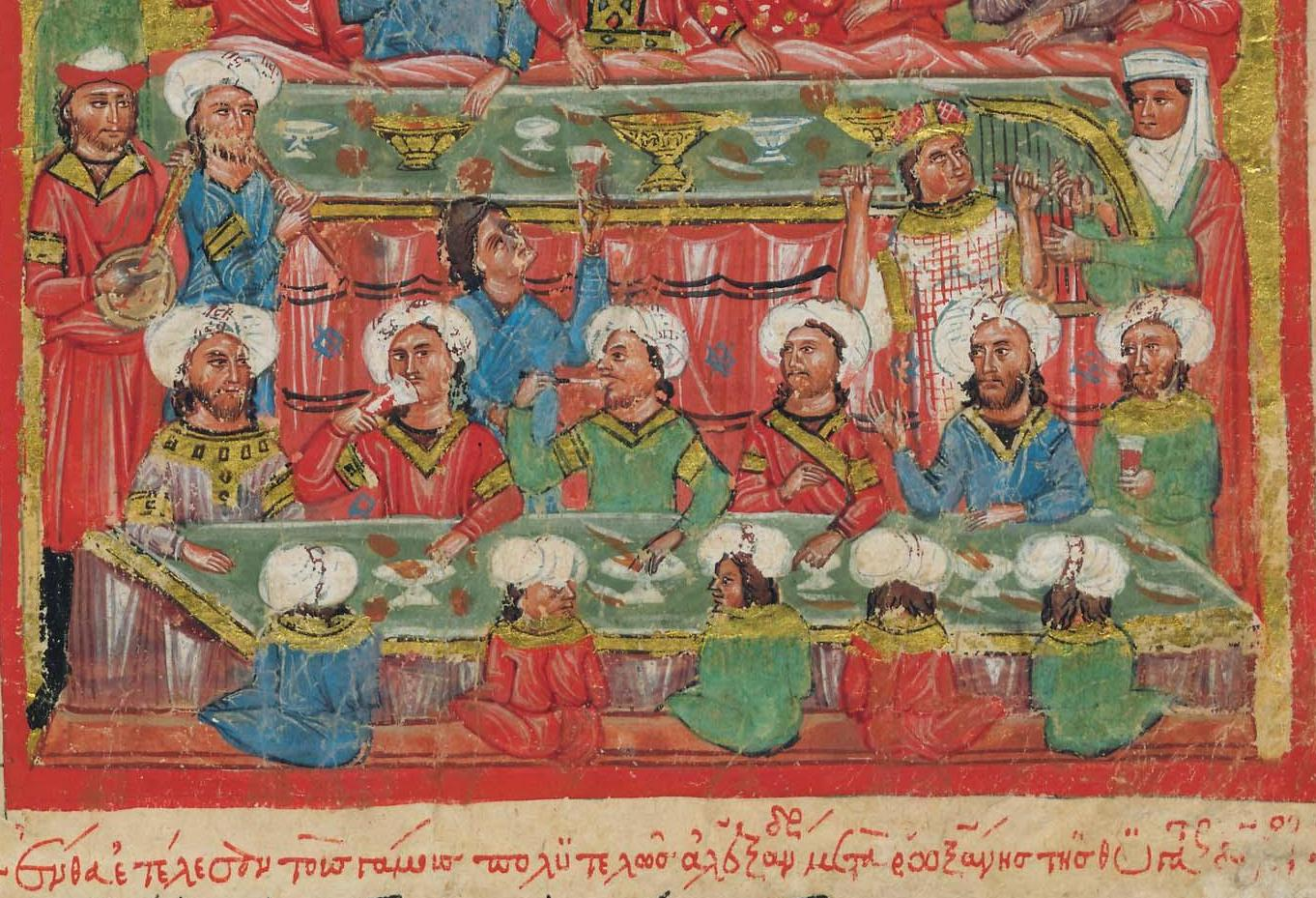
비잔티움 연회에서 음악가와 다양한 악기 연주 (1204–1453)
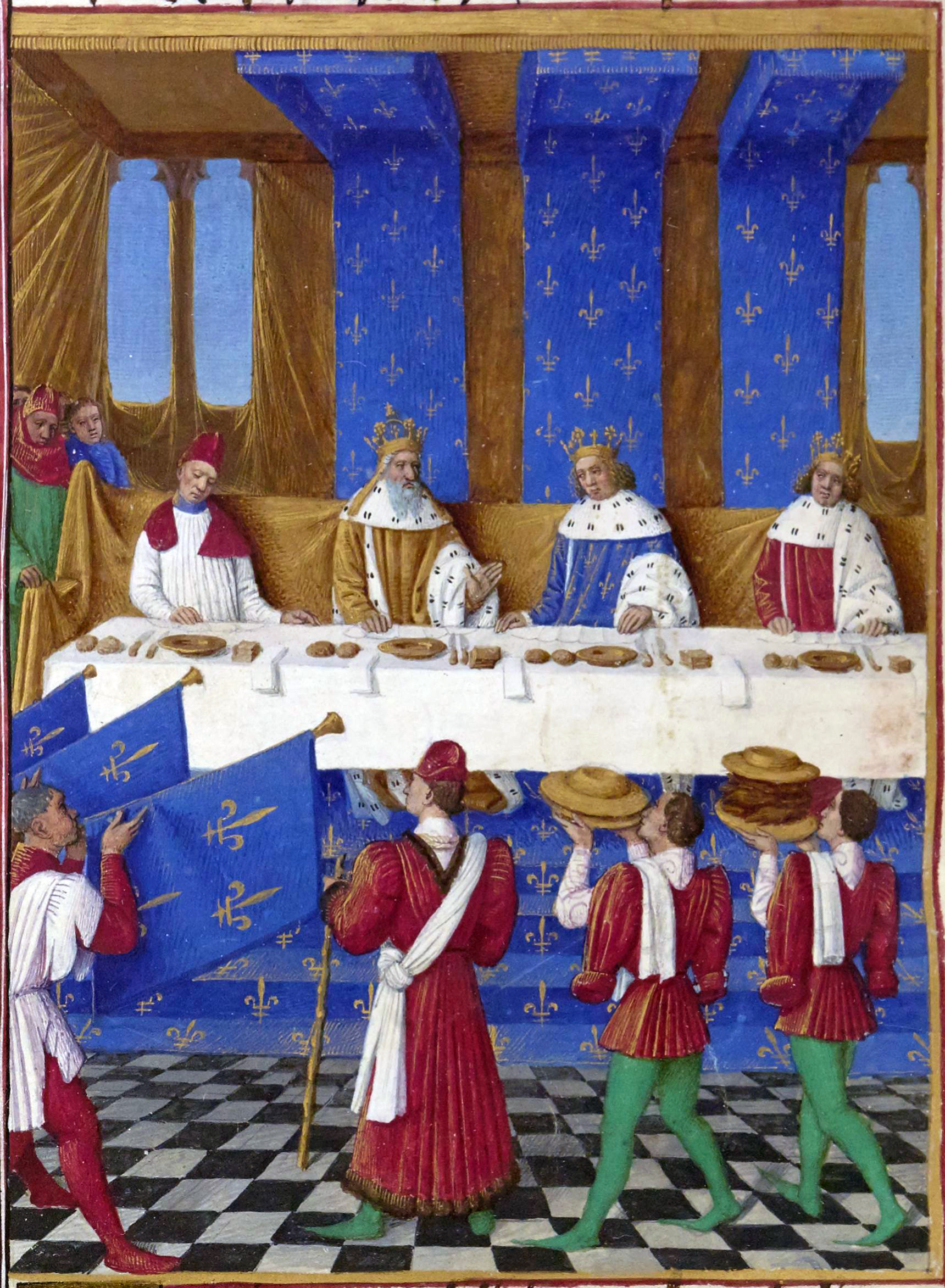
장 푸케, 샤를 5세의 연회 (1455–1460)
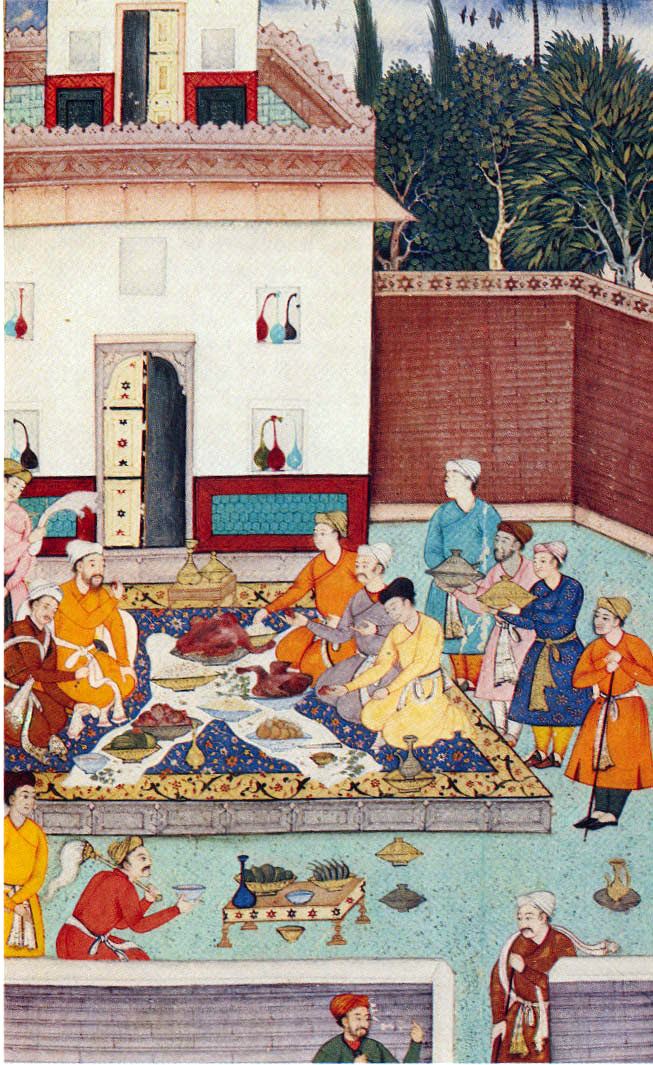
1507년 미르자들이 바부르에게 대접한 거위구이를 포함한 연회 (미니어처 틀:약)
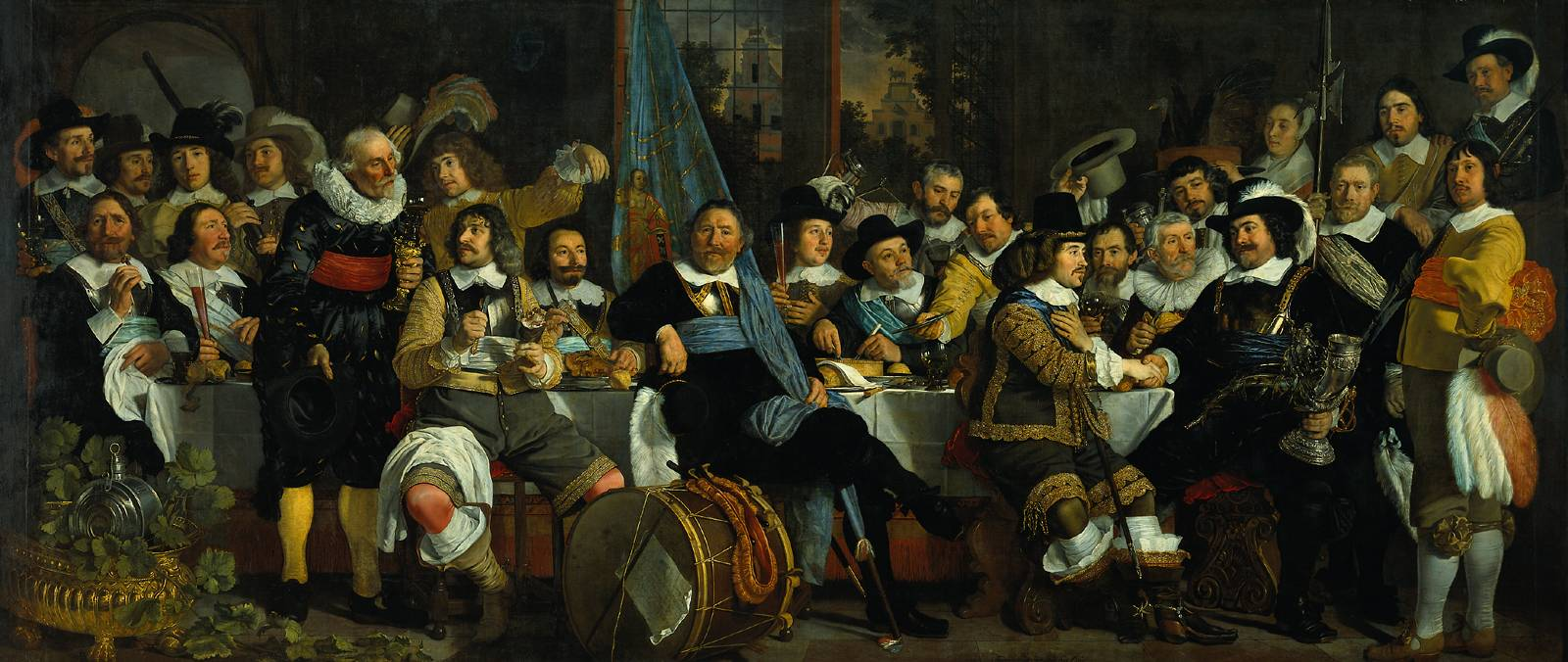
바르톨로메우스 판 데르 헬스트, 뮌스터 평화 조약 암스테르담 (1648)
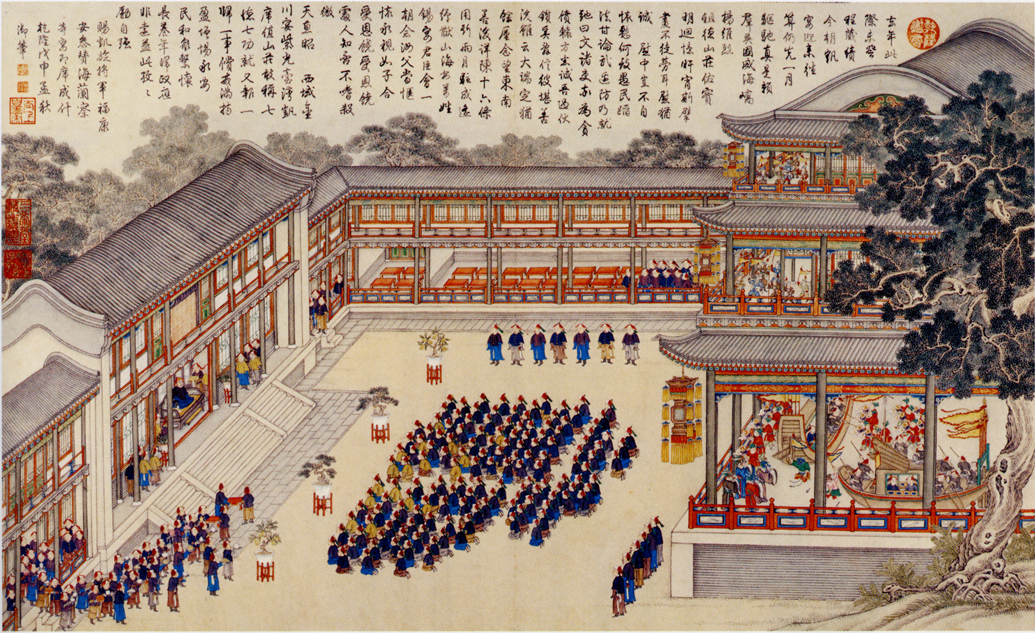
건륭제가 대만 원정에 참여한 장교들을 맞이하기 위한 승리 연회 (18세기 후반)
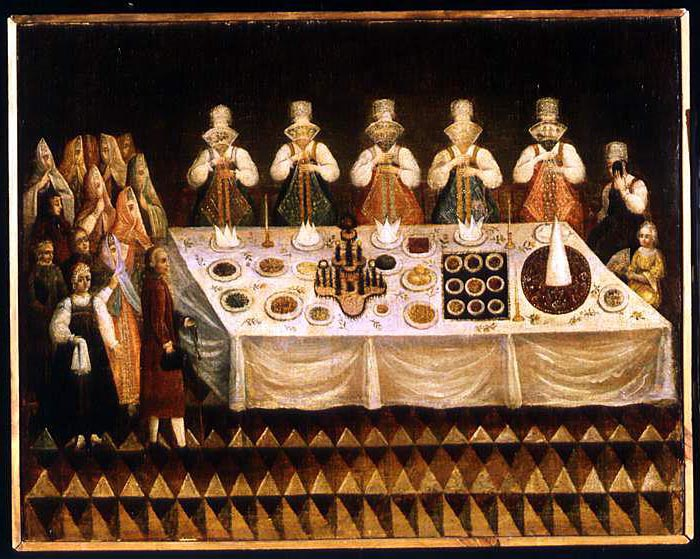
소작농 결혼 연회에 온 지주들 (18세기 후반)
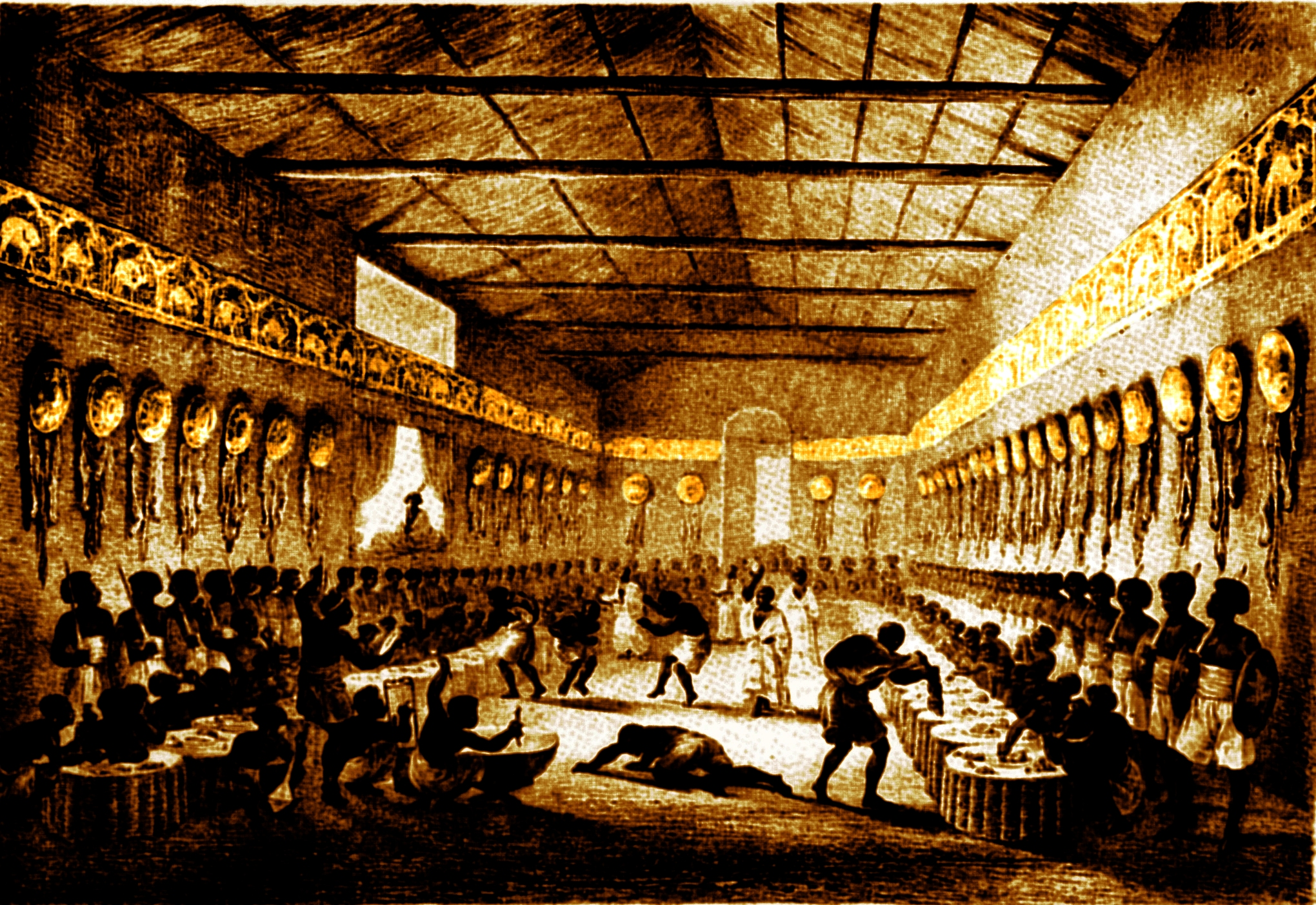
에티오피아 사흘레 셀라시에 왕궁의 연회장 그림 (1852년 사진에서 그림)
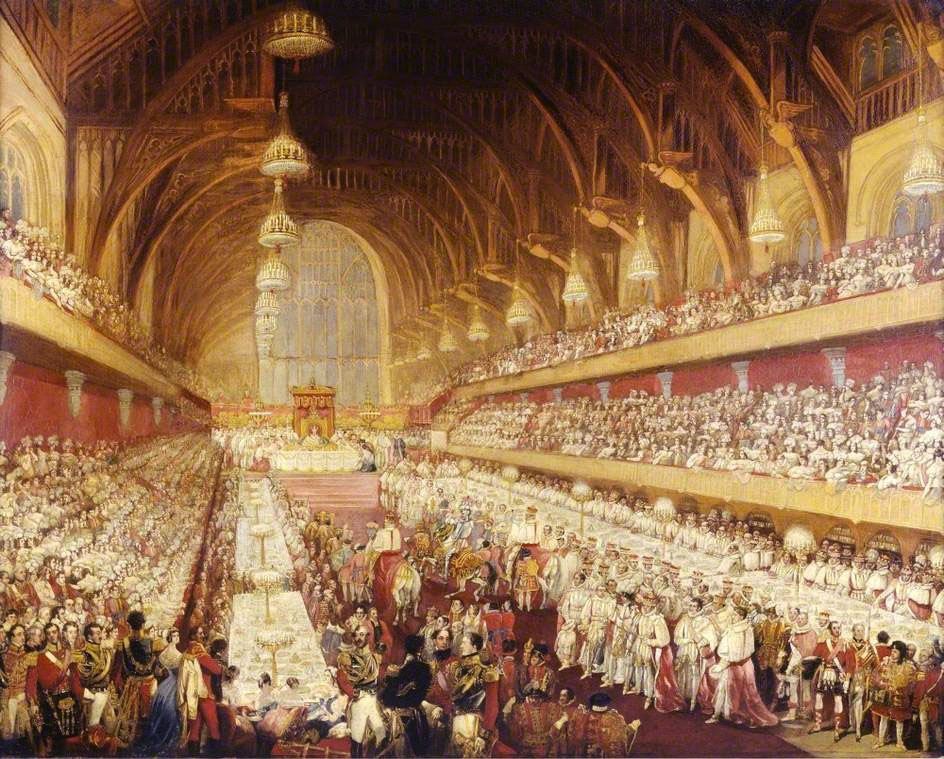
조지 4세의 웨스트민스터 홀 대관식 연회 (1821)
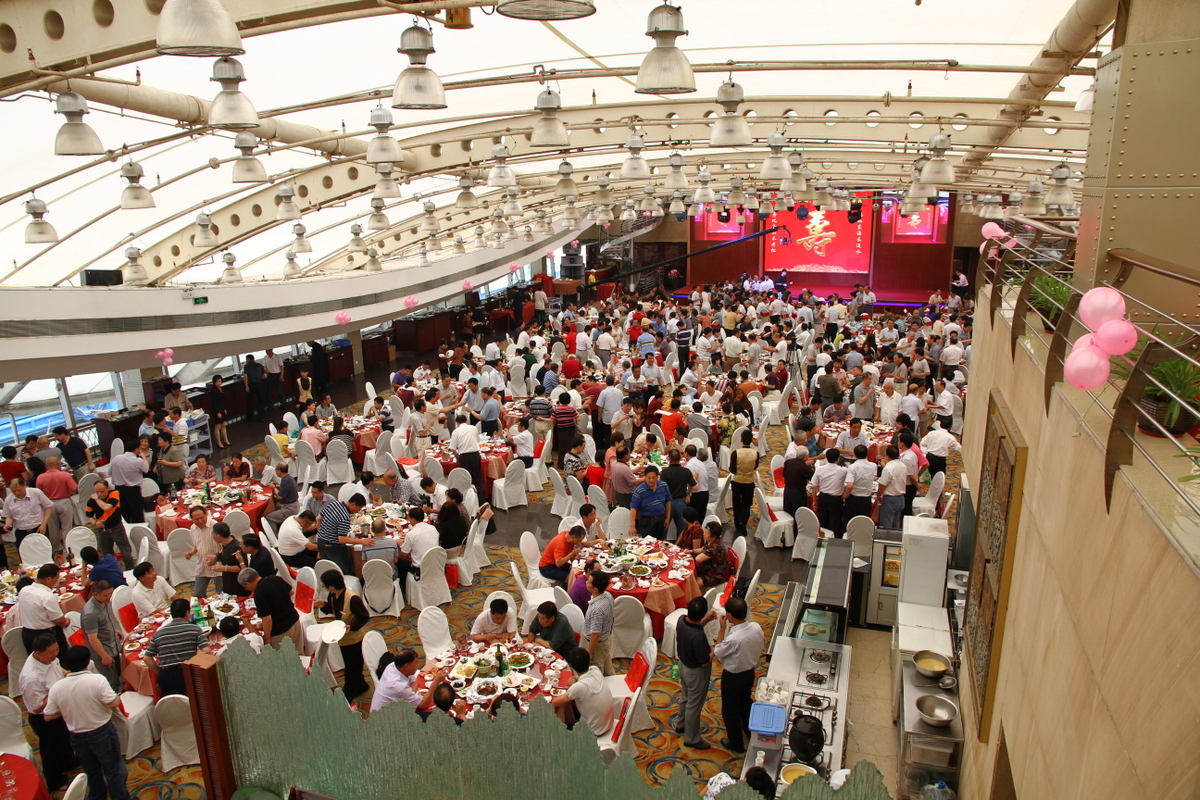
생일 축하를 위한 연회장의 중국 연회 (2012)

### 음악

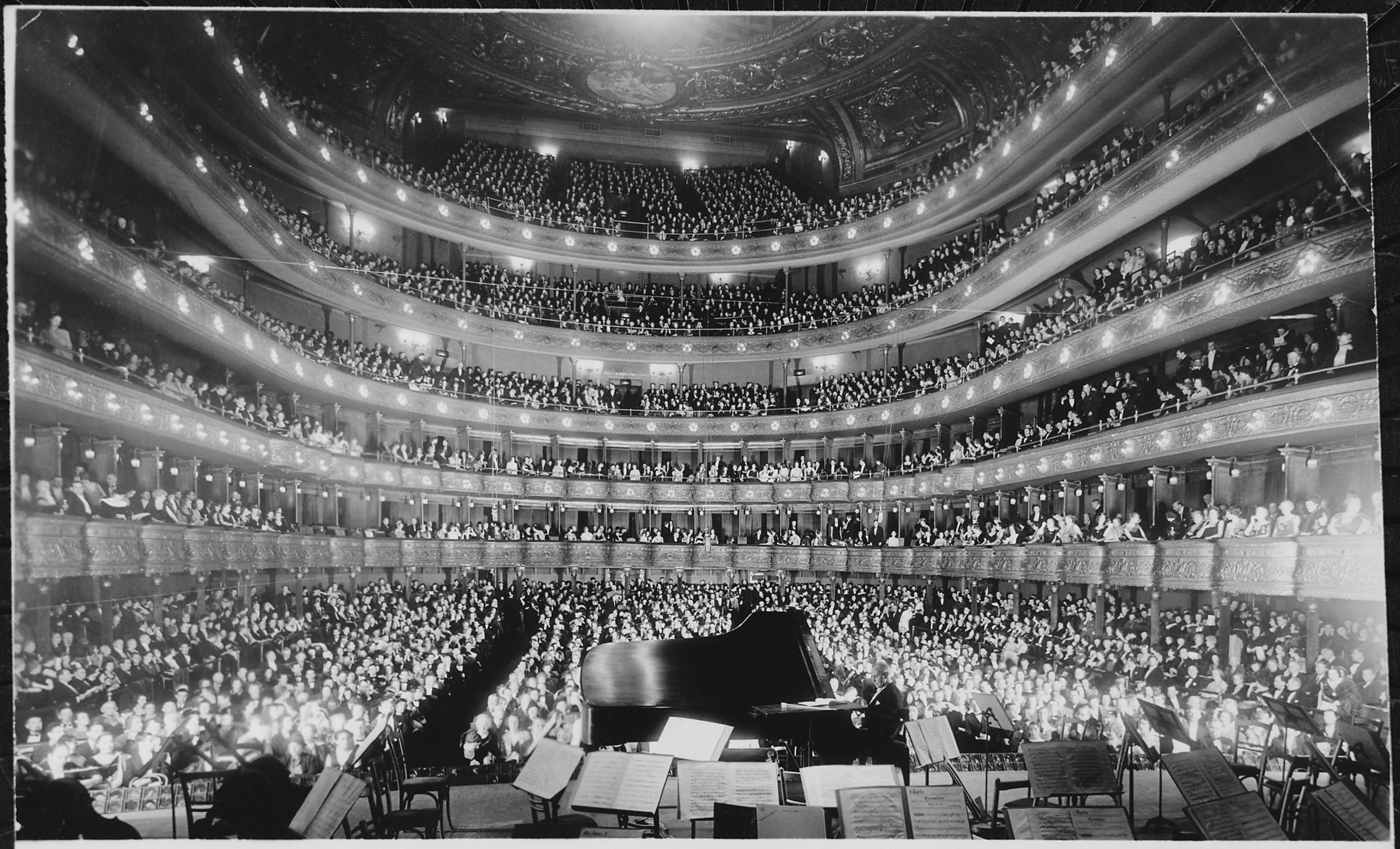
메트로폴리탄 오페라에서 음악 오락이 시작되기를 기다리는 만원 관객 (1937)

음악은 많은 종류의 오락과 대부분의 공연 형태를 지원하는 구성 요소이다. 예를 들어, 음악은 스토리텔링을 향상시키는 데 사용되며, 춤과 오페라에서는 필수적이며, 일반적으로 극적인 영화나 연극 제작에 통합된다.
음악은 또한 그 자체로 보편적이고 인기 있는 오락 유형이며, 콘서트가 열릴 때와 같이 전체 공연을 구성한다. 리듬, 악기, 공연 및 스타일에 따라 음악은 클래식, 재즈, 민속, 록, 팝 음악 또는 전통 음악과 같이 여러 장르로 나뉜다. 20세기 이후, 한때 연주자에게 돈을 지불할 수 있는 사람들에게만 이용 가능했던 연주 음악은 방송되거나 판매를 위해 미리 녹음되어 개인에게 저렴하게 제공되었다.
음악 공연의 다양한 종류는 인공적으로 증폭되든 아니든 상관없이, 독주자, 합창단 또는 오케스트라 그룹, 또는 악단의 공연이든 간에 모두 오락을 제공한다. 라이브 공연은 작거나 클 수 있는; 실내이거나 실외일 수 있는; 무료이거나 비쌀 수 있는 전문화된 장소를 사용한다. 관객들은 공연자와 자신들의 공연 역할에 대해 다른 기대를 가지고 있다. 예를 들어, 일부 관객은 조용히 듣기를 기대하며 음악의 탁월함, 연주 또는 해석에 즐거움을 느낀다. 라이브 공연의 다른 관객들은 분위기와 참여 기회에 즐거움을 느낀다. 훨씬 더 많은 청취자들은 미리 녹음된 음악을 듣고 사적으로 즐거움을 느낀다.
음악 오락에 사용되는 악기는 인간의 목소리만 사용하거나 악기만 사용하거나 이 둘을 조합한 것이다. 공연이 보컬리스트나 악기 연주자에 의해 이루어지든, 연주자는 독주자이거나 작은 또는 큰 그룹의 일부일 수 있으며, 차례로 개인적이거나, 지나가는 사람이거나, 작거나 큰 관객을 즐겁게 한다. 노래는 일반적으로 악기 반주를 받지만, 아카펠라와 배음 창법과 같은 일부 형태는 반주가 없다. 현대 콘서트는 종종 노래와 춤 공연에 동반되는 다양한 특수 효과와 다른 연극적 요소를 사용한다.

음악 오락과 관객 참여 유형
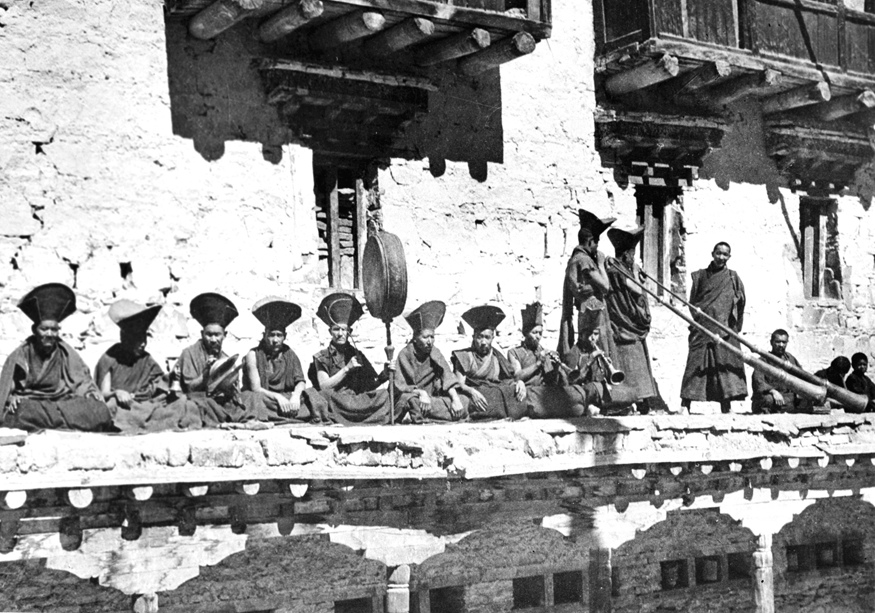
춤 반주에 사용되는 전통 악기 (티베트, 1949)
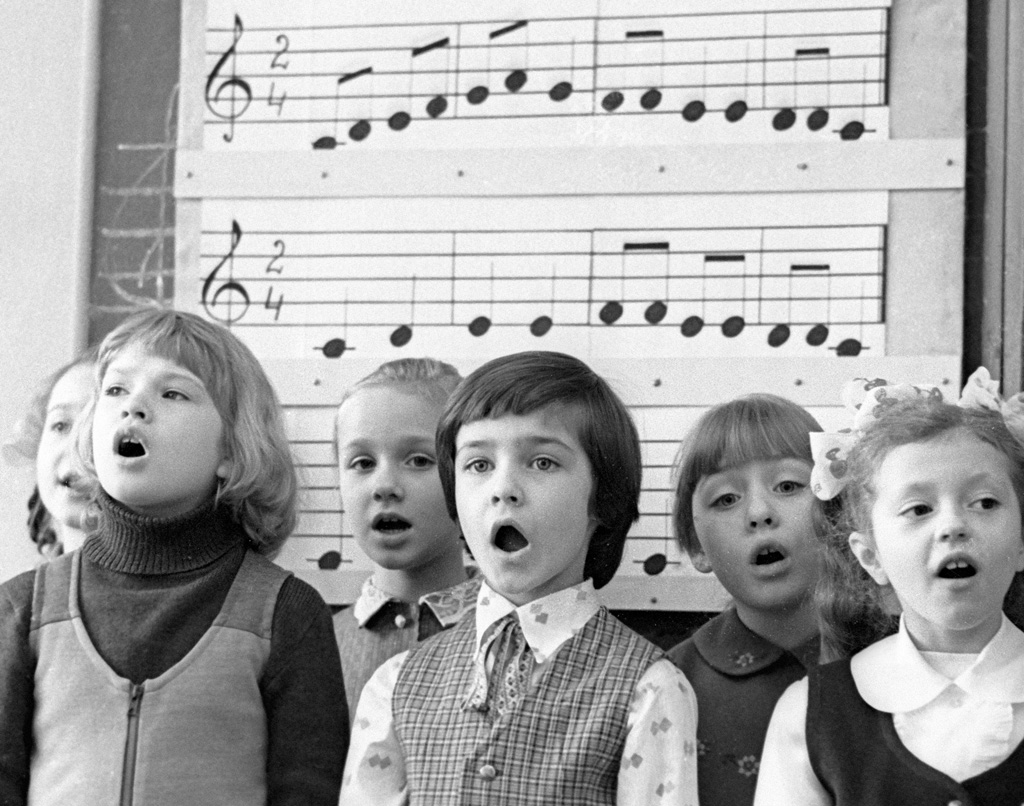
음악 오락을 제공하는 어린이 합창단 (소련, 1979)
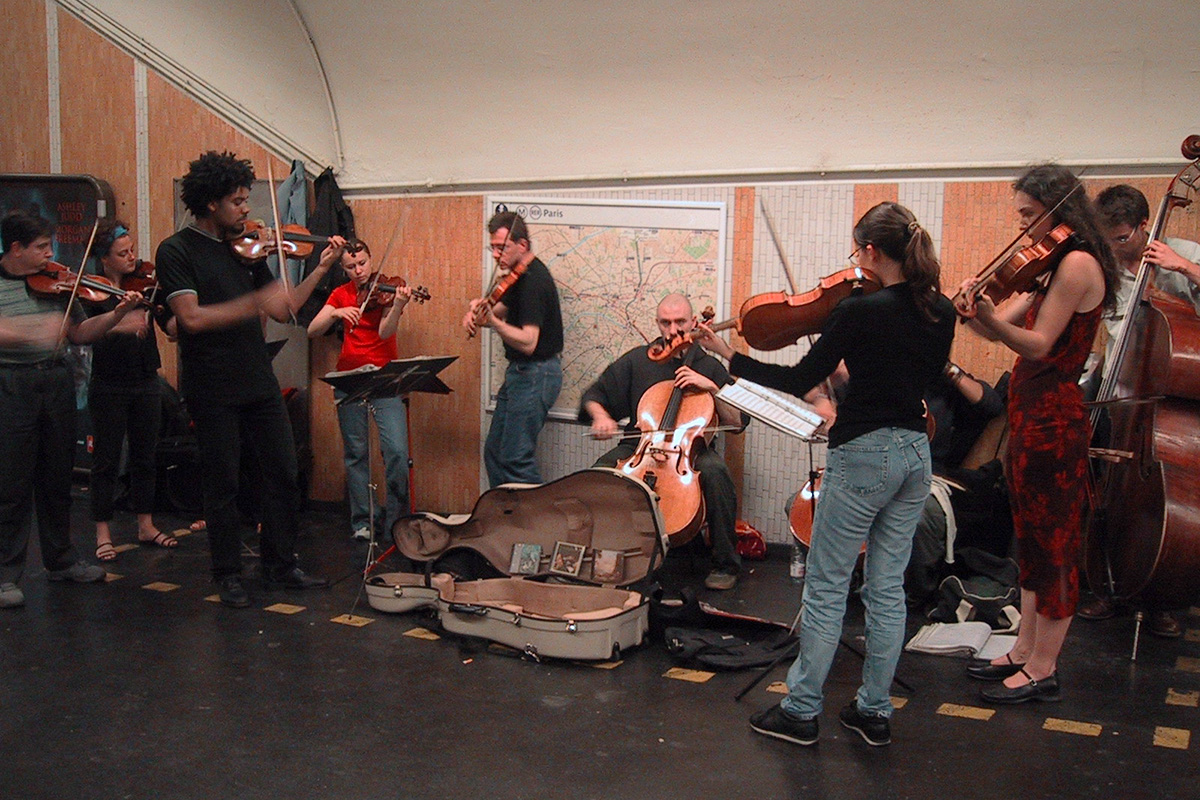
파리 메트로에서 여행자들을 즐겁게 하는 앙상블 (2002)
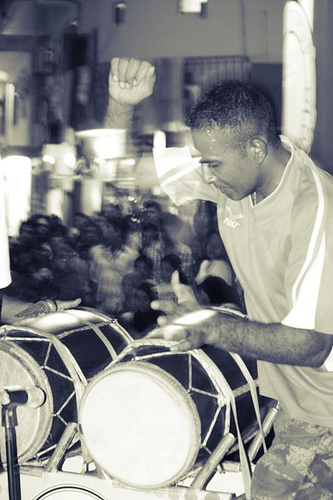
보두베루를 연주하는 드러머 (몰디브, 2010)
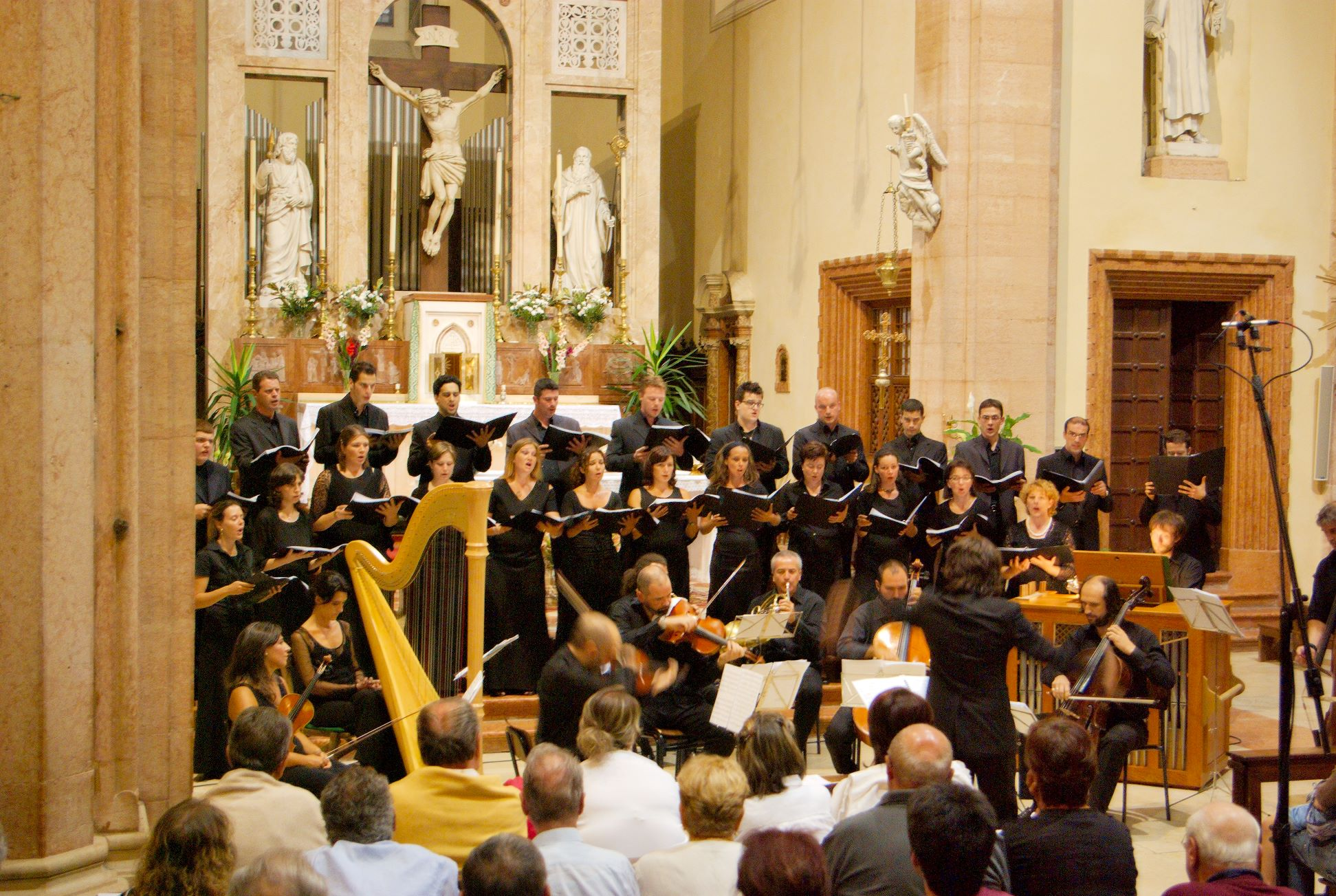
교회 환경에서의 합창단과 오케스트라 (이탈리아, 2008)
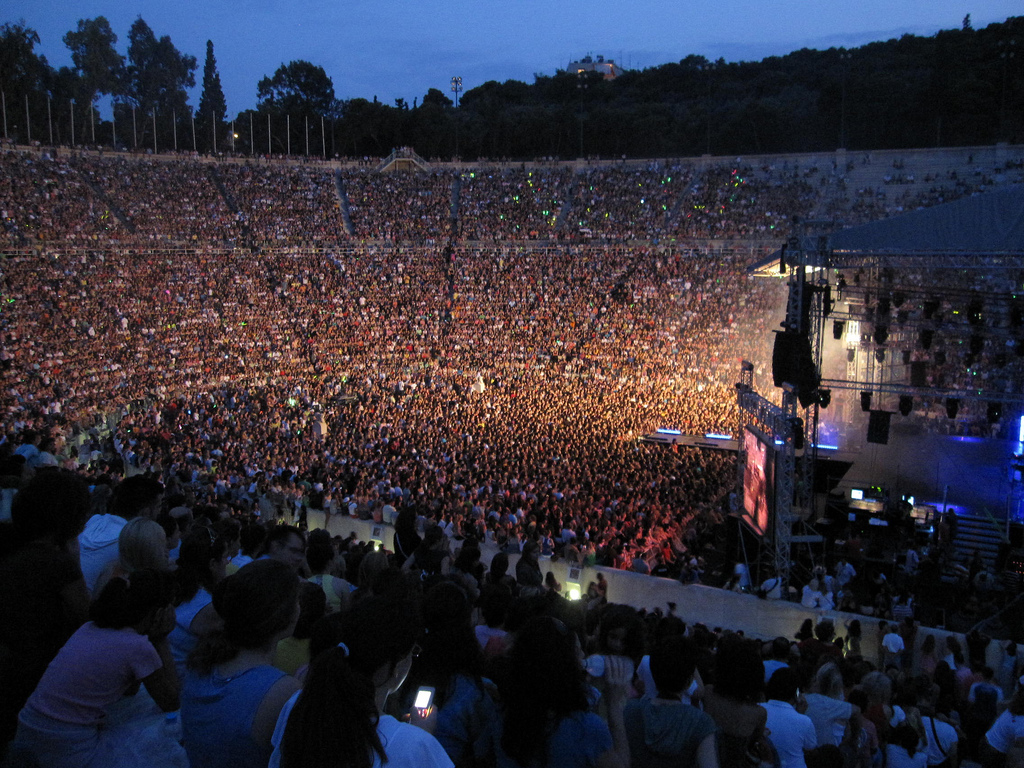
고대 야외 경기장의 현대 관객 (그리스, 2009)
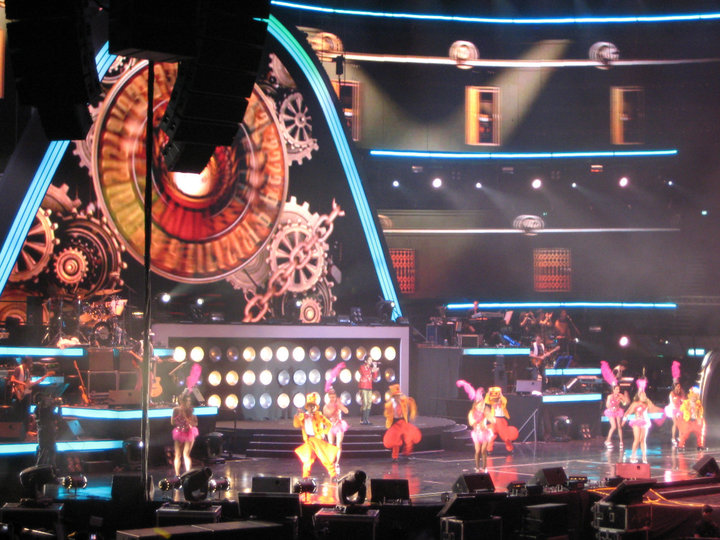
3D 강화 무대가 있는 콘서트 (싱가포르, 2010)
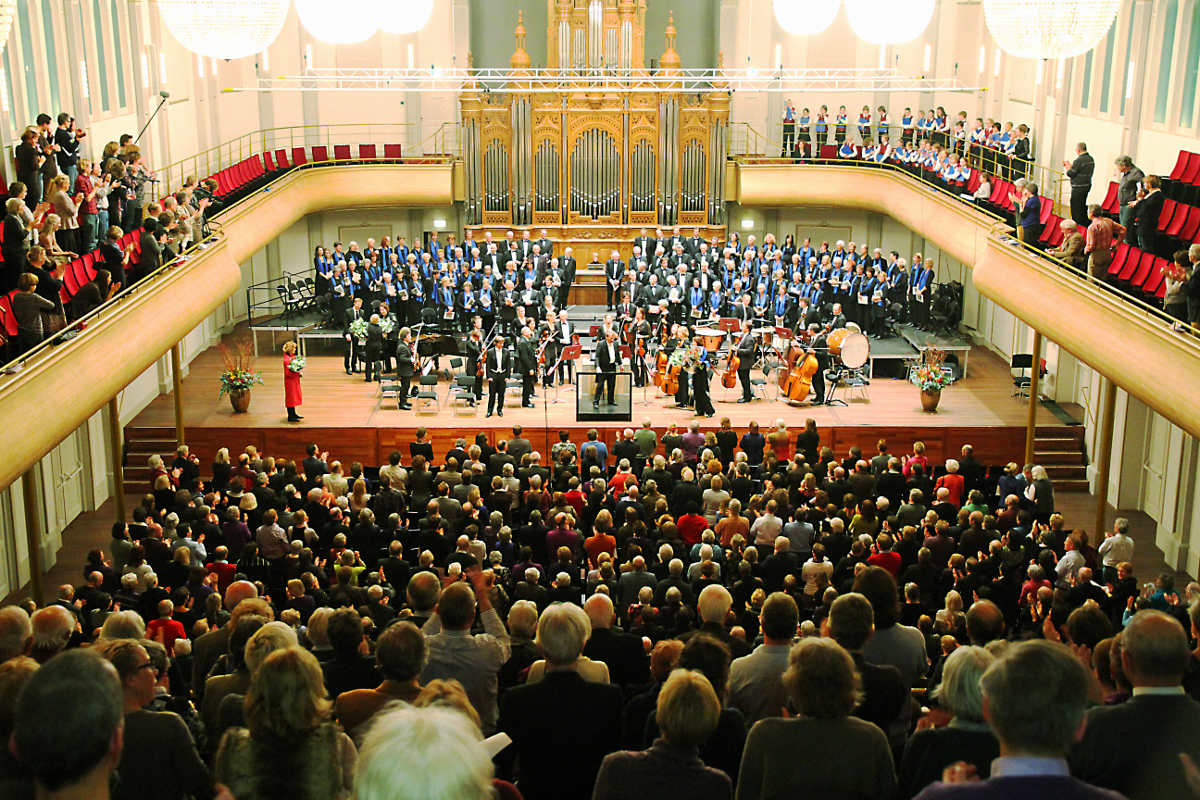
콘서트홀 관객 (네덜란드, 2010)
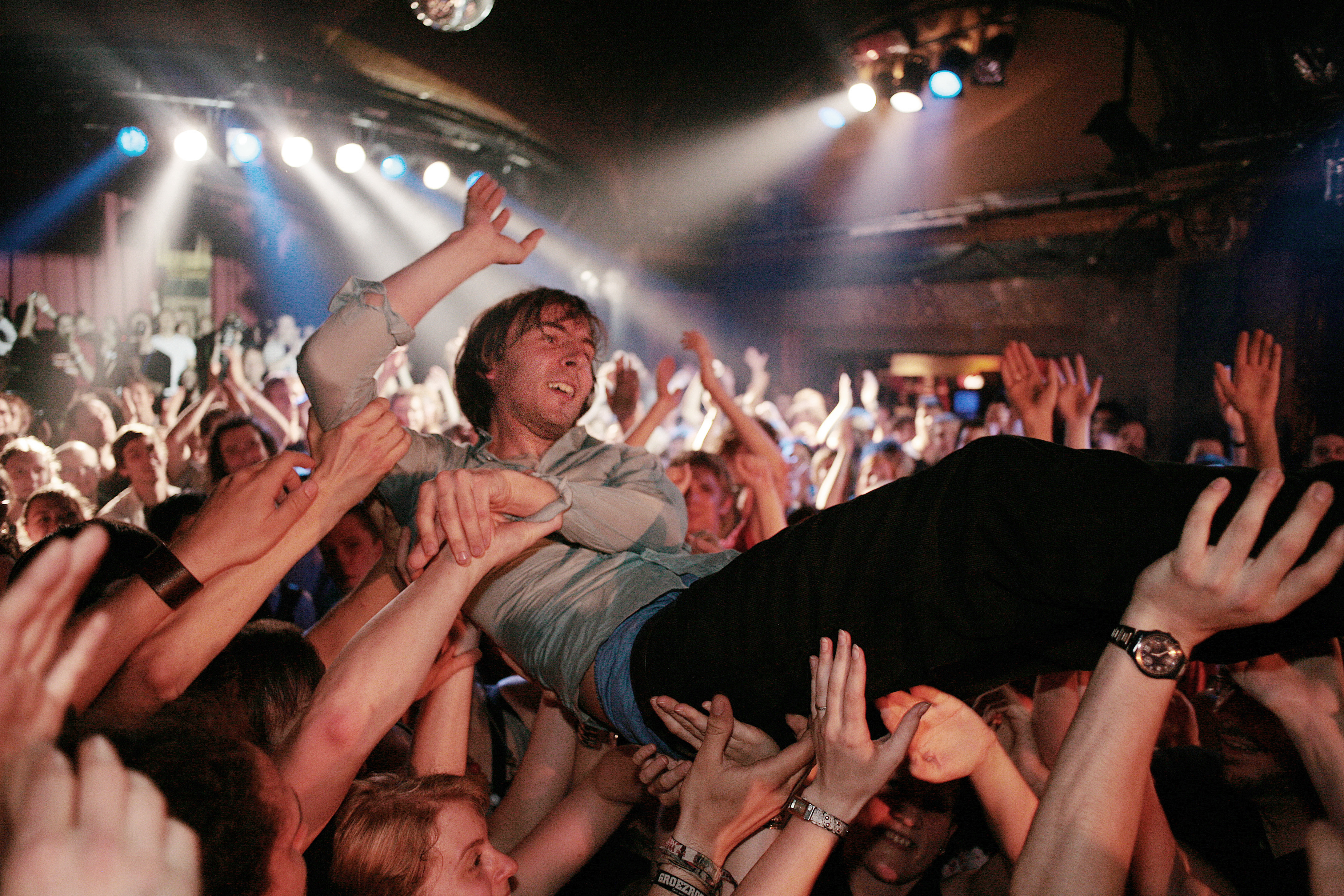
콘서트에서의 크라우드 서핑 (프랑스, 2011)
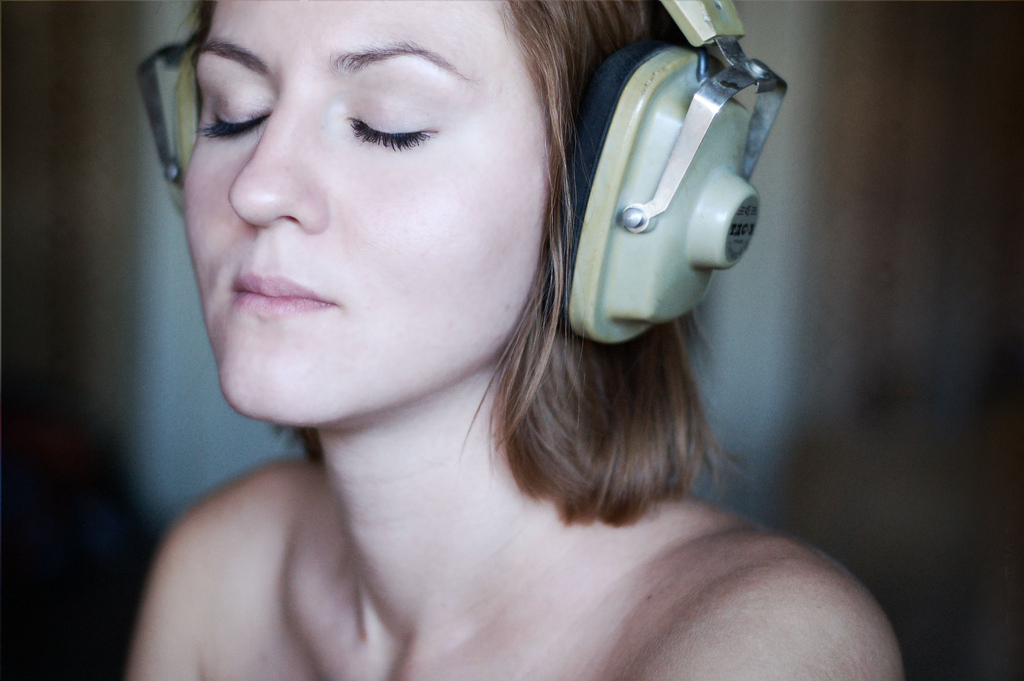
헤드폰으로 사적으로 음악을 듣는 여성 (러시아, 2010)

### 게임
게임은 오락을 위해 플레이된다——때로는 순전히 레크리에이션을 위해, 때로는 성과나 보상을 위해서도 플레이된다. 혼자, 팀으로, 또는 온라인으로 플레이될 수 있으며, 아마추어 또는 프로가 플레이할 수 있다. 플레이어는 세계 체스 선수권 대회를 관람하는 사람들과 같이 비플레이어 관객을 가질 수 있다. 반면에 게임의 플레이어는 차례대로 플레이하면서 스스로가 관객이 될 수도 있다. 종종 어린이들이 게임을 할 때 오락의 일부는 누가 관객이고 누가 플레이어인지 결정하는 것이다.
장비는 게임마다 다르다. 바둑, 모노폴리 또는 백개먼과 같은 보드 게임은 보드와 마커가 필요하다. 가장 오래된 보드 게임 중 하나는 고대 이집트에서 플레이되었고 투탕카멘 파라오가 즐겼던 세네트이다. 휘스트, 포커, 브리지와 같은 카드 게임은 친구들 사이에서 저녁 오락으로 오랫동안 플레이되었다. 이러한 게임에는 플레잉 카드 한 벌만 있으면 된다. 수많은 낯선 사람들과 함께 플레이되는 빙고와 같은 다른 게임들은 도박을 통해 비플레이어의 참여를 유도하도록 조직되었다. 많은 게임은 어린이용이며, 사방치기, 숨바꼭질, 눈가리개 놀이를 포함하여 야외에서 플레이할 수 있다. 구기 종목 목록은 상당히 광범위하다. 여기에는 예를 들어, 크로케, 론 볼링, 페인트볼뿐만 아니라 다양한 형태의 공을 사용하는 많은 스포츠가 포함된다. 옵션은 광범위한 기술 및 체력 수준을 충족한다. 신체 게임은 민첩성과 능력을 개발할 수 있다. 스도쿠와 같은 숫자 게임과 루빅스 큐브와 같은 퍼즐 게임은 정신 능력을 개발할 수 있다.
비디오 게임은 컨트롤러를 사용하여 화면에 결과를 생성하며 플레이된다. 또한 참가자들이 원격으로 참여하여 온라인으로 플레이할 수도 있다. 20세기 후반과 21세기에는 이러한 게임의 수가 엄청나게 증가하여 전 세계 플레이어에게 다양한 오락을 제공하고 있다. 비디오 게임은 전 세계적으로 인기가 많다.

게임
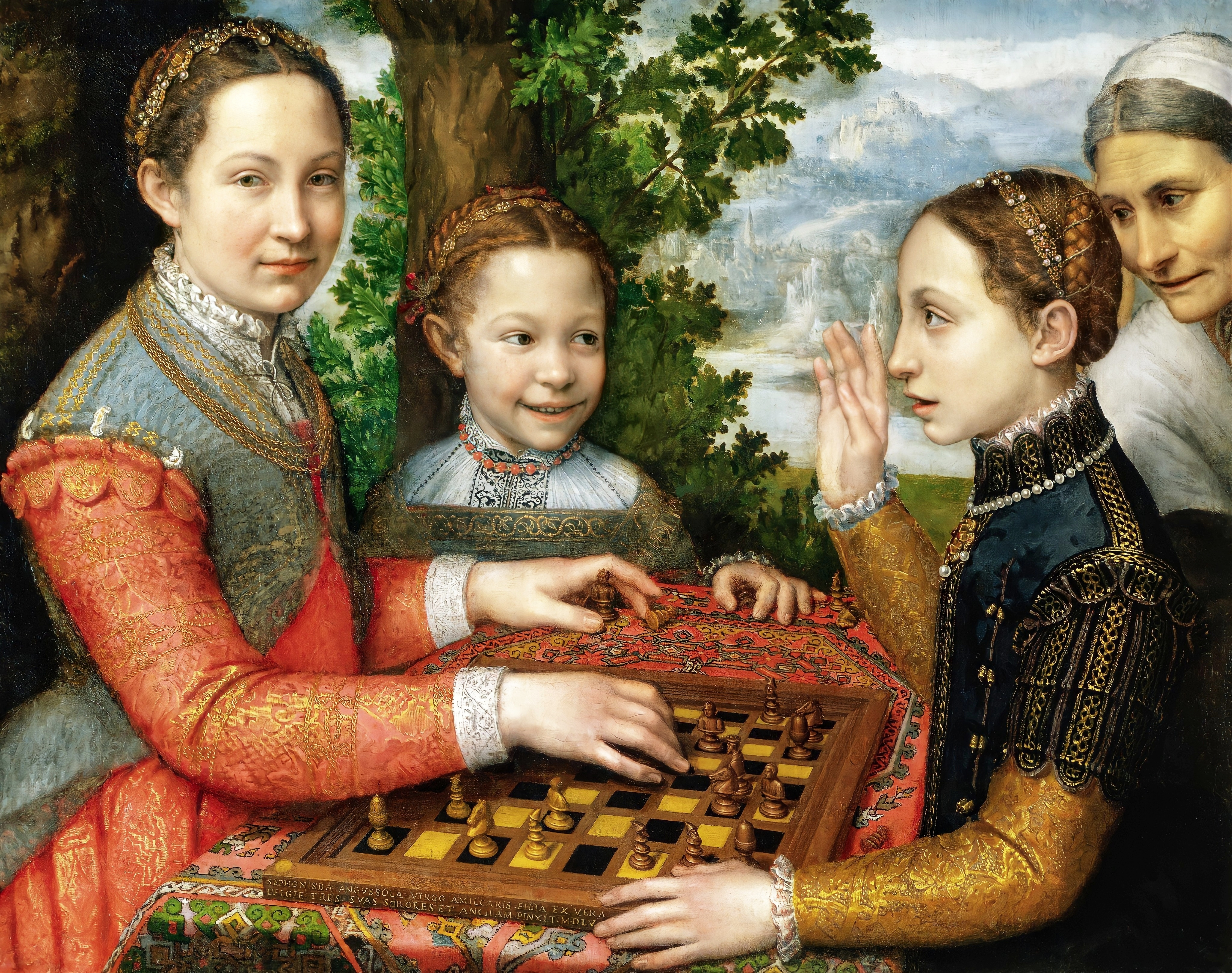
소포니스바 안귀솔라 체스 게임 (1555) 지적 게임
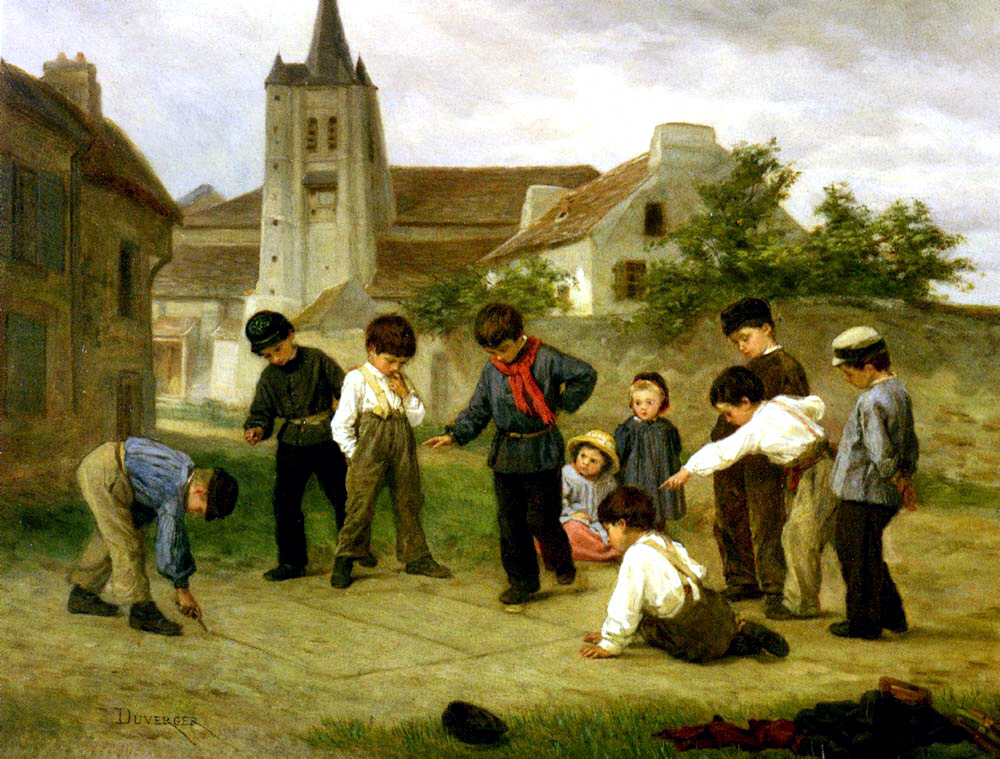
테오필 에마뉘엘 뒤베르제 (1901년 이전) 사방치기 신체 게임
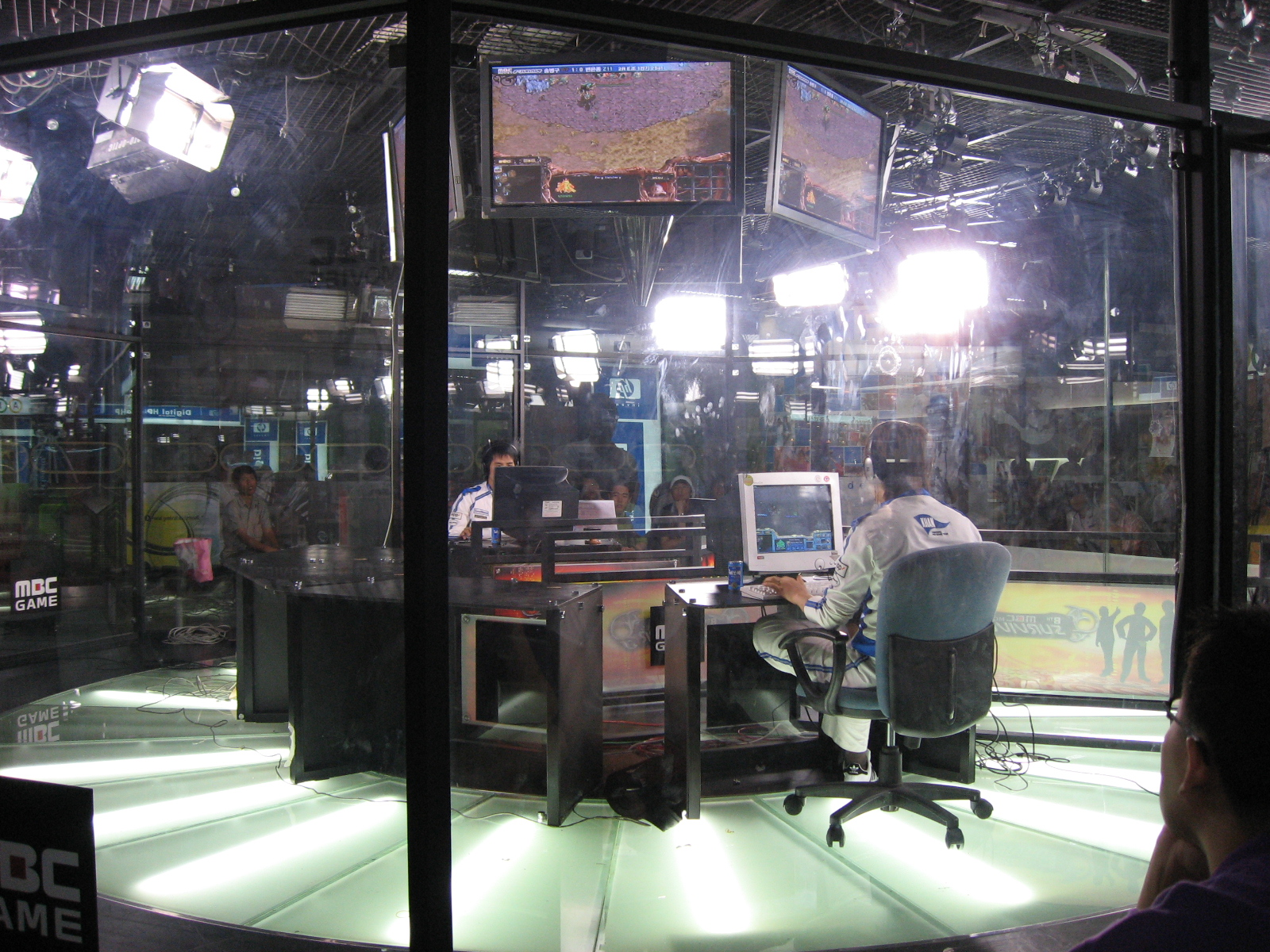
스타크래프트 중계 경기 (2006) 대한민국 전자 게임

### 문학
프랑스 시인 루이즈 라베 (1520/1522–1566)는 "독서의 타고난 힘에 대한 심오하고 시대를 초월한 통찰력"을 썼다.
과거는 우리에게 즐거움을 주고 현재보다 더 유용하다. 그러나 우리가 한때 느꼈던 즐거움은 희미하게 사라져 다시 돌아오지 않으며, 그 기억은 당시 사건 자체가 즐거웠던 만큼이나 고통스럽다... 그러나 우리가 생각을 글로 옮겨 적었을 때, 나중에 우리의 마음이 무한한 사건들을 끊임없이 생생하게 훑어보는 것이 얼마나 쉬운가. 그래서 한참 후에 그 글을 다시 잡으면 우리는 한때 있었던 동일한 장소와 동일한 기분으로 돌아갈 수 있다. 
피셔 (2003)의 인용 및 해설
젊은 성 테레사 (1515–1582)는 기사도 소설을 읽고 책이 제공하는 "황홀경"에 대해 썼다.
나는 [소설]을 읽는 데 익숙해졌고, 그 작은 결점 때문에 다른 일을 하고자 하는 나의 욕구와 의욕이 식었다. 아버지를 피해 이 헛된 일에 하루 종일, 밤새도록 많은 시간을 보내는 것을 아무렇지도 않게 생각했다. 이 일에 대한 나의 황홀경이 너무 커서, 읽을 새 책이 없으면 행복할 수 없는 것 같았다. 
피셔 (2003)에 인용됨
독서는 매우 오랫동안 오락의 원천이었는데, 특히 공연 오락과 같은 다른 형태를 이용할 수 없거나 너무 비쌀 때 그러했다. 글쓰기의 주된 목적이 정보를 제공하거나 가르치는 것일지라도, 독서는 일상적인 걱정에서 벗어나게 하는 능력으로 잘 알려져 있다. 이야기와 정보는 구전 전통을 통해 전해졌으며, 구전 전통은 예를 들어 퍼포먼스 시의 형태로 살아남아 있다. 그러나 그들은 급격히 감소했다. "일단 문해력이 강하게 나타나면, 구전 특권으로 돌아가는 것은 불가능했다." 인쇄술의 도래, 책 비용의 감소, 문해력 증가 모두 독서의 대중적 매력을 높이는 데 기여했다. 게다가, 글꼴이 표준화되고 텍스트가 더 명확해지면서 "독서는 고통스러운 해독 과정에서 순수한 즐거움의 행위로 바뀌었다." 16세기 유럽에서는 오락을 위한 독서의 매력이 확고히 자리 잡았다.
문학의 여러 장르 중에는 순전히 오락을 위해 전체 또는 부분적으로 설계된 것들이 있다. 예를 들어, 리머릭은 엄격하고 예측 가능한 운율과 리듬의 운문을 사용하여 유머를 만들고 청취자나 독자를 즐겁게 한다. "나만의 모험을 선택하라"와 같은 대화형 책은 문학적 오락을 더 참여적으로 만들 수 있다.

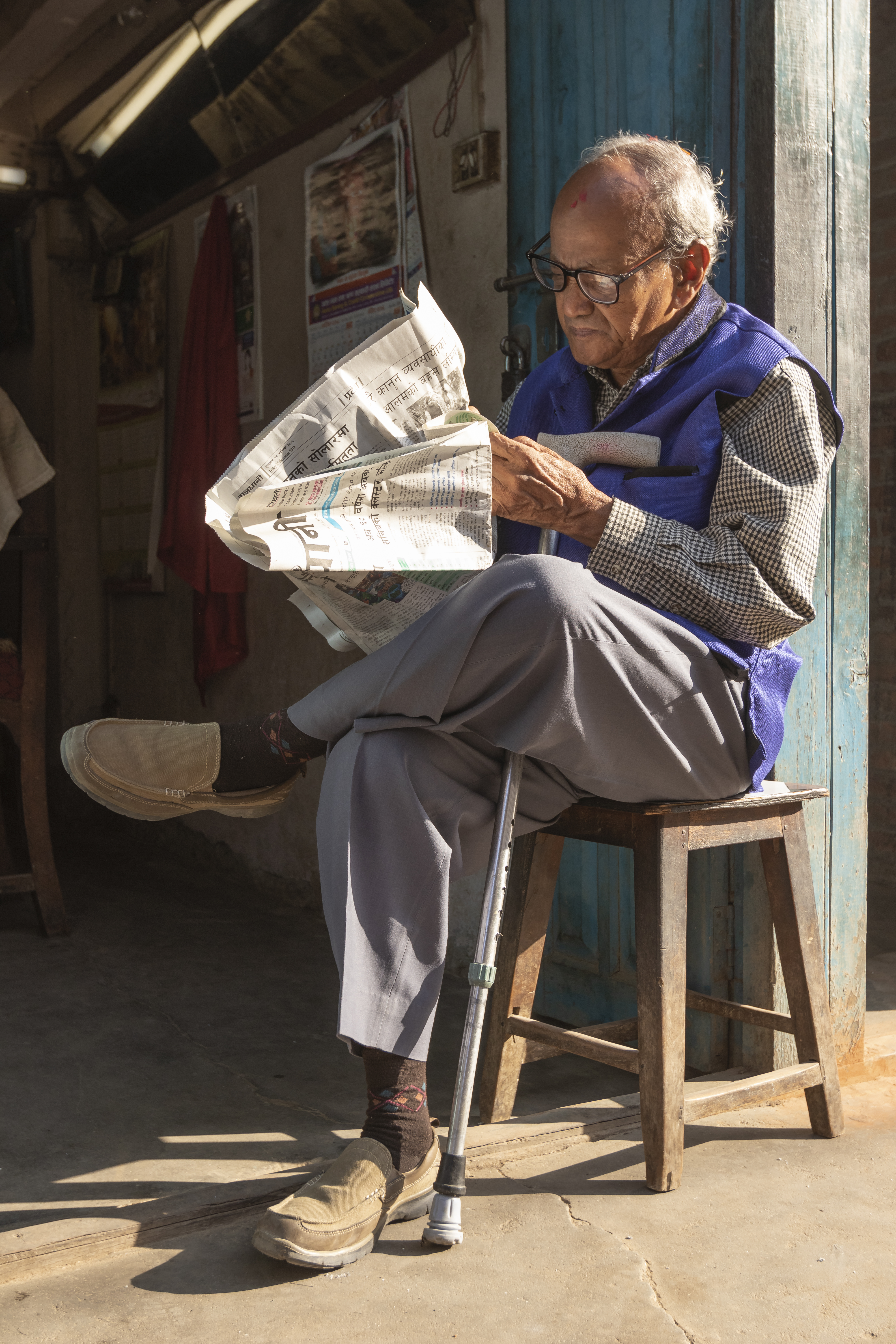
바산타푸르에서 이른 아침 신문을 읽는 노인

만화와 시사 만화는 그림이나 그래픽을 사용하며, 일반적으로 텍스트와 결합하여 재미있는 이야기를 전달하는 문학 장르이다. 많은 현대 만화는 판타지 요소를 가지고 있으며, 엔터테인먼트 산업의 일부인 회사에서 제작된다. 다른 만화들은 독특한 작가들이 세상과 사람들이 직면한 문제에 대한 더 개인적이고 철학적인 관점을 제공한다. 슈퍼맨과 같은 슈퍼히어로에 대한 만화는 첫 번째 유형에 속한다. 두 번째 유형의 예로는 50년 이상 찰스 M. 슐츠가 개인적으로 작업한 것이 있는데, 그는 어린이 캐릭터들 사이의 관계를 다룬 인기 만화 피너츠를 제작했다. 그리고 마이클 로이닉은 사회 평론을 포함하는 기발한 만화로 즐거움을 제공한다. 일본의 만화 스타일은 서구 방식과 달리 모든 연령대의 독자를 위한 광범위한 장르와 주제를 포함한다. 캐리커처는 단순히 보는 사람의 얼굴에 미소를 짓게 하는 것부터 사회적 인식을 높이는 것, 캐리커처되는 인물의 도덕적 특징을 강조하는 것까지 다양한 목적을 위해 그래픽 오락의 일종을 사용한다.

### 코미디

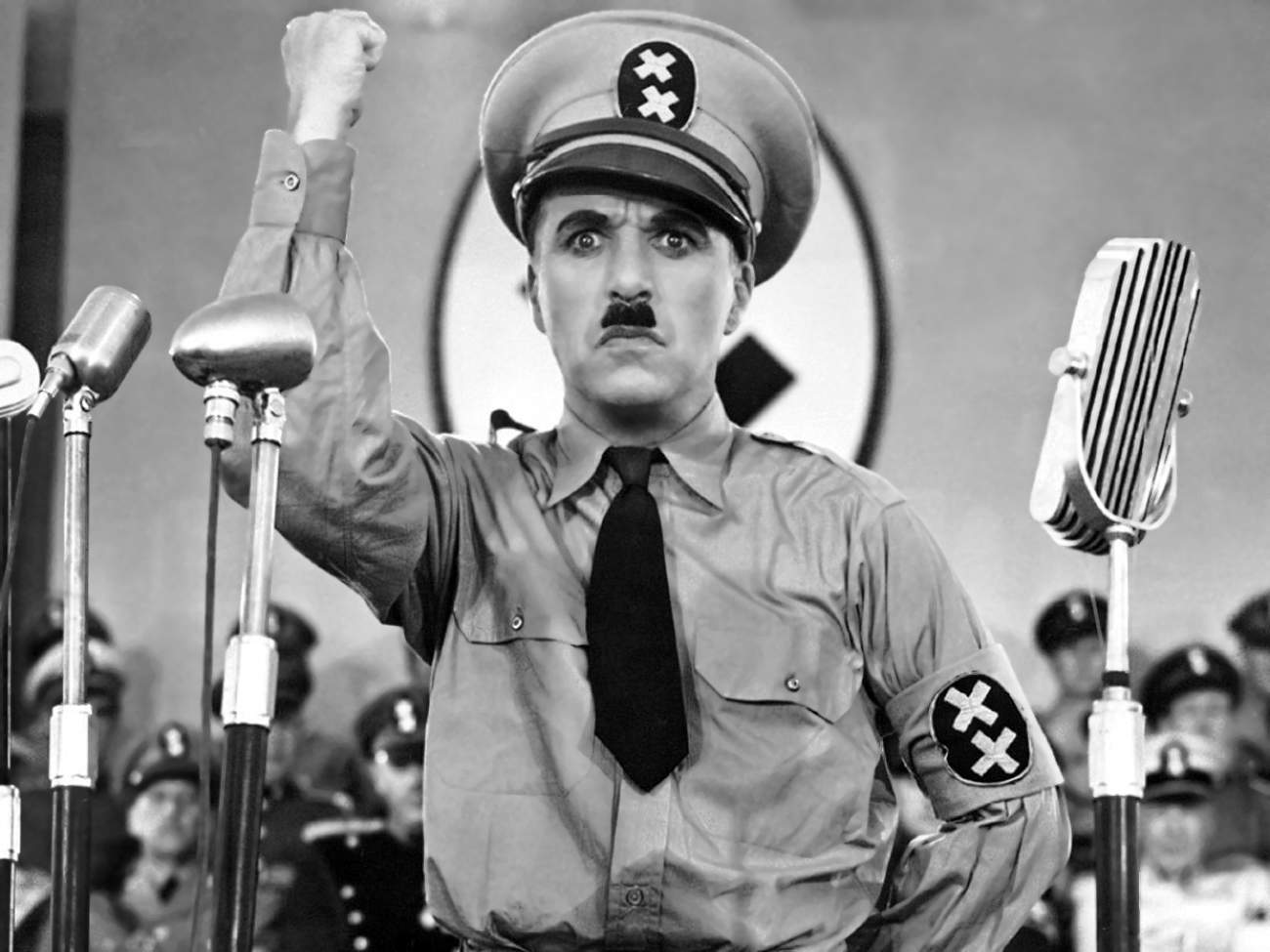
코미디언 찰리 채플린이 풍자 영화 위대한 독재자 (1940)에서 히틀러를 코믹하게 흉내 내는 모습

희극은 오락의 장르이자 구성 요소로, 코미디가 유일한 목적이든 아니면 진지한 작품에서 대조의 형태로 사용되든 웃음과 즐거움을 제공한다. 코미디는 문학, 연극, 오페라, 영화, 게임 등 다양한 형태의 오락에 소중한 기여를 한다. 비잔티움 궁정과 같은 왕실 궁정과 아마도 부유한 가구에서도 "마임 예술가들은 조직적인 유머의 중심이었으며, 황제와 황실 가족까지도 예외 없이 궁정의 모든 것을 비웃도록 기대되거나 강요되었다. 이러한 고도로 구조화된 궁정 광대의 역할은 놀림, 농담, 모욕, 조롱, 그리고 음란죄와 같은 언어적 유머와 슬랩스틱 및 관객 앞에서 거친 장난과 같은 비언어적 유머로 구성되었다." 중세 시대에는 광대, 궁정 광대, 곱추, 난쟁이, 농담꾼 등 모든 희극 유형이 "본질적으로 하나의 희극 유형인 바보"로 간주되었는데, 그들은 반드시 웃기지는 않았지만 "개인의 단점"을 대표했다.
셰익스피어는 17편의 희극을 썼으며, 여기에는 농담, 말장난, 패러디, 기지, 관찰 유머 또는 반어의 예상치 못한 효과와 같이 코미디 연기자와 작가들이 여전히 사용하는 많은 기법들이 포함되어 있다. 원라이너 농담과 풍자 또한 문학에서 코믹한 효과를 위해 사용된다. 소극에서는 코미디가 주된 목적이다.
"코미디"라는 단어의 의미와 그것에 대한 관객의 기대는 시간이 지남에 따라 변했으며 문화에 따라 다르다. 슬랩스틱과 같은 단순한 신체 코미디는 모든 연령대의 다양한 사람들에게 즐거움을 준다. 그러나 문화가 더 정교해지면서 스타일과 참조에 국가적 미묘한 차이가 나타나므로 한 문화에서는 재미있는 것이 다른 문화에서는 이해되지 않을 수 있다.

### 공연
관객 앞에서 펼쳐지는 라이브 공연은 오락의 주요 형태를 구성하며, 특히 오디오 및 비디오 녹음이 발명되기 전에는 더욱 그러했다. 공연은 연극, 음악, 드라마를 포함하여 다양한 형태를 취한다. 16세기와 17세기 유럽 왕실 궁정에서는 춤, 노래, 연기가 결합된 복잡한 연극 오락인 마스크를 선보였다. 오페라는 여전히 인기가 많은 유사하게 까다로운 공연 스타일이다. 또한 음악과 드라마 기술, 협력, 그리고 마스크와 마찬가지로 제작 전문성이 높은 수준을 요구하며 세 가지 형태를 모두 포괄한다.

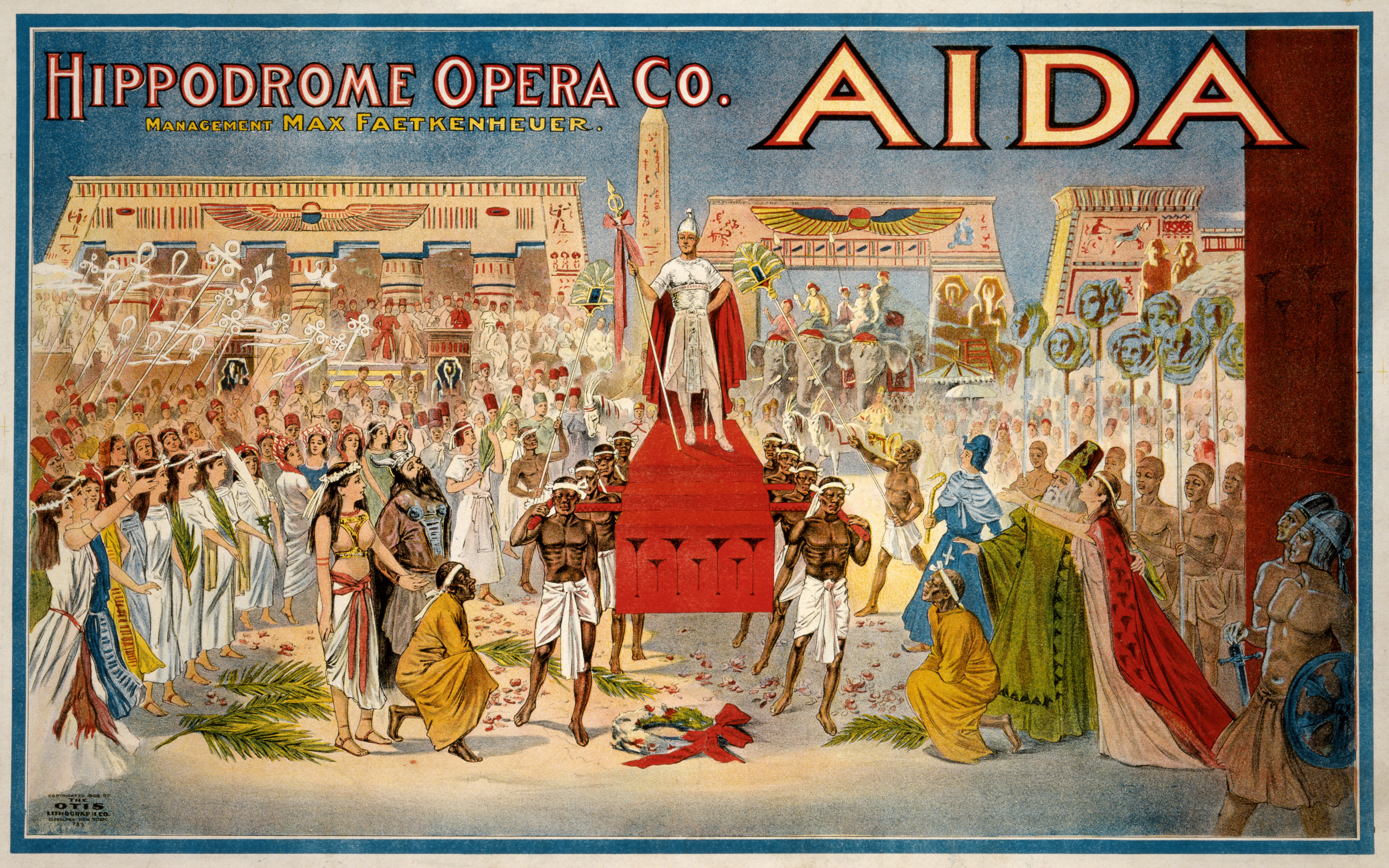
클리블랜드 히포드롬 오페라 컴퍼니가 공연한 베르디의 1871년 오페라 아이다 1908년 제작 포스터

관객들은 일반적으로 박수로 흥미로운 공연에 대한 감사를 표한다. 그러나 모든 연주자들은 관객의 주의를 사로잡지 못하여 즐거움을 주지 못할 위험을 감수한다. 관객의 불만은 종종 잔인할 정도로 솔직하고 직접적이다.
물론 여러분은 좋은 노래를 부르거나, 아니면 좋은 낭독을 할 때... 회사의 주의를 사로잡는 데 도움이 된다는 것을 모두 알아야 합니다... 적어도 저의 경우는 그랬습니다——펍 주인은 저의 오락을 갑작스럽게 끝낼 계획을 세웠고, 그 계획은 웨이터에게 젖은 수건을 던지라고 하는 것이었습니다. 물론 웨이터는 그렇게 했습니다... 그리고 저는 얼굴에 젖은 수건을 정면으로 맞아 비틀거렸습니다... 그리고 집에서 더 이상 오락을 제공하지 못하게 하는 원하는 효과를 얻었습니다.— 윌리엄 맥고나갈 (공연 예술가이자 시인)

#### 스토리텔링

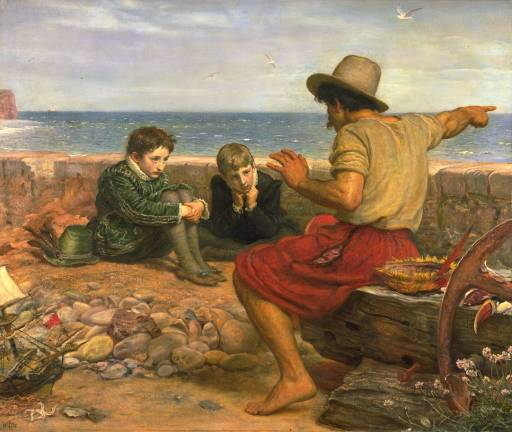
존 에버렛 밀레이 경의 《소년기의 롤리》, 캔버스 유화, 1870년.
한 선원이 어린 월터 롤리 경과 그의 형제에게 바다에서 일어난 이야기를 들려준다.

스토리텔링은 다른 거의 모든 형태에 영향을 미친 고대 오락 형태이다. 그것은 "오락일 뿐만 아니라 인간의 갈등과 모순을 깊이 생각하는 것"이다. 따라서 이야기는 소규모 청중에게 직접 전달될 수도 있지만, 오락으로 제시되기도 하며 영화, 드라마, 발레, 오페라와 같이 서사에 의존하는 모든 작품의 구성 요소로 사용되기도 한다. 쓰여진 이야기는 그림으로 보강되었으며, 예를 들어 채색 필사본이나 일본의 고대 두루마리에서 매우 높은 예술적 수준을 보여주었다. 이야기는 여행 중인 집단을 즐겁게 하는 일반적인 방법으로 남아 있다. 이야기가 시간을 보내고 여행하는 사람들을 즐겁게 하는 데 사용되는 방식을 보여주기 위해, 14세기에 제프리 초서는 자신의 문학 작품인 캔터베리 이야기에서 순례자를 사용했으며, 16세기에는 오승은이 서유기에서 그러했다. 비록 여행이 이제 훨씬 더 빠르게 완료될 수 있지만, 이야기는 여전히 자동차나 비행기에서 승객에게 구두로 또는 어떤 형태의 기술로 전달된다.
이야기가 주는 즐거움의 힘은 가장 유명한 이야기 중 하나인 셰에라자드에서 분명히 드러난다——이란의 전문 스토리텔링 전통에 나오는 이야기로, 자신의 이야기를 들려줌으로써 목숨을 구하는 여인에 대한 이야기이다. 오락의 다양한 유형 간의 연결은 이와 같은 이야기가 음악, 영화 또는 게임과 같은 다른 매체에서 재해석되는 방식에서 나타난다. 예를 들어, 작곡가 림스키코르사코프, 라벨 및 시마노프스키는 각각 셰에라자드 이야기에 영감을 받아 관현악 작품으로 만들었다. 감독 파솔리니는 영화로 각색했으며, 이야기에 기반한 혁신적인 비디오 게임도 있다. 이야기는 자바의 와양 전통에서처럼 음악, 춤 또는 인형극에서 무언으로 전달될 수 있다. 와양에서는 공연이 가믈란 오케스트라의 반주를 받거나 유사하게 전통적인 펀치 앤 주디 쇼에서도 그러하다.
모든 문화권의 서사시, 시, 사가, 알레고리는 매우 매혹적인 이야기를 담고 있어 모든 오락 형태에서 무수히 많은 다른 이야기들에 영감을 주었다. 예로는 힌두교의 라마야나와 마하바라타, 호메로스의 오디세이아와 일리아스, 최초의 아랍 소설 하이 이븐 야크단, 페르시아 서사시 샤나메, 아이슬란드 사가 및 유명한 겐지 이야기가 있다. 그림 동화나 한스 크리스티안 안데르센의 이야기와 같은 이야기 모음집도 비슷하게 영향력이 있었다. 원래 19세기 초에 출판된 이 민담집은 현대 대중문화에 상당한 영향을 미쳤으며, 이후 그 주제, 이미지, 상징, 구조적 요소를 사용하여 새로운 오락 형태를 창조했다.
가장 강력하고 오래 지속되는 이야기 중 일부는 기원 신화 또는 창조 신화라고도 불리는 근본 이야기이다. 예를 들어, 애버리지니의 몽환시 신화, 메소포타미아의 길가메시 서사시, 또는 세계 기원에 대한 하와이 이야기가 있다. 이들 또한 책, 영화, 음악, 게임으로 발전하여 수명을 연장하고 오락적 가치를 높인다.

이야기를 들려주는 행위
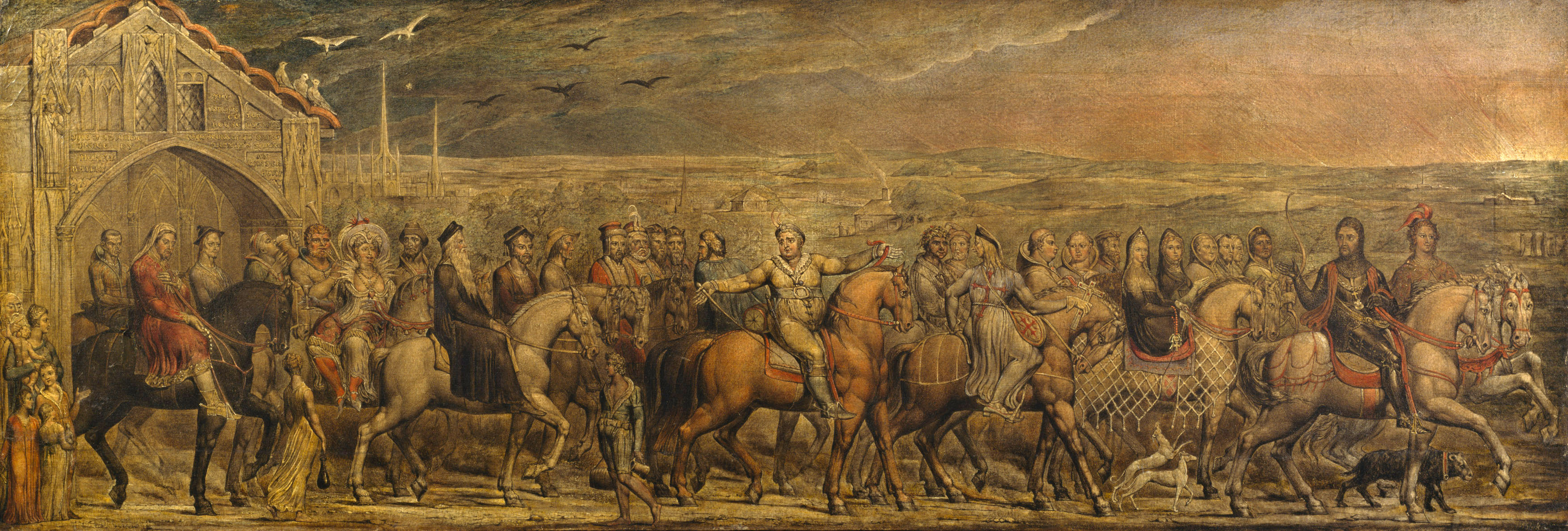
윌리엄 블레이크의 캔터베리 이야기 순례자 그림
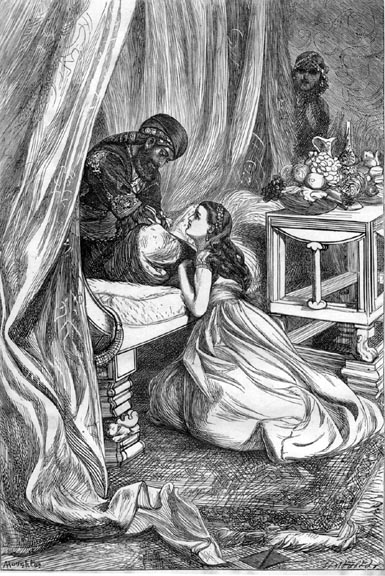
셰에라자드가 샤흐리야르 왕에게 이야기를 들려주는 모습
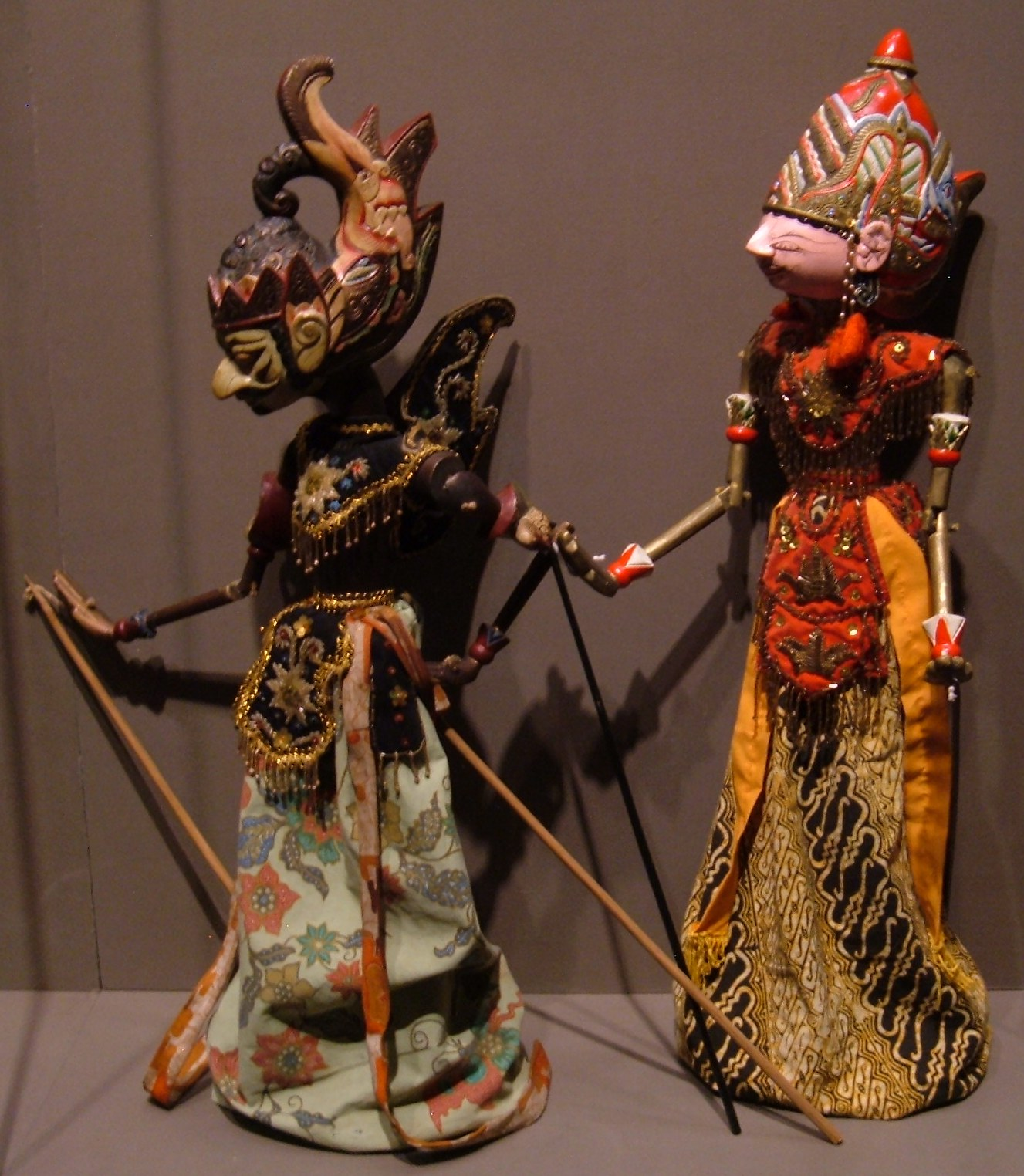
자바에서 와양 골렉 인형극을 통해 이야기를 들려주는 모습
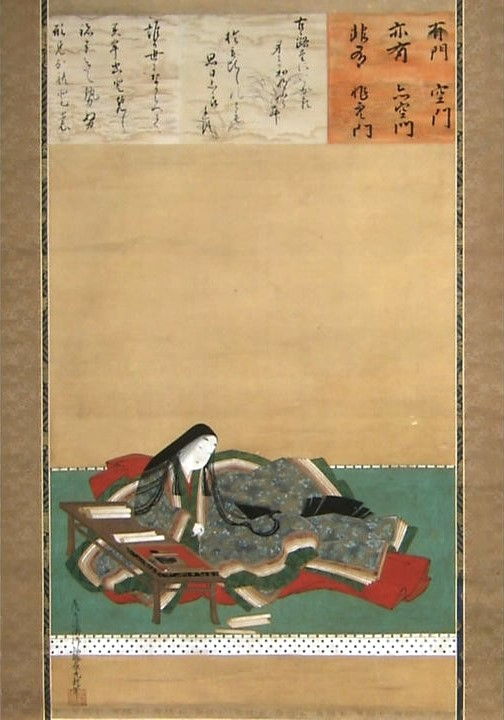
도사 미쓰오키가 겐지 이야기를 삽화로 그리는 모습

#### 연극

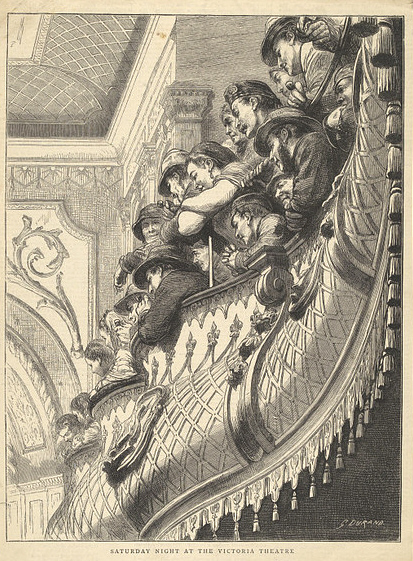
빅토리아 팰리스 극장에서 토요일 밤 관객, 런던 (1872)

연극 공연은 일반적으로 극적이거나 음악적이며, 관객을 위해 무대에서 상연되며, "선도적인 음악가와 배우들이" 예를 들어 "델피, 델로스섬, 에페소스"와 같은 "시적 경쟁"에서 널리 공연했던 헬레니즘 시대까지 거슬러 올라가는 역사를 가지고 있다. 아리스토텔레스와 그의 스승인 플라톤은 모두 연극의 이론과 목적에 대해 글을 썼다. 아리스토텔레스는 "예술의 기능은 인물 형성에 어떤 영향을 미치는가? 지배 계급의 구성원은 단순히 공연을 관람해야 하는가, 아니면 참가자이자 공연자여야 하는가? 엘리트에 속하지 않는 사람들에게는 어떤 종류의 오락을 제공해야 하는가?"와 같은 질문을 제기했다. "이집트의 프톨레마이오스 왕조, 페르가몬의 셀레우코스 왕조" 또한 강력한 연극 전통을 가지고 있었으며, 나중에는 로마의 부유한 후원자들이 "훨씬 더 호화로운 제작물"을 상연했다.
공연에 대한 기대와 참여 방식은 시간이 지남에 따라 변했다. 예를 들어, 18세기 영국에서는 "여배우에 대한 편견이 사라졌고" 유럽 전반적으로는 한때 사회적으로 의심스러웠던 연극 관람이 19세기 말과 20세기 초에는 "더 존경받는 중산층 취미"가 되었다. 이 시기에 대중 오락의 다양성이 증가했다. 오페레타와 뮤직홀이 생겨났고, 러시아에는 모스크바 예술극장과 수보린 극장과 같은 새로운 드라마 극장이 문을 열었다. 동시에 상업 신문들은 "연극 칼럼과 평론을 싣기 시작하여" 연극을 예술과 문화에 대한 일반적인 논의에서 "합법적인 지적 논쟁의 대상"으로 만드는 데 기여했다. 관객들은 "창의적 성과를 감상하고, 유명한 '스타들'에게 감탄하고 즐거움을 얻기" 위해 모이기 시작했다. 이 시기에 미국, 영국, 캐나다, 호주, 뉴질랜드에서 인기를 끌었던 보드빌과 뮤직홀은 결국 사라졌다.
희곡, 뮤지컬, 독백, 팬터마임, 퍼포먼스 시는 연극의 매우 오랜 역사의 일부이며, 연극은 또한 희극으로 알려진 유형의 공연을 위한 장소이다. 20세기에는 라디오와 텔레비전이 종종 생방송으로 방송되어 새로운 형태와 함께 계속해서 존재했던 연극 전통을 확장했다.
무대와 관객을 위해 그 앞에 마련된 공간은 극장을 만들어낸다. 즉흥적이거나 임시적인; 정교한; 또는 전통적이고 영구적인 것을 포함하여 모든 유형의 무대가 모든 유형의 관객 좌석과 함께 사용된다. 그들은 실내 또는 실외에 설치된다. 공연을 위해 무대를 관리, 조직, 준비하는 기술은 무대 기술로 알려져 있다. 관객의 오락 경험은 기대, 무대 기술, 무대 유형, 제공되는 좌석의 유형 및 수준에 의해 영향을 받는다.

연극 오락 – 무대, 연출 및 무대 기술
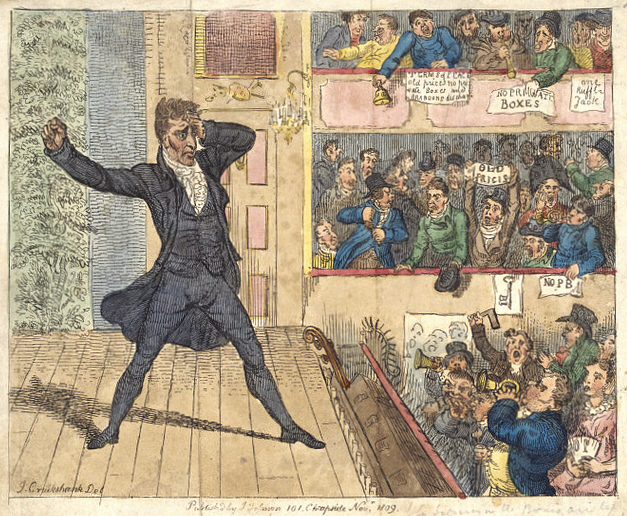
관객 반응의 풍자적 묘사 (1809)
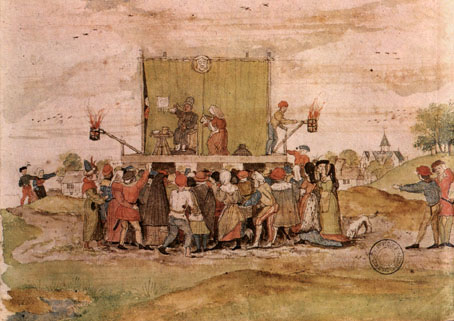
박람회 공개 공연을 위한 즉흥 무대 (1642)
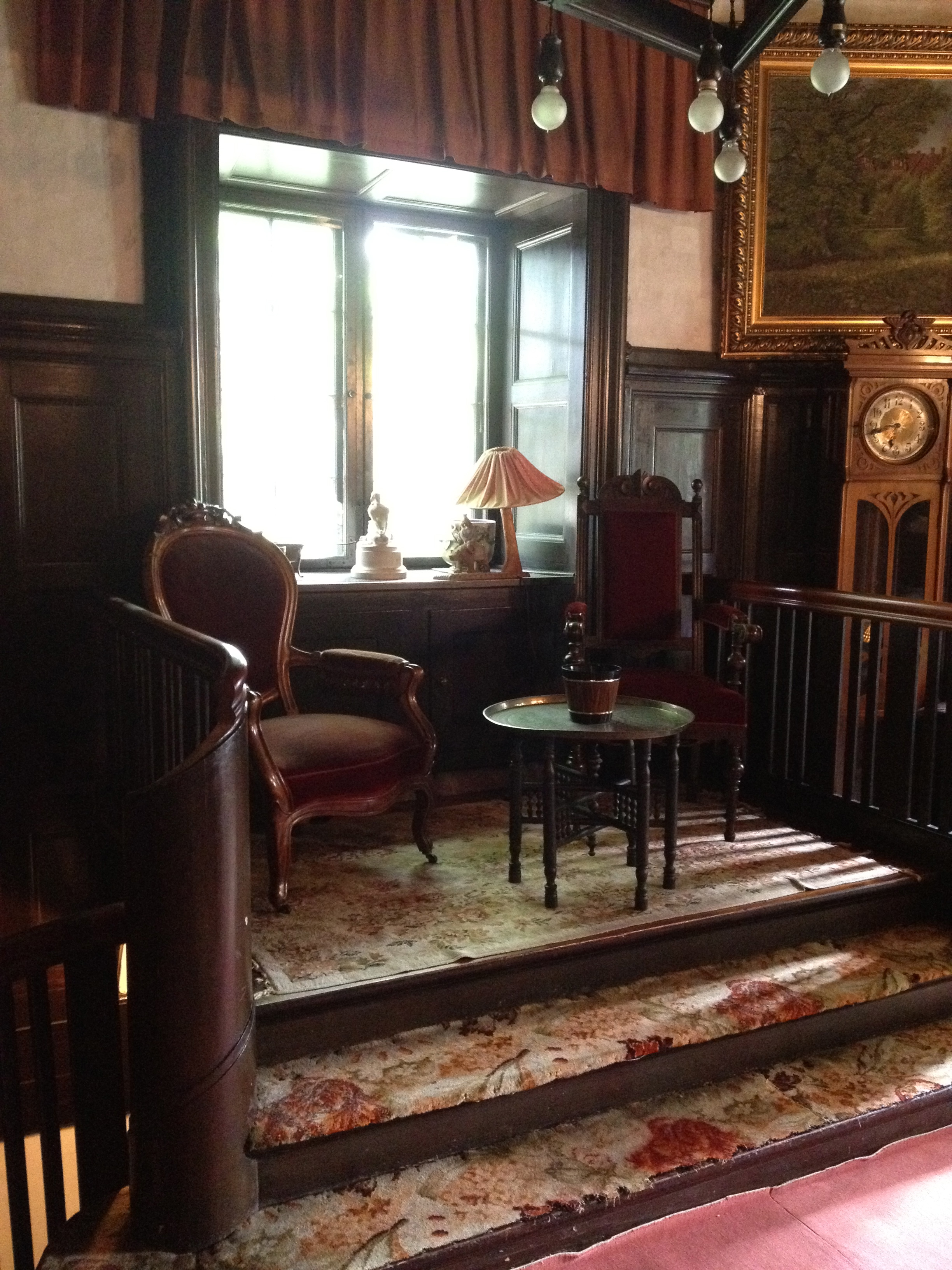
가정극을 위한 즉흥 무대
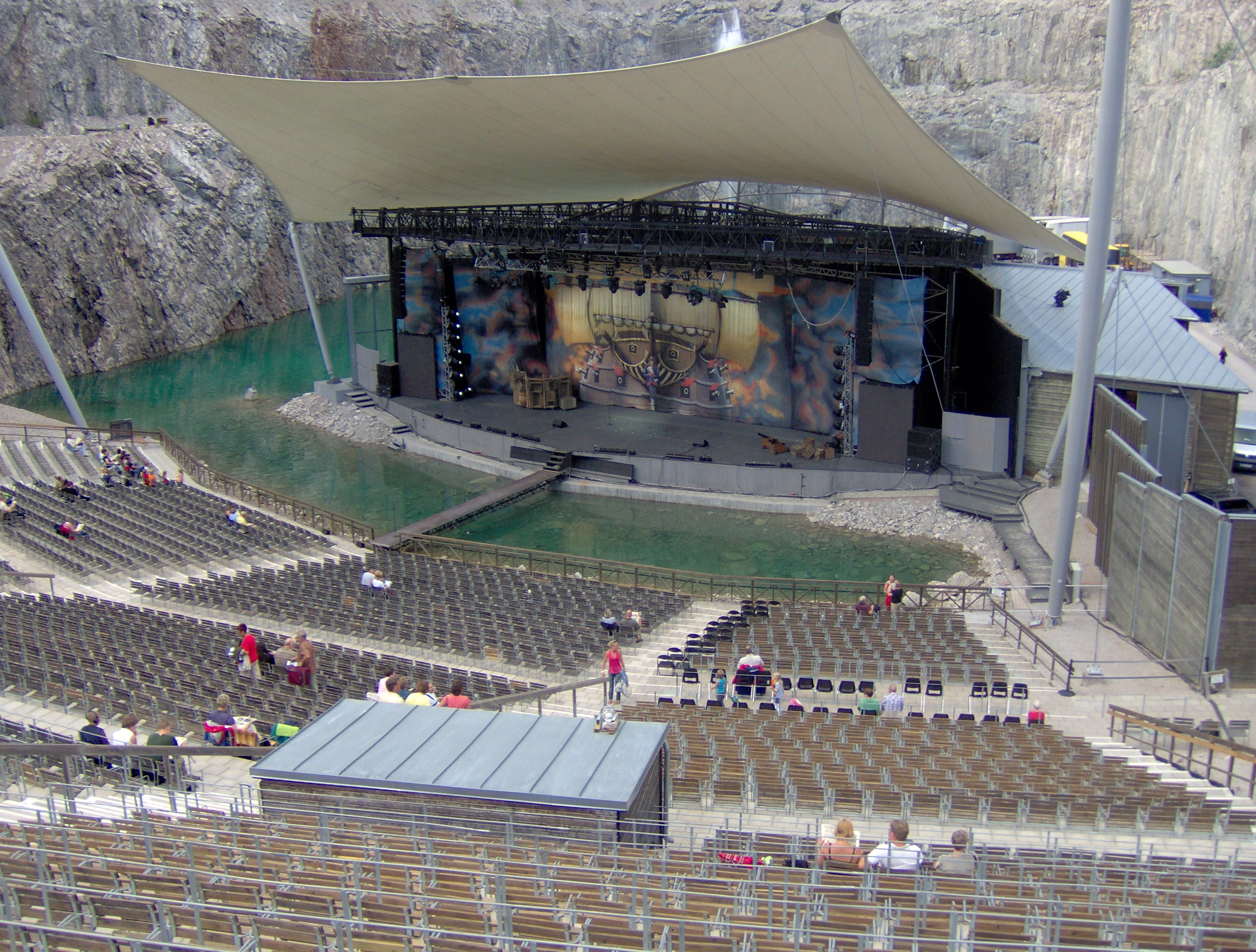
공연 전 야외 무대
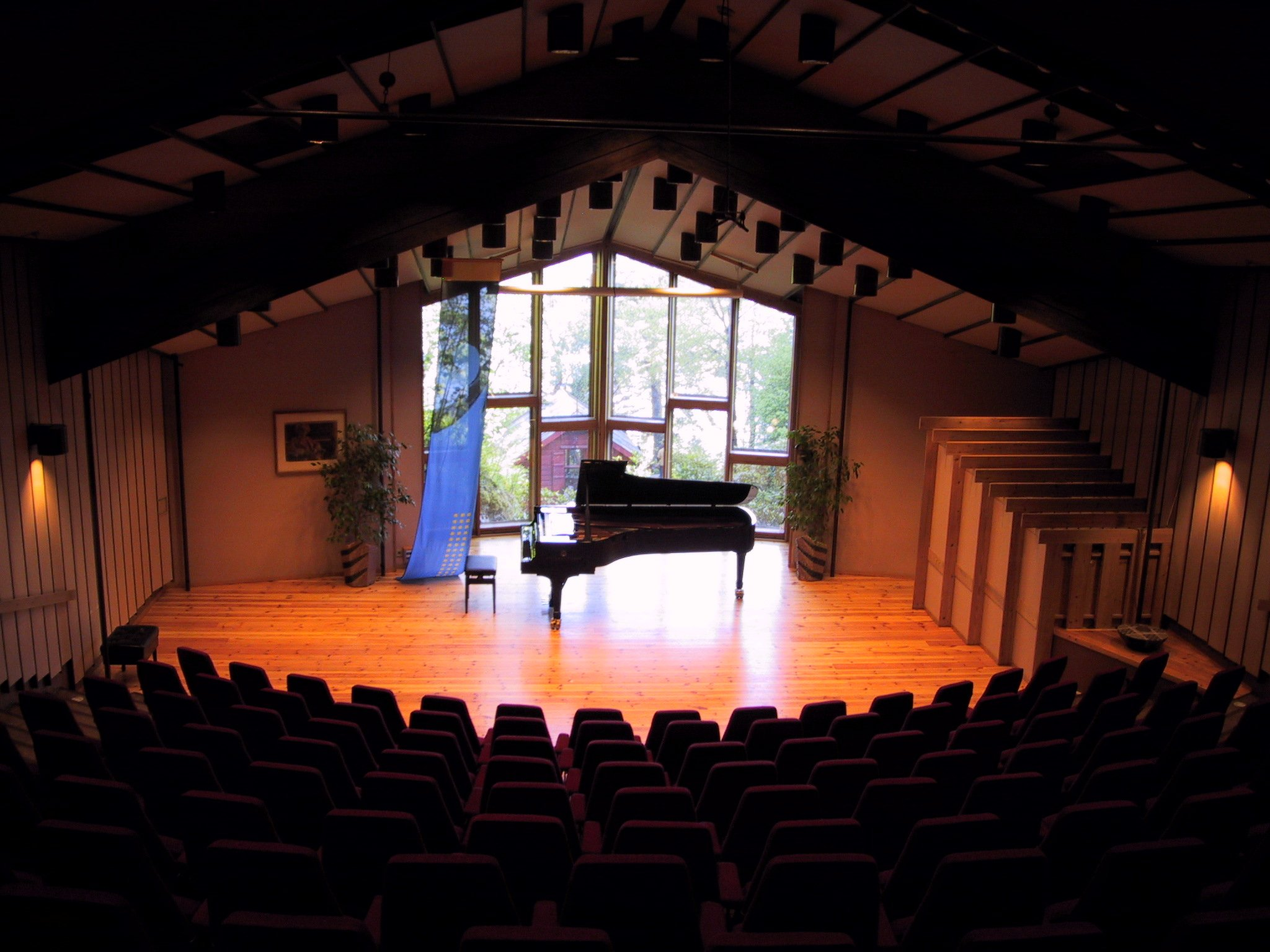
독주자를 위한 콘서트 극장
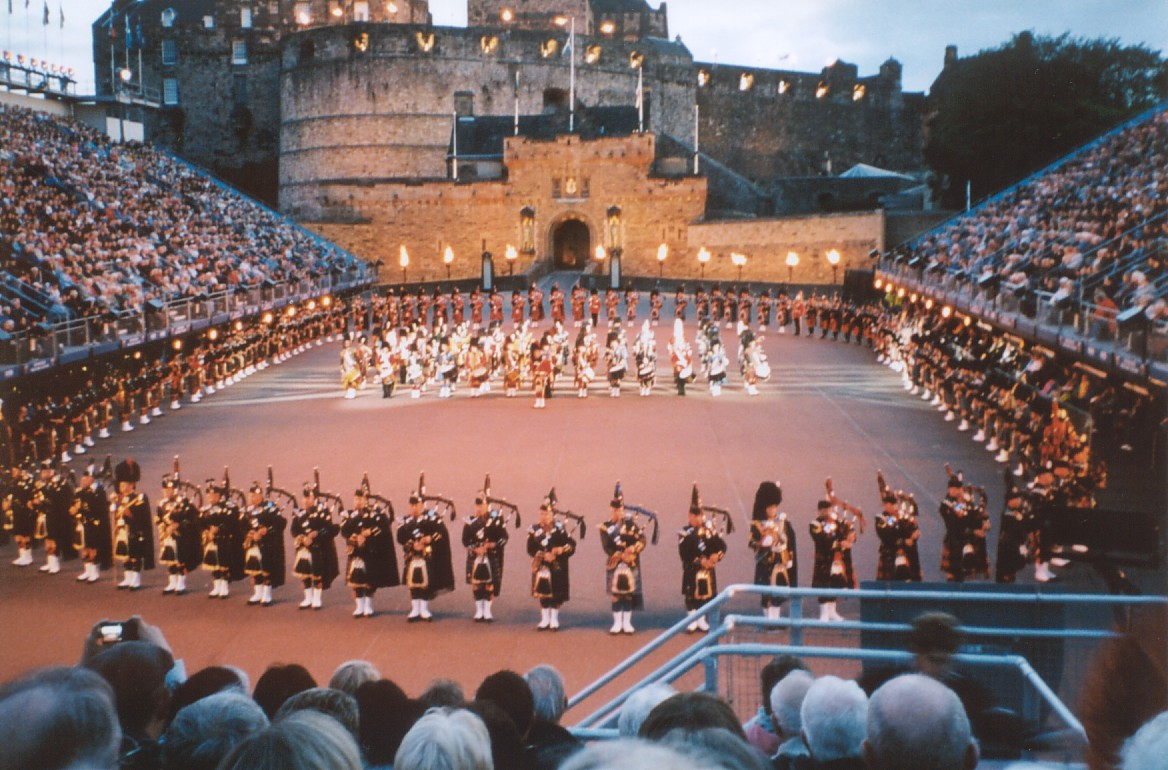
에든버러 성 앞마당에서 만들어진 야외 극장
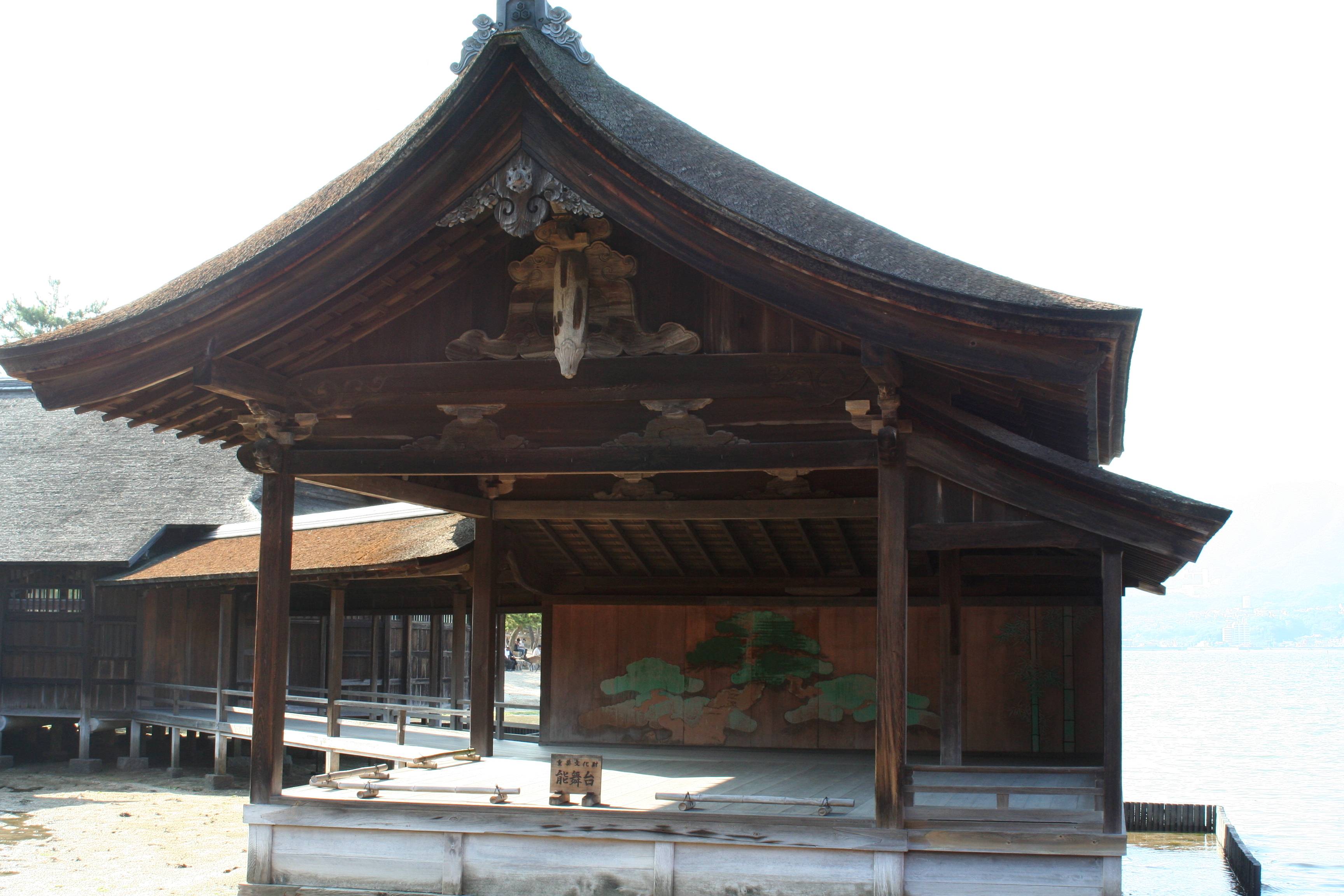
일본 노 극을 위한 전통 무대
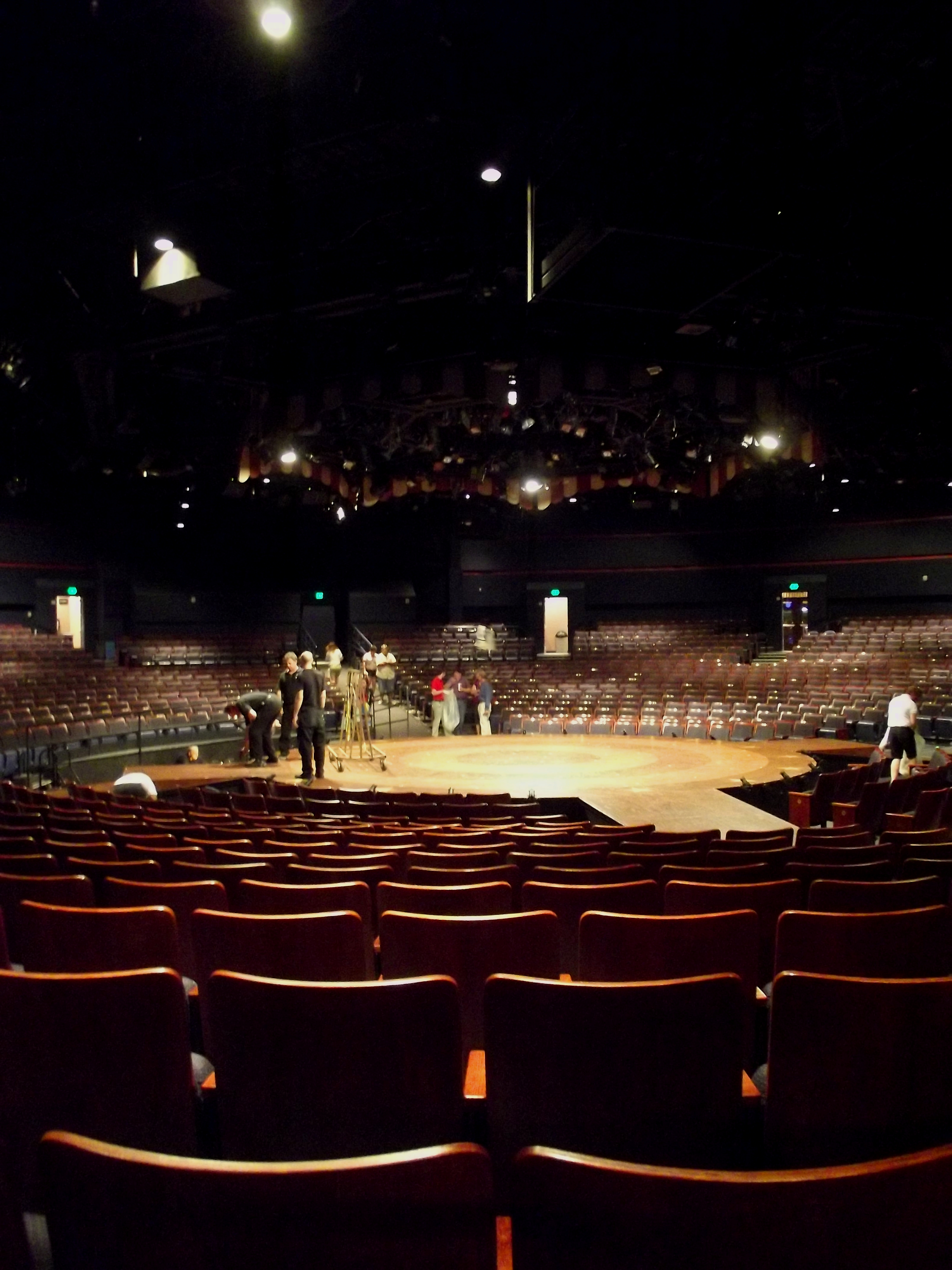
원형 극장 무대
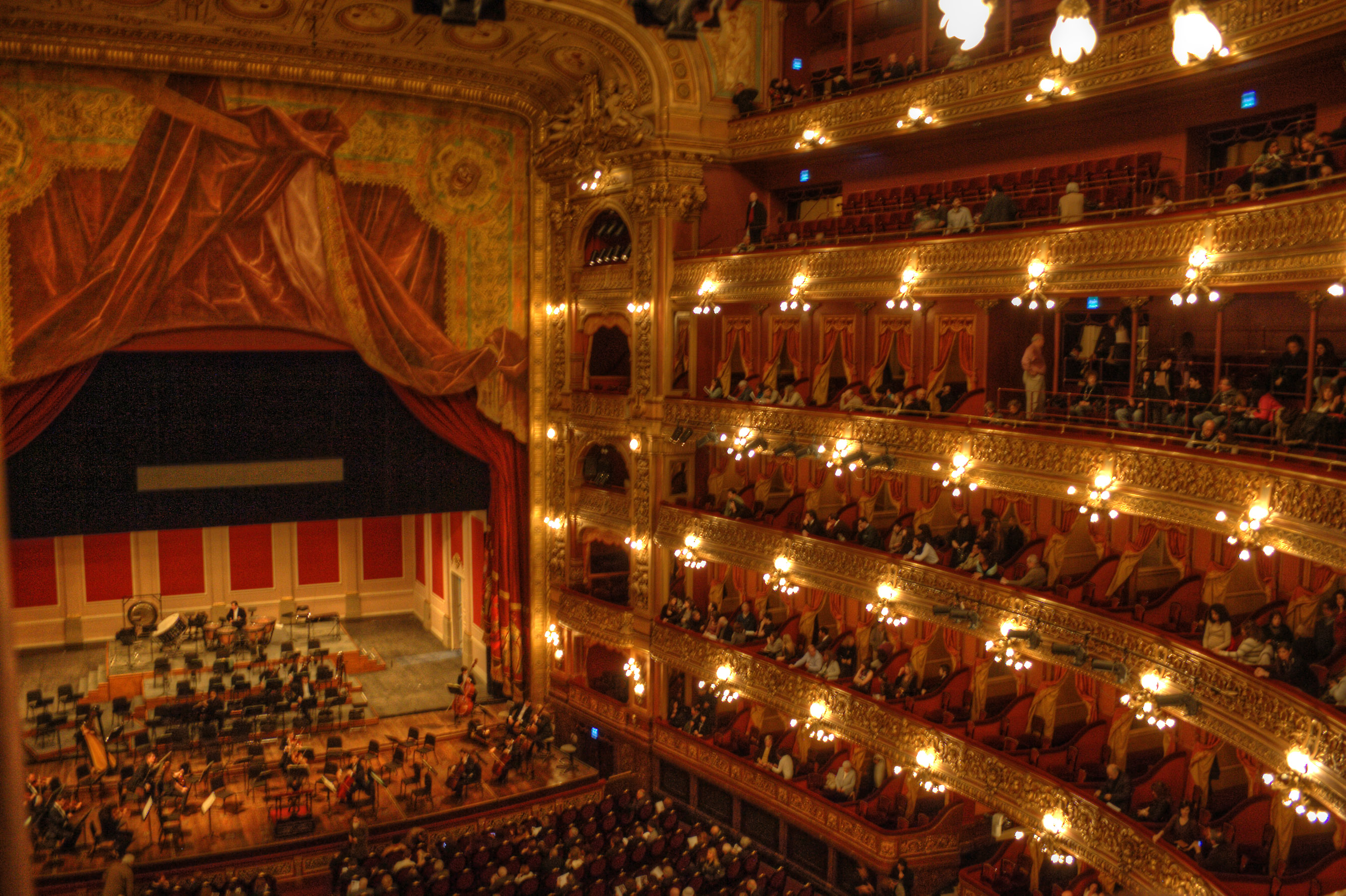
콜론 극장, 매우 장식적인 말굽형 극장
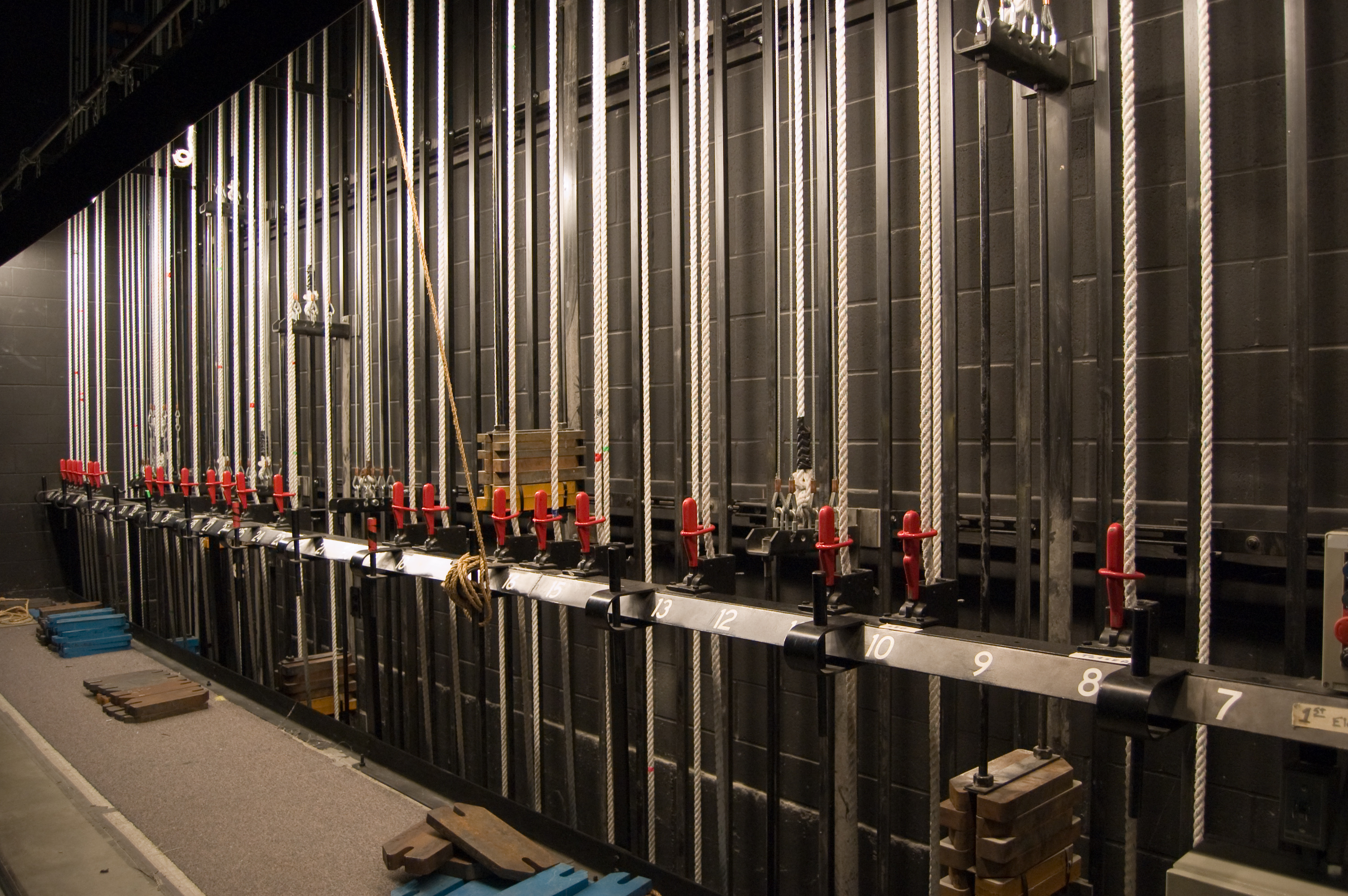
무대 기술——무대 뒤 잠금 레일

#### 영화

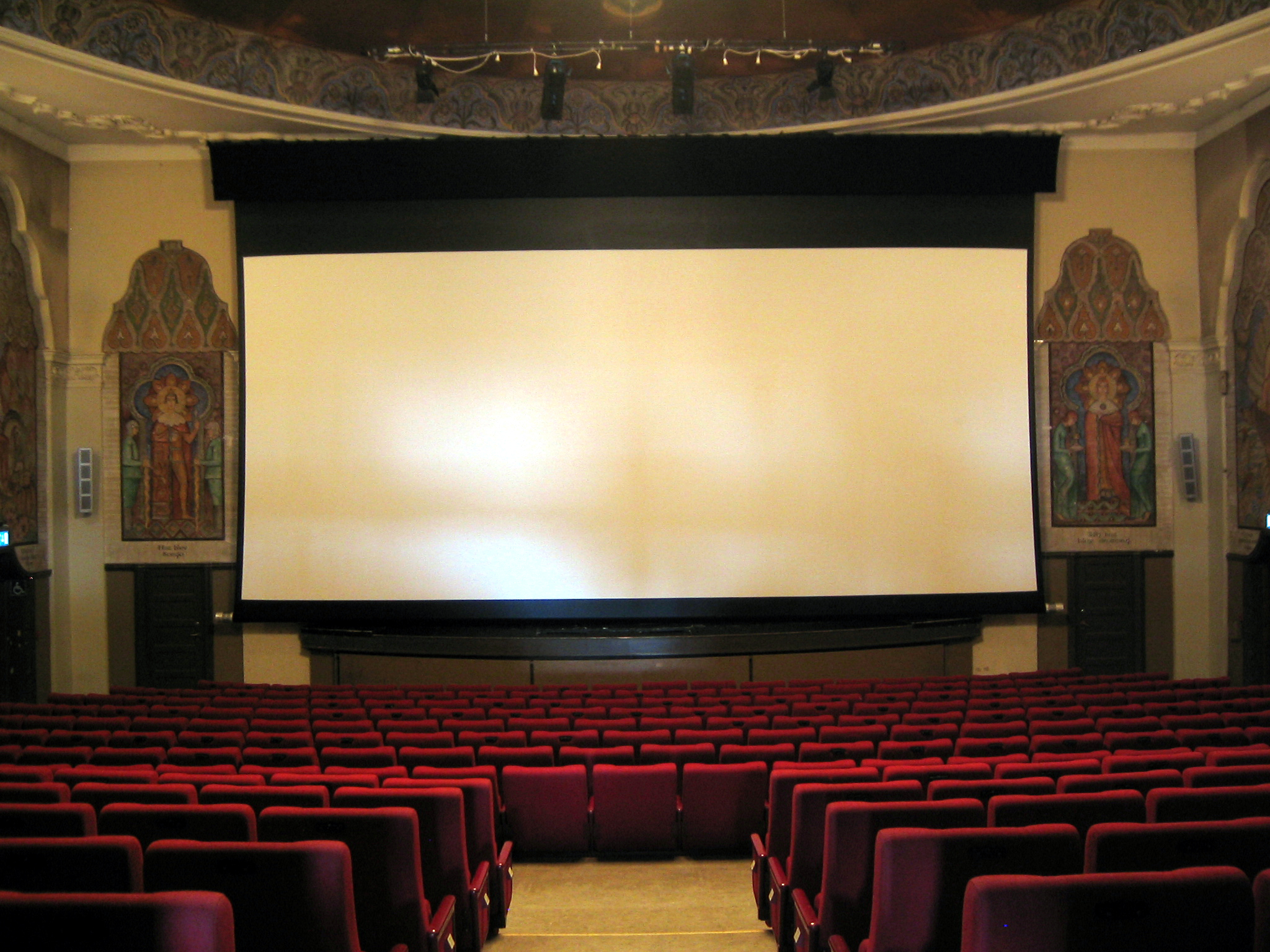
영화 관객은 일반적으로 영사막 앞에 가까운 줄로 배열된 편안한 의자에 앉는다. 노르웨이 (2005)

영화는 오락의 주요 형태이지만, 모든 영화가 오락을 주된 목적으로 하는 것은 아니다. 예를 들어, 다큐멘터리 영화는 기록을 만들거나 정보를 제공하는 것을 목표로 하지만, 두 가지 목적이 종종 함께 작용한다. 이 매체는 처음부터 전 세계적인 사업이었다. "뤼미에르 형제는 카메라맨을 전 세계로 파견하여 대중에게 흥미로운 모든 것을 촬영하도록 지시한 최초의 인물이었다." 1908년 파테는 뉴스릴을 출시하고 배포했으며, 제1차 세계 대전 무렵에는 영화가 대중 오락에 대한 엄청난 수요를 충족시키고 있었다. "20세기 첫 10년 동안 영화 프로그램은 픽션과 뉴스 영화를 무작위로 결합했다." 미국인들은 처음으로 "연속적인 이미지를 통해 움직임의 환상을 만들어내는 방법"을 고안했지만, "프랑스인들은 과학적 원리를 상업적으로 수익성 있는 구경거리로 전환할 수 있었다." 따라서 영화는 초창기부터 엔터테인먼트 산업의 일부가 되었다. 관객을 즐겁게 하고 즐거움을 주기 위해 영화 매체에는 점점 더 정교한 기술이 사용되었다. 예를 들어, 예술 작품에서 빠른 움직임을 보여주는 애니메이션은 특히 젊은 관객에게 어필하는 기술 중 하나이다. 21세기 컴퓨터 생성 이미지 (CGI)의 등장은 "세실 B. 드밀이 꿈도 꾸지 못했던 규모로" 스펙터클을 더 저렴하게 만들 수 있게 했다. 1930년대부터 1950년대까지 영화와 라디오는 "유일한 대중 오락"이었지만, 21세기 두 번째 10년에는 기술 변화, 경제적 결정, 위험 회피 및 세계화로 인해 제작되는 영화의 질과 범위가 모두 줄어들었다. 정교한 시각 효과와 CGI 기술은 예를 들어 인간 대신에 사람, 풍경, 사건(실제 및 판타지)의 사실적인 이미지를 만드는 데 사용되었을 뿐만 아니라, 일반적으로 물리적 형태로 게임으로 오락에 사용되는 레고와 같은 비생명체를 애니메이션화하는 데도 사용되었다. 레고 무비의 제작자들은 "관객들이 탁자 위의 실제 레고 블록을 실제 카메라로 찍은 것처럼 믿게 만들고 싶었지, 우리가 실제로 한 것처럼 컴퓨터 안에 디지털 블록으로 광대한 환경을 만드는 것이 아니었다." 컴퓨터와 영화의 융합은 오락을 새로운 방식으로 제시할 수 있게 했으며, 기술은 또한 개인 자원을 가진 사람들이 홈 시어터에서 영화를 상영하여 개인적인 공간에서 공공 극장의 품질과 경험을 재현할 수 있도록 했다. 이는 초기 시대에 귀족들이 사적인 음악 공연을 상연할 수 있었던 방식이나 이전 세기에 대규모 주택에서 사적인 연극을 공연하기 위해 가정 극장을 사용했던 방식과 유사하다.
영화는 또한 다른 형태의 오락을 재창조하여, 예를 들어 이야기, 책, 연극을 새로운 오락으로 만든다. 영화 이야기는 매체의 전 세계적인 성과와 혁신뿐만 아니라 영화 제작 개념의 변화를 보여준다. 이는 일부 영화, 특히 "현실주의와 멜로드라마적 낭만주의"를 결합한 할리우드 전통의 영화들이 현실도피의 한 형태로 의도된 반면, 다른 영화들은 관객의 더 깊은 참여나 더 사려 깊은 반응을 요구한다는 것을 보여준다. 예를 들어, 수상 경력이 있는 세네갈 영화 잘라는 정부 부패를 주제로 한다. 찰리 채플린의 영화 위대한 독재자는 정치적 주제를 다룬 용감하고 혁신적인 패러디였다. 노아와 같이 수천 년 된 이야기들은 영화에서 재해석되었으며, 알레고리와 의인화와 같은 친숙한 문학적 장치와 CGI와 같은 새로운 기술을 적용하여 "인간의 어리석음", 선과 악, 용기, 절망, 사랑, 믿음, 죽음과 같은 큰 주제를 탐구한다——이는 모든 형태의 오락에서 주류를 이루어 온 주제이다.
다른 매체와 마찬가지로 영화의 탁월함과 성과는 미국 영화 예술 과학 아카데미, 영국 영화 텔레비전 예술 아카데미, 프랑스 칸 국제 영화제, 아시아 태평양 스크린 어워즈 등 다양한 시상을 통해 인정받는다.

#### 춤
다양한 형태의 춤은 모든 연령대와 문화에 오락을 제공한다. 춤은 문화의 역사나 중요한 이야기를 표현하는 데 사용될 때처럼 진지한 분위기일 수도 있고, 도발적일 수도 있으며, 코미디에 활용될 수도 있다. 음악, 움직임, 스토리텔링, 연극 등 다양한 오락 형태를 결합하고 있기 때문에, 이러한 형태들이 다양한 목적과 관객을 위해 오락을 창조하는 다양한 방식을 잘 보여준다.
춤은 "단순히 댄서뿐만 아니라 안무가, 관객, 후원가, 흥행업자를 포함하는 문화적 표현의 한 형태이며... 전 세계와 광범위하게 다양한 시기에서 온다." 아프리카, 아시아, 유럽 어디든 춤은 끊임없이 정치적, 사회적, 영적, 예술적 영향의 영역을 조율하고 있다." 춤 전통이 한 문화 집단에 한정될 수 있지만, 모두 발전한다. 예를 들어, 아프리카에는 "다호메이 춤, 하우사 춤, 마사이 춤 등"이 있다. 발레는 루이 14세 시대 프랑스 궁정에서 극장으로 옮겨온 고도로 발전된 서양 춤의 한 예이며, 댄서들은 전문 연극 공연자가 되었다. 나폴레옹 시대 프랑스에서 "등장했던" 사각 춤인 카드리유와 다른 컨트리 댄스와 같은 일부 춤은 한때 무도회와 같은 사교 모임에서 인기가 많았지만, 이제는 거의 공연되지 않는다. 반면에 많은 민속무용 (예: 스코틀랜드 하이랜드 댄싱과 아이리시 댄싱)은 경쟁으로 발전하여 관객을 늘림으로써 오락적 가치를 높였다. "때때로 전통 아일랜드 스텝과 음악을 특징으로 하는 아일랜드 댄스 연극은 국제적인 명성을 얻은 주요 댄스 형태가 되었다."
춤은 종종 "여성의 몸과 여성의 경험과 연관"되기 때문에, 오락을 위해 춤을 추는 여성 댄서들은 "몸을 최대한 숨기는 대신 생계를 위해 몸을 사용한다"는 이유로 "점잖은" 여성과 구별되는 것으로 여겨지기도 했다. 여성 댄서에 대한 사회의 태도는 문화, 역사, 그리고 엔터테인먼트 산업 자체에 따라 달라진다. 예를 들어, 일부 문화에서는 여성의 모든 춤을 "가장 수치스러운 형태의 오락"으로 여기지만, 다른 문화에서는 스트립 클럽과 같은 장소를 마련하여 스트립쇼와 같이 의도적으로 에로틱하거나 성적으로 도발적인 춤을 전문 여성 댄서들이 주로 남성 관객을 위해 공개적으로 공연한다.
여러 정치 체제는 춤이나 특정 유형의 춤을 통제하거나 금지하려고 시도했으며, 때로는 관련 음악이나 의상에 대한 불승인 때문이었다. 민족주의, 권위주의, 인종차별은 춤이나 춤을 금지하는 데 일조했다. 예를 들어, 나치 독일 정권 동안, "완전히 비독일적"으로 간주된 스윙과 같은 미국 춤은 "공공의 불쾌감이 되어 금지될 필요가 있었다." 마찬가지로, 1930년대 중국 상하이에서는 "춤과 나이트클럽이 중국 사회를 괴롭히는 과잉을 상징하게 되었고" 관리들은 "매춘소와 같은 다른 형태의 오락"도 금지해야 할지 고민했다. 금지는 "춤 열풍"을 더욱 부추기는 효과를 가져왔다. 아일랜드에서는 1935년 공공 무도장 법이 "교차로에서의 춤과 주택 및 헛간 춤과 같은 다른 인기 있는 춤 형태를 금지했지만, 막지는 못했다." 미국에서는 벌레스크처럼 선정적이거나, 트위스트처럼 아프리카계 미국인과 연관되어 있다는 이유로 다양한 춤이 한때 금지되었다. "아프리카계 미국인 댄서들은 남북 전쟁 이후까지는 민스트럴 쇼에서 공연하는 것이 일반적으로 금지되었다."
춤은 독무, 짝춤, 단체춤, 또는 대규모 공연으로 행해질 수 있다. 즉흥적이거나 고도로 안무될 수도 있고; 개인 오락을 위해 자발적이거나 (어린이가 스스로 춤을 추기 시작할 때처럼); 사적인 관객, 유료 관객, 전 세계 관객, 또는 특정 춤 장르에 관심 있는 관객을 위한 것일 수도 있다. 결혼식이나 설날과 같은 축하 행사의 일부이거나, 전사들의 하카와 같은 특정 목적을 가진 문화 의식일 수도 있다. 전통 춤이나 발레와 같은 일부 춤은 매우 높은 수준의 기술과 훈련이 필요하고; 캉캉과 같은 다른 춤은 매우 높은 수준의 에너지와 체력이 필요하다. 관객을 즐겁게 하는 것은 춤의 일반적인 부분이지만, 그 신체성은 종종 댄서 자신에게도 기쁨을 준다.

문화권을 넘나드는 춤
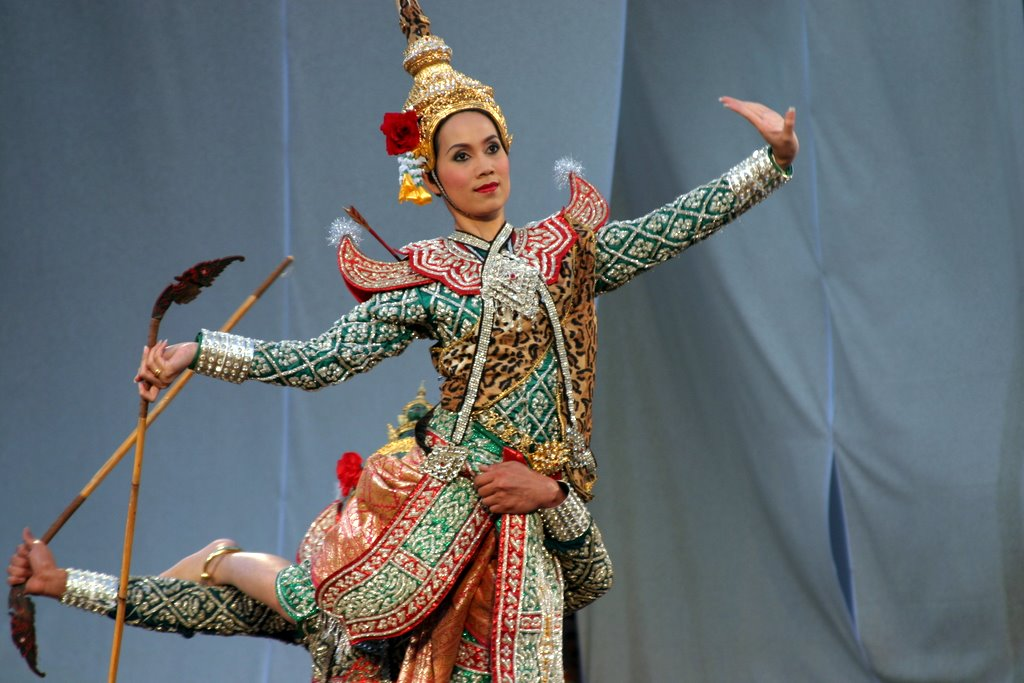
전통 무용수 (태국)
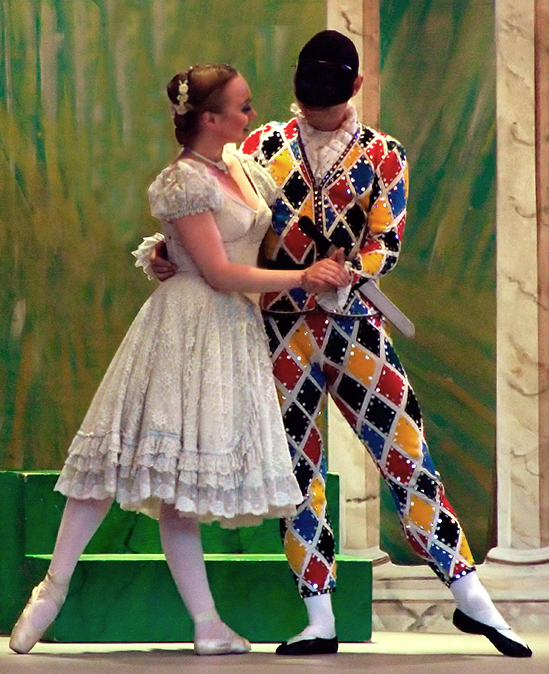
할리퀸과 콜롬빈 (덴마크)
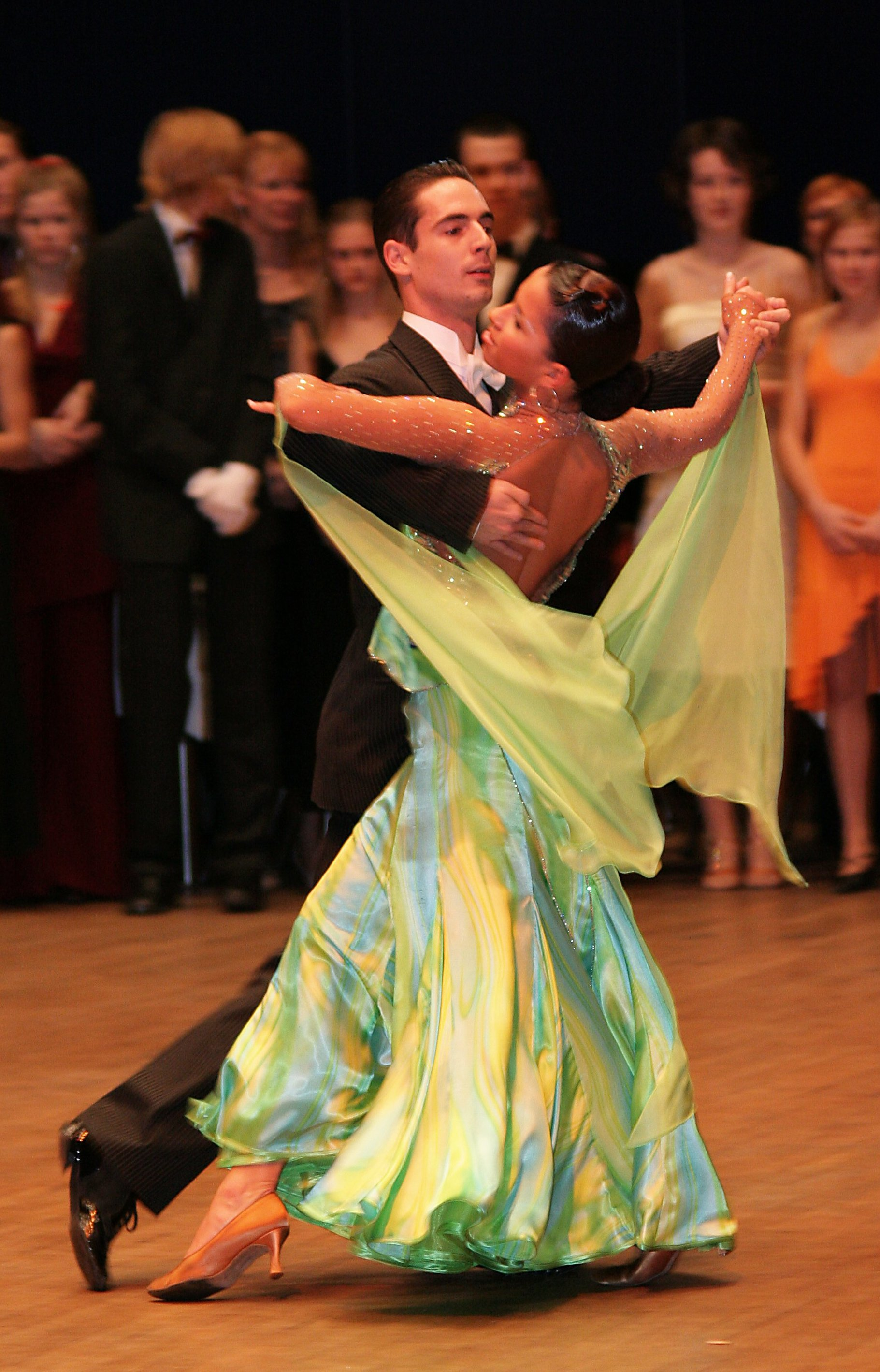
사교춤 (체코)
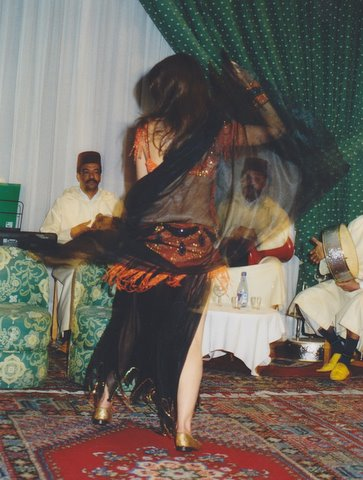
벨리댄스 (모로코)
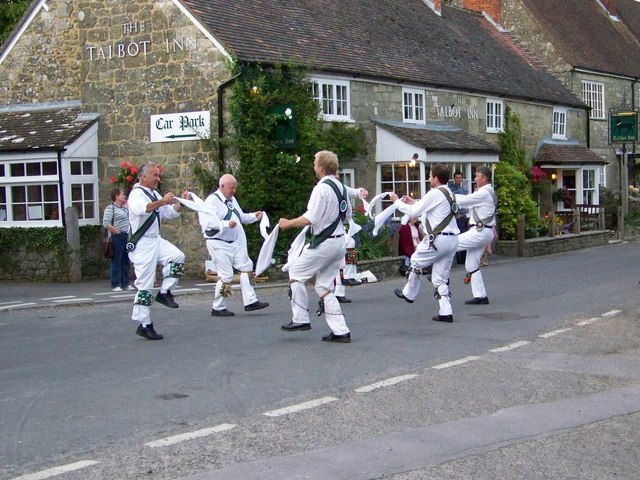
모리스 댄스 (잉글랜드)
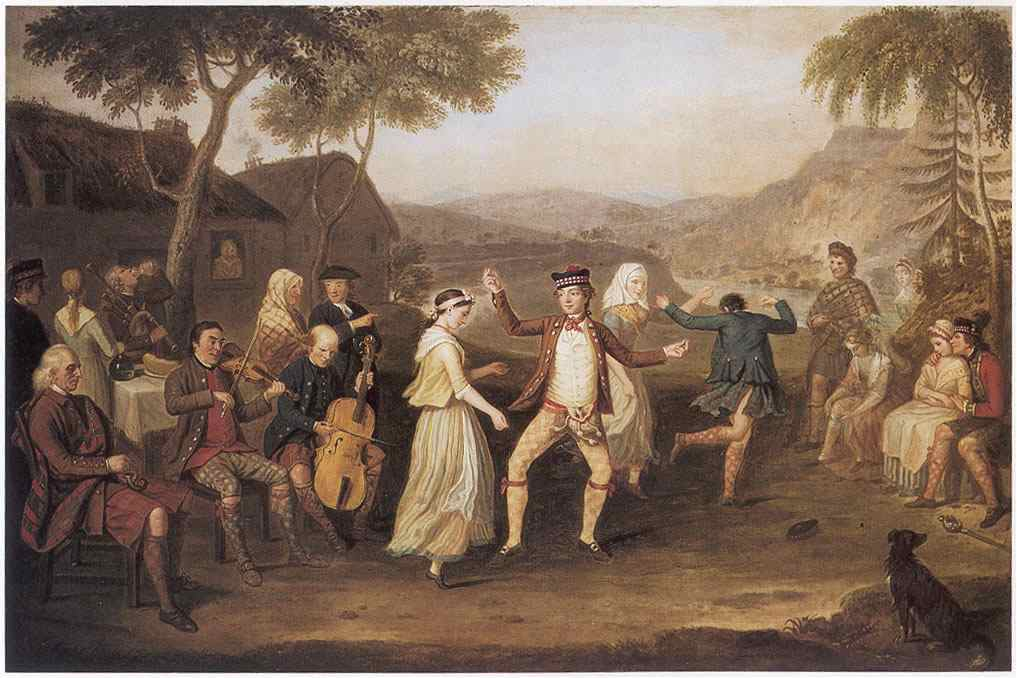
고지 결혼식 (스코틀랜드, 1780)
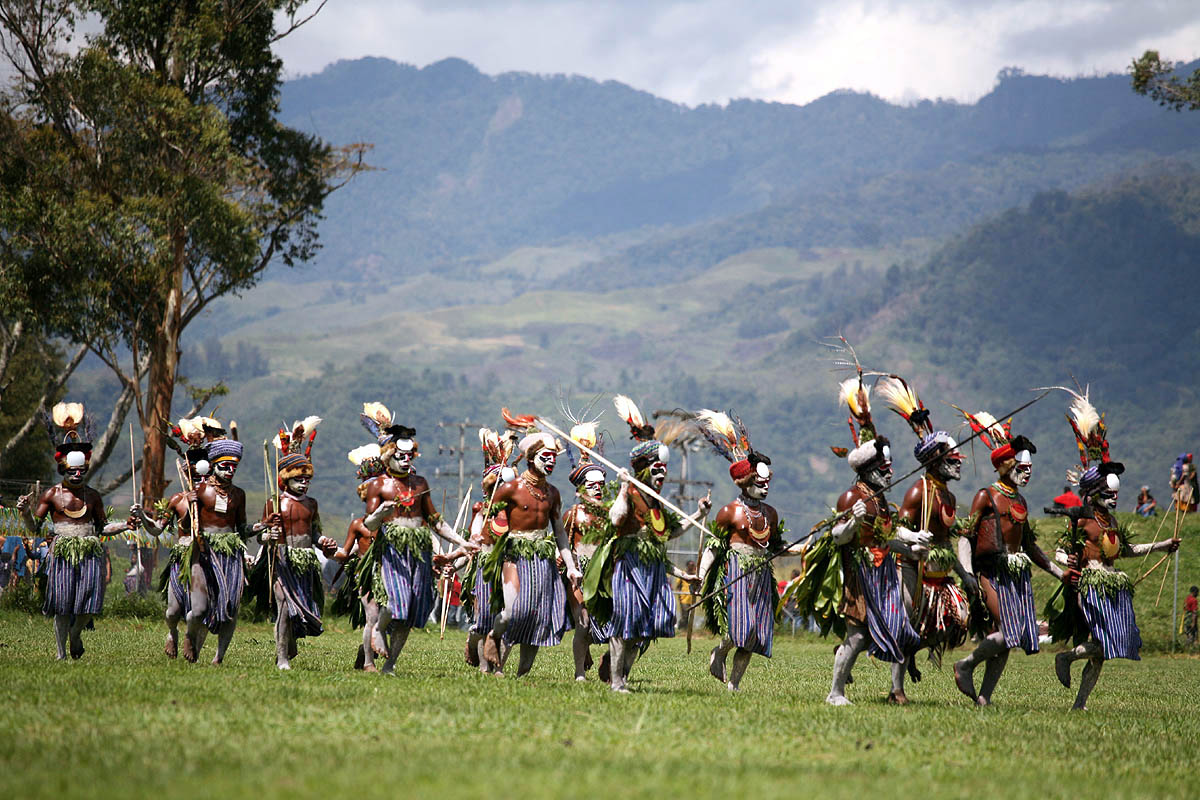
전사 무용수 (파푸아뉴기니)
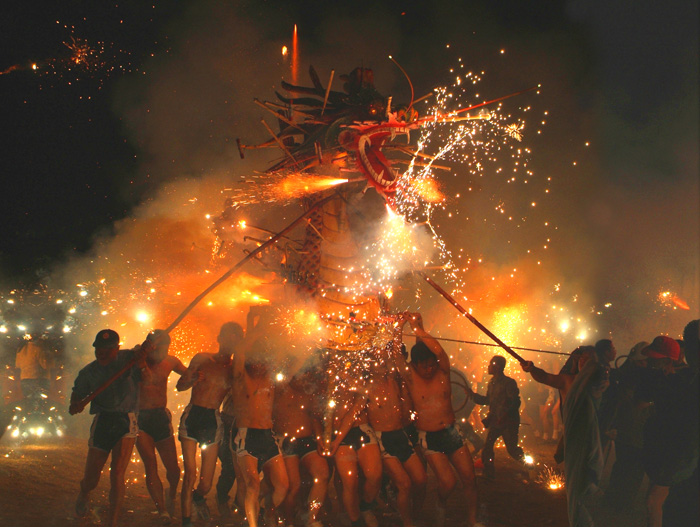
춘절 불꽃 용춤
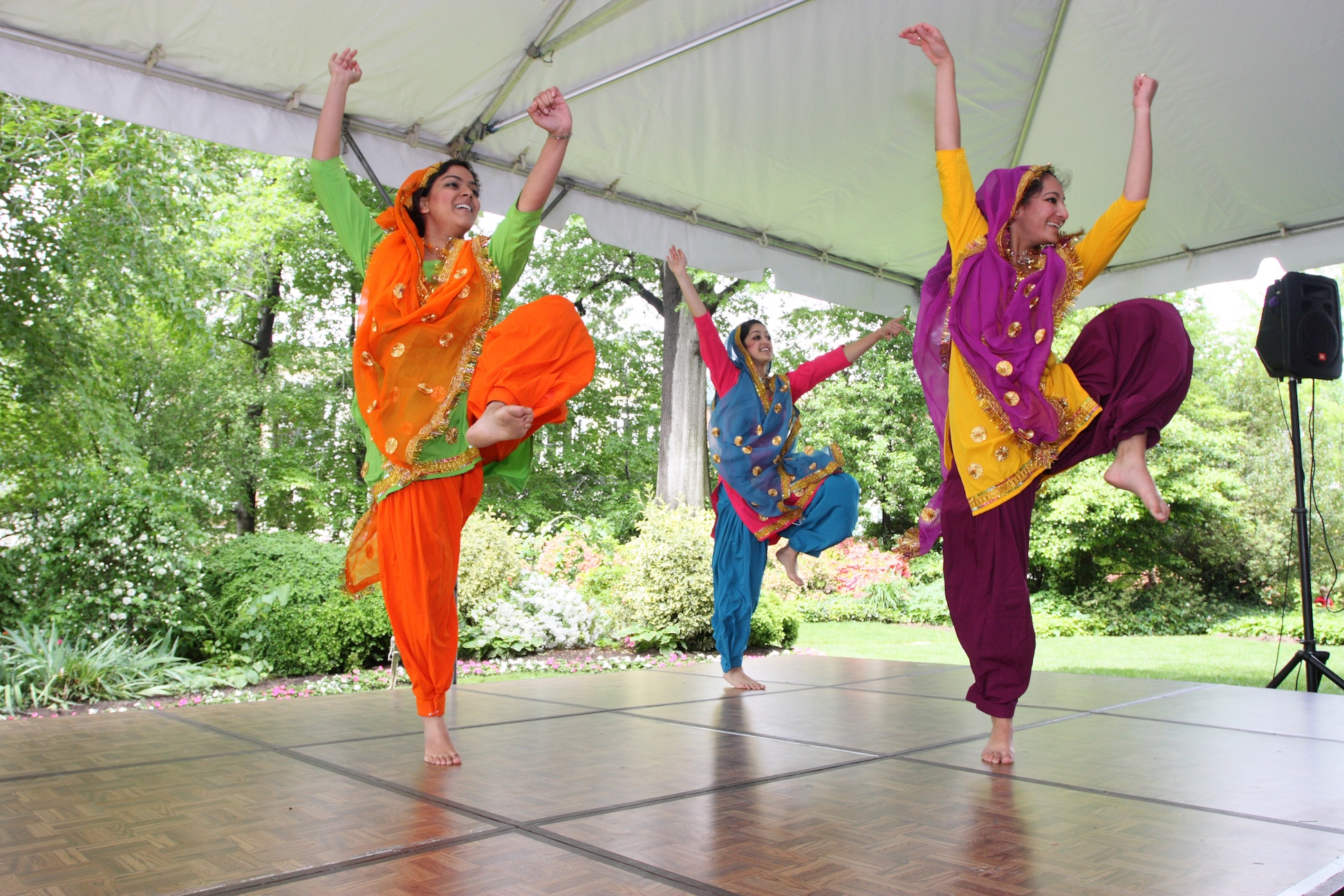
방그라 댄서들, 국제 어린이 축제
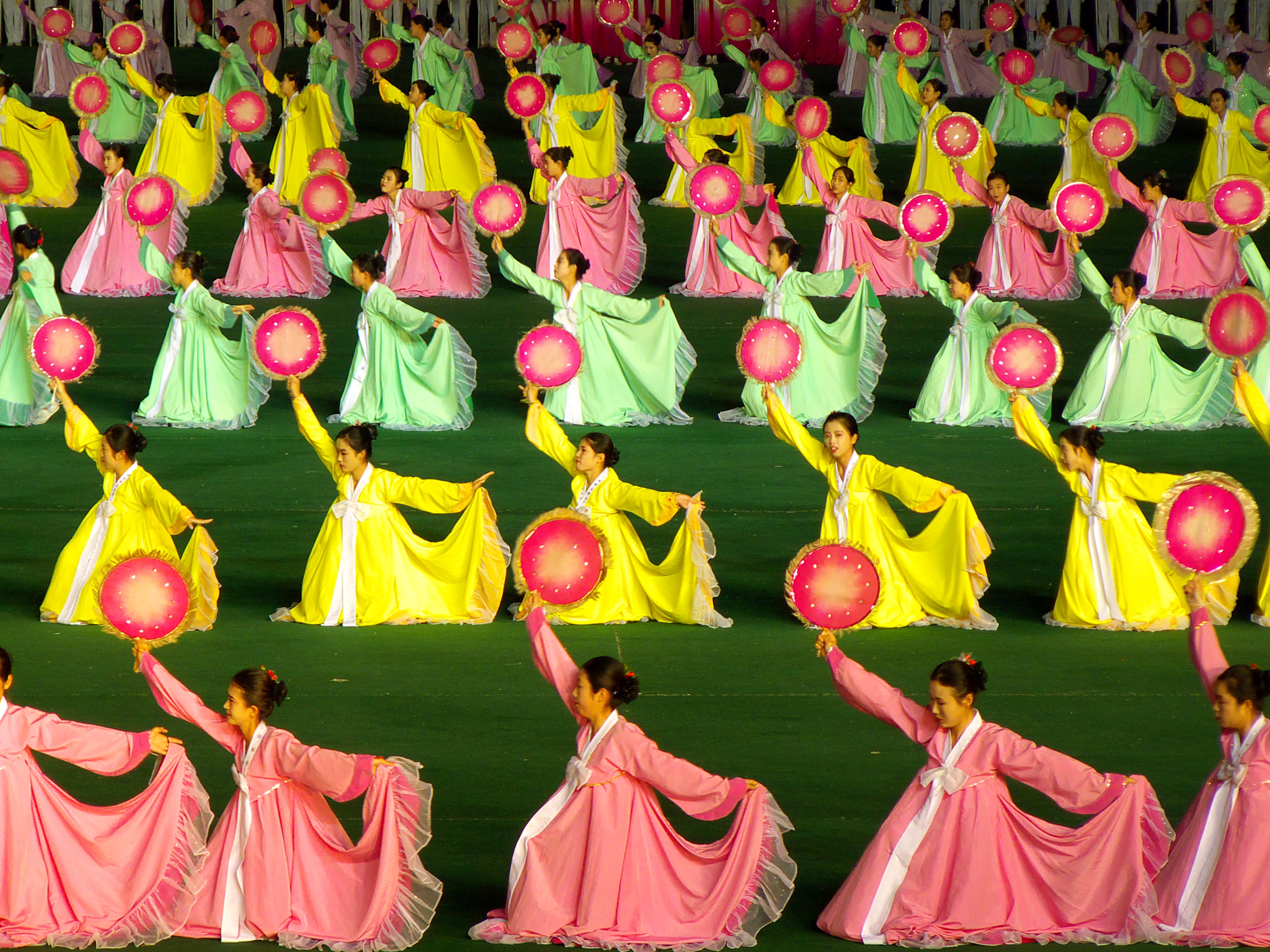
집단체조의 어린이들 (조선민주주의인민공화국)

#### 동물
동물은 수천 년 동안 오락의 목적으로 사용되어 왔다. (먹이를 위한 사냥과 대조적으로) 오락을 위해 사냥되거나, 먹이를 사냥하는 동안 전시되거나, 서로 경쟁하는 것을 관람하거나, 인간의 즐거움을 위해 훈련된 루틴을 수행하는 것을 관람했다. 예를 들어, 로마인들은 야생 동물이 관련된 경쟁과 훈련된 동물이 수행하는 행위에 모두 즐거움을 느꼈다. 그들은 "사자와 곰이 피리와 심벌즈 음악에 맞춰 춤을 추는 것; 말들이 무릎을 꿇고 절하며 춤을 추고 활기차게 뛰는 것... 야생 사자 위에서 핸드스프링을 하고 야생 표범 위로 뛰어넘는 곡예사들"을 관람했다. "야생 짐승들과의 폭력적인 대결"이 있었고 "시간이 지남에 따라 공연은 더욱 잔인하고 피비린내 나게 변했다."
훈련된 루틴이나 "연기"를 인간의 오락을 위해 수행하는 동물에는 벼룩 서커스의 벼룩, 돌고래 수족관의 돌고래, 그리고 거리 오르간 연주자를 대신하여 관객을 위해 재주를 부리는 원숭이가 포함된다. 고대에 동물원에 보관된 동물들은 종종 나중에 경기장에서 오락을 위해 사용되거나 이국적인 동물로서의 오락적 가치를 위해 보관되었다.
동물들 간의 많은 경기는 이제 스포츠로 간주된다——예를 들어, 경마는 스포츠이자 중요한 오락의 원천으로 간주된다. 그 경제적 영향으로 인해 전 세계적인 산업으로도 여겨지며, 말들은 경마에서 경쟁하기 위해 전 세계로 신중하게 운송된다. 호주에서는 멜버른 컵 경주 날이 공휴일이며 대중은 이 경주를 중요한 연례 행사로 여긴다. 경마와 마찬가지로 낙타 경주에는 사람 기수가 필요하지만, 그레이하운드 경주는 그렇지 않다. 사람들은 훈련된 말, 낙타 또는 개와 같은 동물이나 훈련되지 않은 바퀴벌레와 같은 동물들이 경쟁하는 것을 지켜보는 것을 즐겁게 여긴다.
오락을 위한 동물 사용은 때때로 논란이 되며, 특히 야생동물 사냥은 더욱 그러하다. 한때 대중에게 인기 있던 동물 간의 일부 경쟁은 관련된 잔인성 때문에 불법이 되었다. 이들 중에는 곰 사냥, 투견 및 닭싸움과 같은 피의 스포츠가 있다. 동물이 관련된 다른 경쟁들은 여전히 논란의 여지가 있으며 지지자와 반대자가 모두 존재한다. 예를 들어, 비둘기 사격을 "표적 사격의 잔인하고 어리석은 행위"로 보는 반대자들과 "오락"으로 보는 지지자들 간의 갈등은 법정에서 다투어졌다. 말과 사냥개를 사용하는 여우 사냥과 강한 연극적 요소를 가진 투우는 길고 중요한 문화적 역사를 가진 두 가지 오락이다. 이 둘은 모두 동물을 포함하며 스포츠, 오락 또는 문화적 전통으로 다양하게 간주된다. 동물 권리를 옹호하기 위해 설립된 단체들 중 일부는 오락을 위한 동물 사용 문제를 포함한다. 그러나, "동물 옹호 단체 대 동물 학대 혐의를 받는 단체의 많은 경우에 양측 모두 문화적 주장을 가지고 있다."

오락에 사용되는 동물
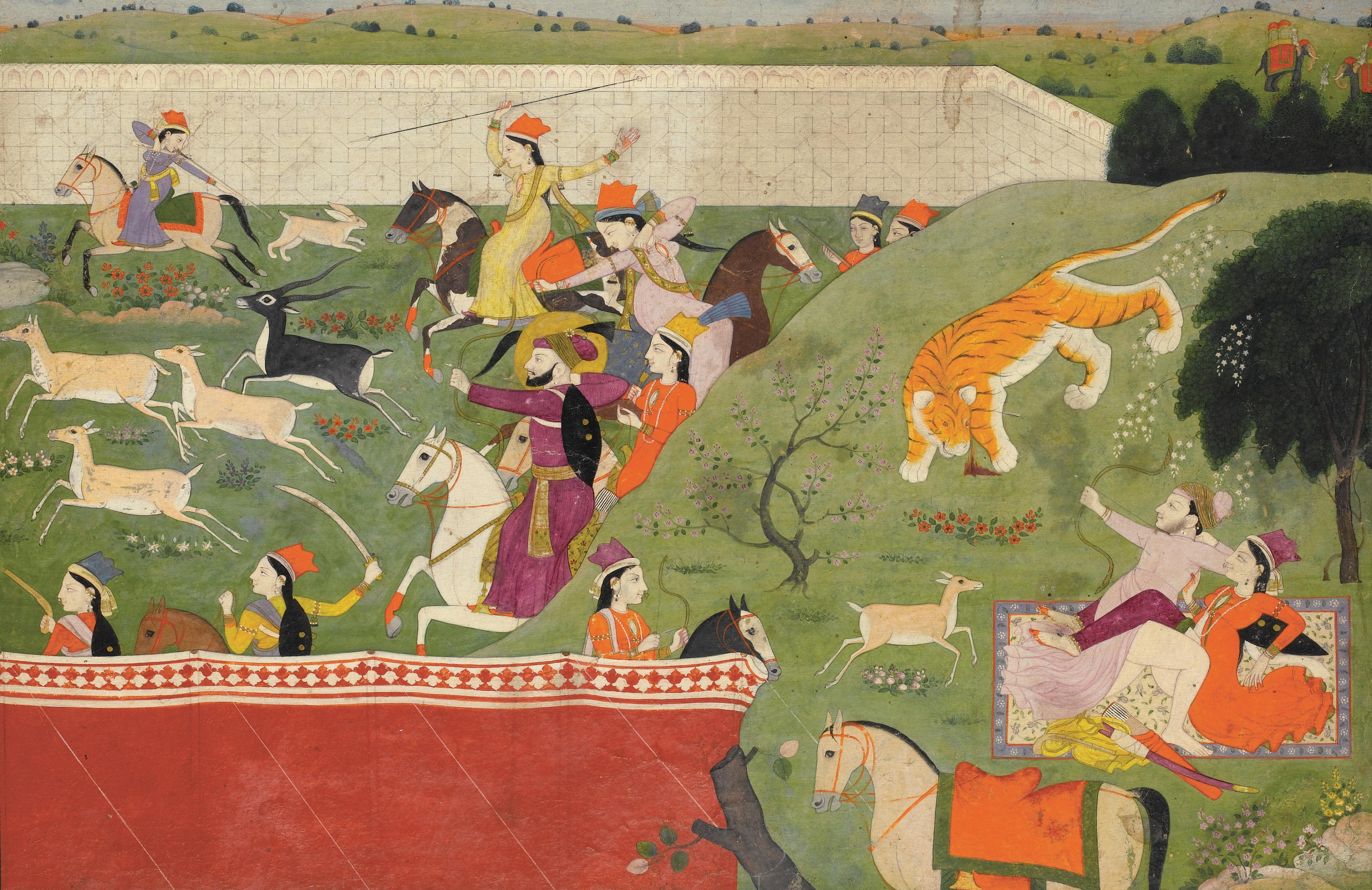
'알라 웃 딘과 마히마 다르마가 친밀한 관계에서 호랑이를 사냥하는 모습, 펀자브 힐스, 인도, 1790
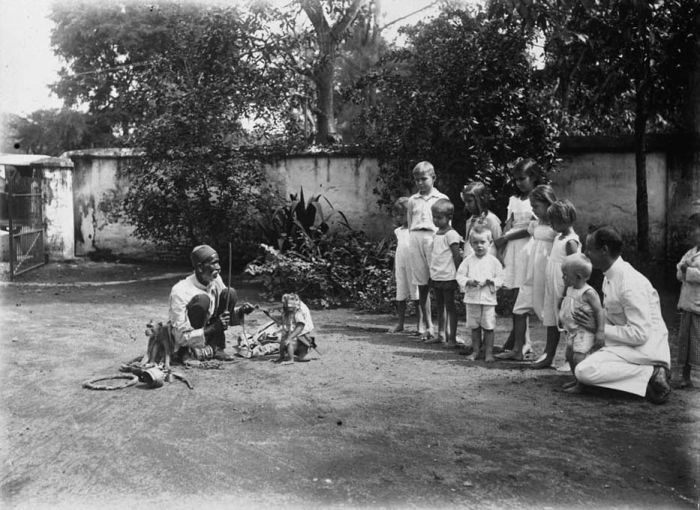
어린이 관객을 위해 공연하는 훈련된 원숭이 (1900–20)
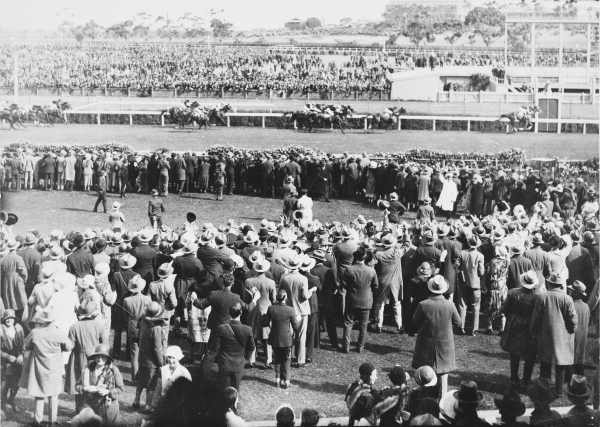
1930년 호주 멜버른 컵에서 파르랩이 우승하는 것을 지켜보는 군중.
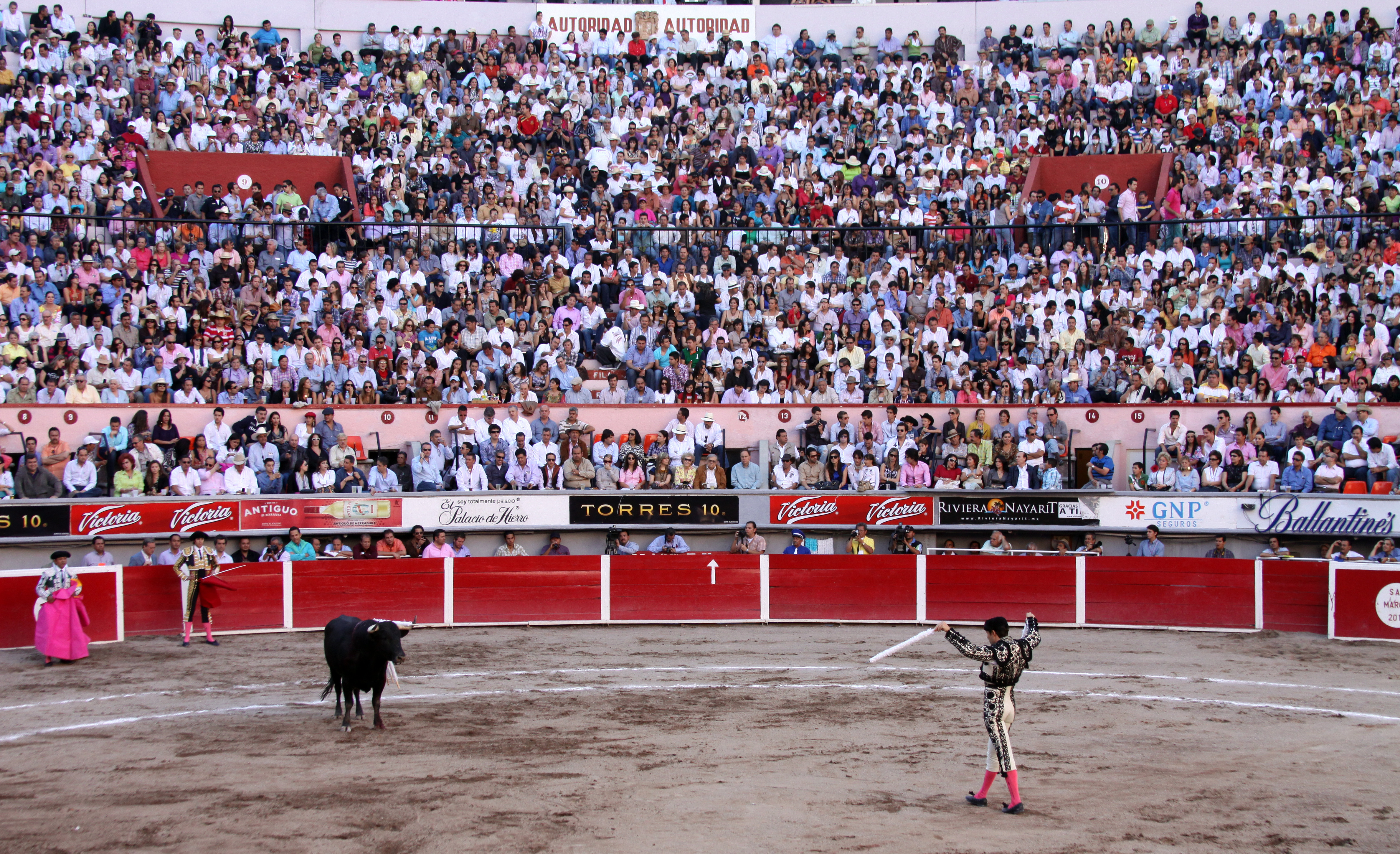
2010년 멕시코에서 투우를 지켜보는 군중.

#### 서커스

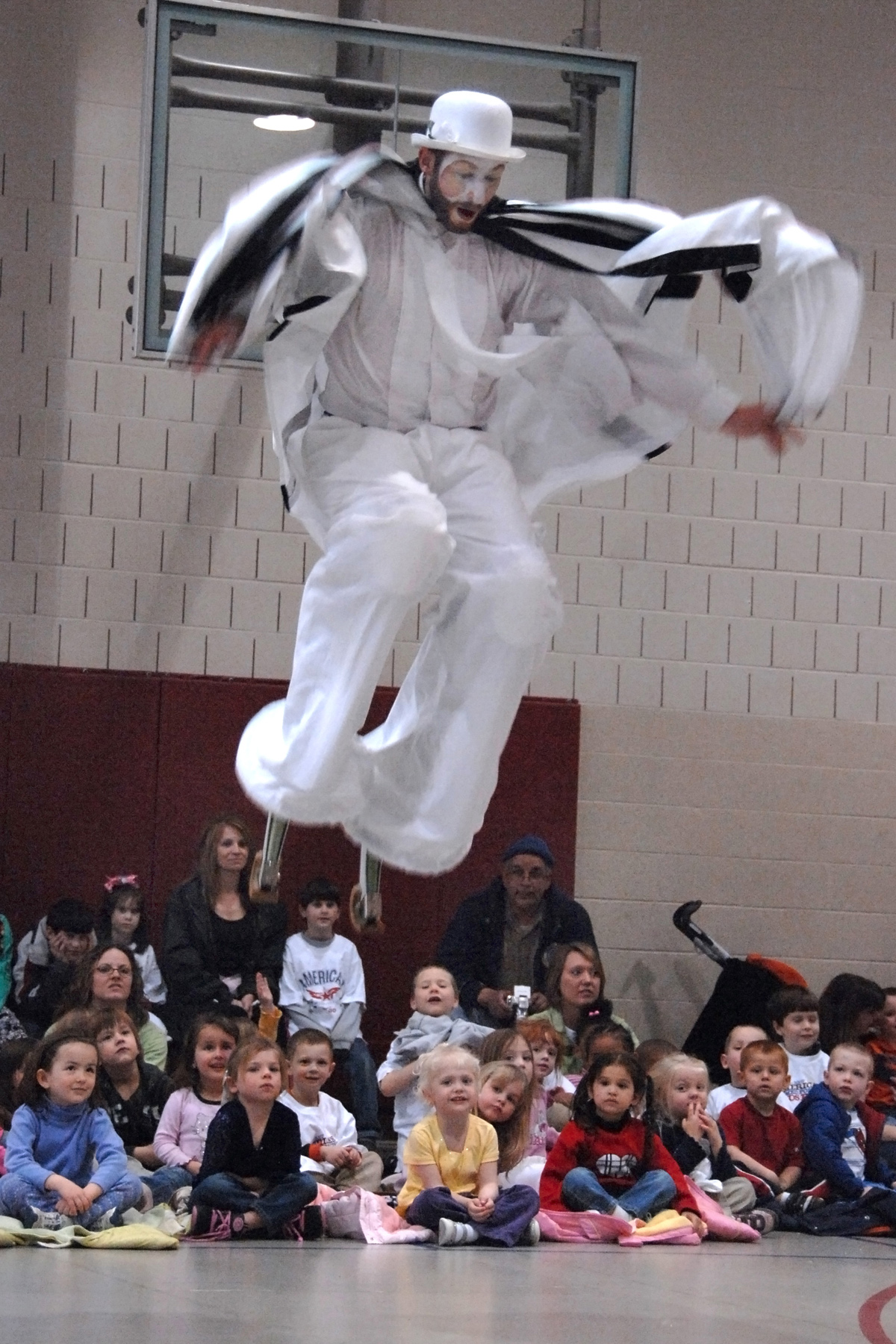
죽마 곡예를 하는 죽마 타는 사람에게 즐거움을 얻는 아이들

"오락 형태 중 가장 뻔뻔한 것 중 하나"로 묘사되는 서커스는 다양한 신체 기술(예: 곡예 및 저글링)과 때로는 훈련된 동물을 포함하는 특별한 유형의 연극 공연이다. 일반적으로 대형 천막에서 공연되는 이동식 쇼로 생각되지만, 서커스는 처음에는 영구적인 장소에서 공연되었다. 필립 애슬리는 18세기 후반 현대 서커스의 창시자로 여겨지며, 쥘 레오타르는 서커스와 동의어로 여겨지는 공중그네 기술을 개발한 프랑스 공연가로 평가받는다. 애슬리는 "적어도 17세기 초부터" 전통적인 영국 박람회에서 일반적으로 친숙했던 "텀블링, 줄타기, 저글링, 동물 재주 등"의 공연들을 한데 모았다. "로마 서커스와 현대 서커스 사이에는 직접적인 연관성이 없다... 로마의 '서커스'가 사라진 이후 약 1300년 후에 필립 애슬리의 런던 원형극장이 설립되기 전까지, 서커스 링과 가장 가까운 것은 마을 녹지에서 이동하는 텀블러나 저글러 주위에 모인 호기심 많은 구경꾼들이 형성한 거친 원이었다."

#### 마술
마술 또는 손재주로 알려진 오락 형태는 고대부터 대부분의 문화 전통의 일부였던 마법 의식과 교리의 전통과 텍스트를 기반으로 한다. (마술에 대한 언급은 예를 들어 성경, 헤르메스주의, 조로아스터교, 카발라 전통, 신비주의 및 프리메이슨의 원천에서 찾을 수 있다.)
무대 마술은 무대, 텔레비전, 거리, 파티 또는 행사에서 라이브로 다양한 매체와 장소에서 관객을 위해 공연된다. 종종 코미디나 음악과 같은 다른 형태의 오락과 결합되며, 쇼맨십은 마술 공연의 필수적인 부분인 경우가 많다. 공연 마술은 속임수, 심리 조작, 손재주 및 기타 형태의 속임수를 사용하여 관객에게 공연가가 불가능한 것을 성취할 수 있다는 환상을 제공한다. 예를 들어, 해리 후디니의 스턴트 공연과 탈출술에 놀란 관객들은 그를 마술사로 여겼다.
판타지 마법사들은 수세기 동안 문학에서 중요한 위치를 차지하며 수백만 독자에게 즐거움을 제공해 왔다. 아서왕 전설의 멀린과 같은 유명한 마법사들은 5세기와 6세기부터 기록되었으며, 21세기에는 어린 마법사 해리 포터에 대한 책 시리즈가 약 4억 5천만 부 판매되며 (2011년 6월 기준) 역사상 가장 많이 팔린 책 시리즈가 되면서 전 세계적인 오락 현상이 되었다.

#### 거리 공연

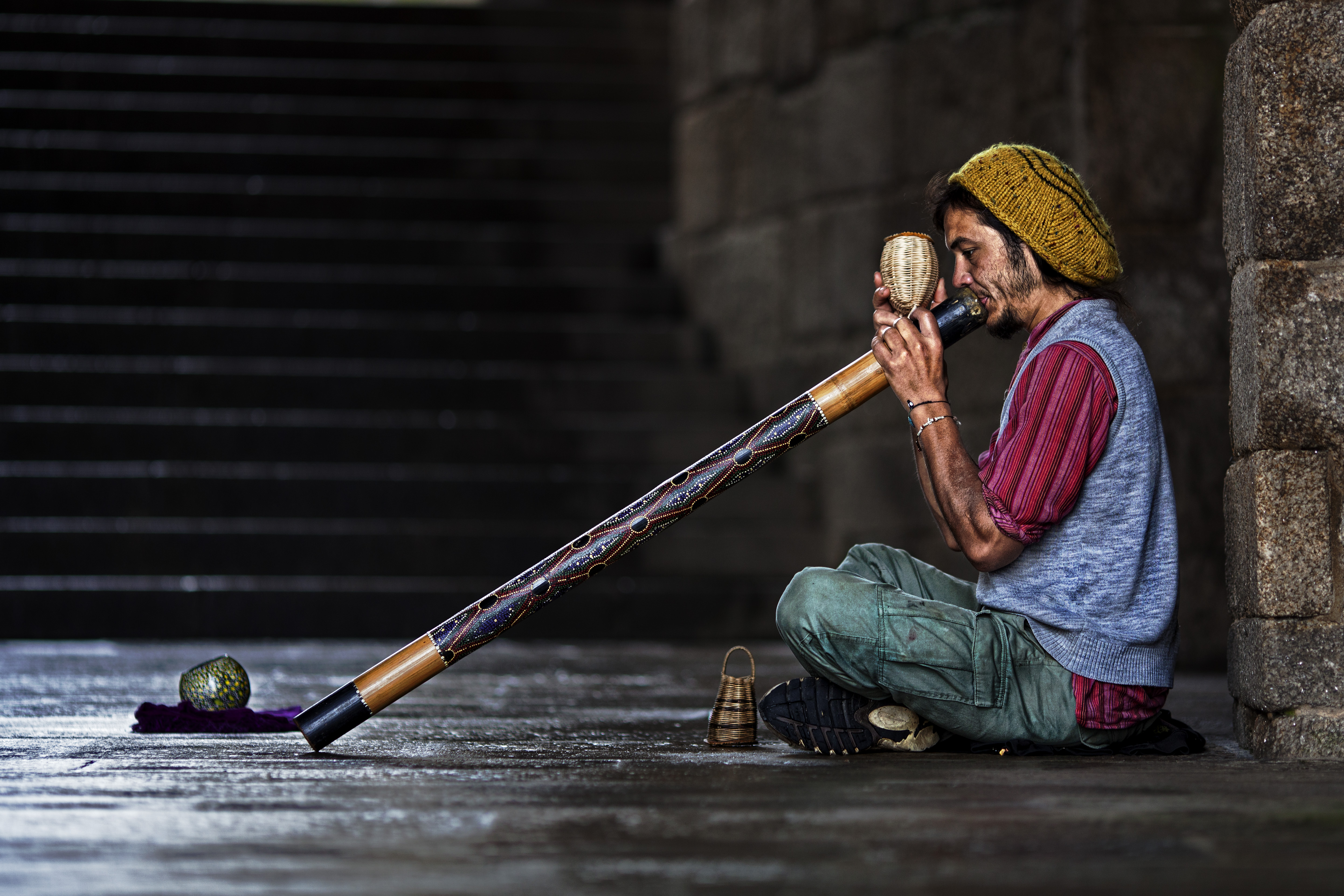
길거리에서 지나가는 사람들을 즐겁게 해주는 디저리두 연주자

거리 오락, 거리 공연, 또는 "버스킹"은 수세기 동안 대중의 오락 욕구를 충족시켜 온 공연 형태이다. 예를 들어 19세기 초 런던이 "구경거리와 오락으로 가득 찼을" 때, 이는 "런던 생활의 필수적인 측면"이었다. 민스트럴 또는 트루바두르는 이 전통의 일부이다. 버스킹의 예술과 관행은 여전히 연례 버스킹 축제에서 기념된다.
현대 거리 공연에는 세 가지 기본 형태가 있다. 첫 번째 형태는 "원형 쇼"이다. 보통 군중을 모으고, 뚜렷한 시작과 끝이 있으며, 거리 연극, 인형극, 마술, 코미디언, 곡예사, 저글러, 때로는 음악가와 함께 이루어진다. 이 유형은 공연자에게 가장 수익성이 높을 가능성이 있는데, 그들이 공연에 즐거워하면 더 많은 관객으로부터 더 많은 기부를 받을 수 있기 때문이다. 좋은 버스커는 군중을 통제하여 손님들이 보행을 방해하지 않도록 한다. 두 번째 형태인 지나가며 보는 공연은 뚜렷한 시작이나 끝이 없다. 일반적으로 버스커는 특이한 악기로 즐거운 분위기를 제공하며, 관객은 멈춰 서서 보거나 군중을 형성하지 않을 수도 있다. 때로는 지나가며 보는 공연이 자발적으로 원형 쇼로 바뀌기도 한다. 세 번째 형태인 카페 버스킹은 주로 식당, 펍, 바, 카페에서 공연된다. 이 유형의 공연은 때때로 대중교통을 장소로 이용하기도 한다.

#### 행진
행진은 다양한 목적으로, 종종 여러 목적으로 개최된다. 분위기가 엄숙하든 축제적이든, 대중의 이목을 끌도록 고안된 공개 행사이며 필연적으로 정상적인 교통을 방해하는 활동이므로, 행진은 관객에게 분명한 오락적 가치를 지닌다. 기마 행렬과 현대의 변형인 카 퍼레이드는 대중 행렬의 예이다. 행진이나 행렬을 관람하는 일부 사람들은 참석하기 위해 특별한 노력을 기울였을 수도 있지만, 다른 사람들은 우연히 관객의 일부가 된다. 어떤 분위기나 주된 목적을 지니든, 행진은 지나가는 사람들의 주의를 끌고 즐겁게 한다. 때때로 행진은 즉흥적인 극장 공간(예: 영국군 군기분열식에서)에서 열리며, 현장 관객에게는 티켓이 판매되는 반면, 전 세계 관객은 방송을 통해 참여한다.
행진의 가장 초기 형태 중 하나는 "로마 개선식"이었다——개선한 로마 장군들이 승리를 축하하기 위해 외국의 보물과 전리품을 화려하고 선정적으로 전시하는 것이었다. 그들은 정복된 민족과 국가를 제시하며 승리자의 위신을 높였다. "기원전 46년 여름, 율리우스 카이사르는 약 한 달 동안 여러 날에 걸쳐 네 번의 개선식을 거행하기로 결정했다." 중세 시대부터 바로크 시대까지 유럽에서는 왕실 입성이 군주가 도시를 공식 방문하는 것을 축하하는 행사로, 정교하게 장식된 거리를 따라 다양한 쇼와 전시가 펼쳐지는 행진이었다. 런던의 연례 런던 시장 쇼는 중세 시대부터 이어져 온 시민 행진의 예이다.
많은 종교 축제(특히 성주간 행렬이나 인도의 홀리 축제와 같이 행렬을 포함하는 축제)는 진지한 목적 외에 어느 정도 오락적 매력도 지닌다. 때때로 종교 의식은 세속적인 오락으로 각색되거나 진화하기도 하고, 베네치아의 레덴토레 축제처럼 세속적인 목적과 신성한 목적을 균형 있게 유지하면서 인기를 더해가기도 한다. 그러나 산티아고 순례길의 로마 가톨릭 순례, 이슬람의 하즈, 힌두교의 쿰브 멜라와 같은 순례는 외부인에게는 흥미로운 행진이나 행렬로 보일 수 있지만, 오락을 위한 것이 아니다. 대신 그것들은 개인의 영적 여정에 관한 것이다. 따라서 구경꾼과 참가자 사이의 관계는 진정한 오락과는 다르다. 예를 들어, 쿰브 멜라가 "문화적 맥락에서 벗어나 서구 소비를 위해 재포장되는 방식은 관음증을 가진 사람들의 존재를 매우 문제적으로 만든다."
행진은 일반적으로 특이하고 화려한 의상을 포함함으로써 인상 깊고 즐겁게 한다. 때로는 기념하거나 축하하기도 한다. 때로는 군사적인 맥락에서 위협하려는 의도가 있거나 종교적인 맥락에서 관객이 참여하거나 역할을 해야 할 때와 같이 진지한 목적을 가진다. 행진이 새로운 기술을 사용하고 멀리 떨어져 있더라도, 강한 매력을 지니고 구경꾼의 주의를 끌고 즐겁게 할 가능성이 높다.

문화권을 넘나드는 행진
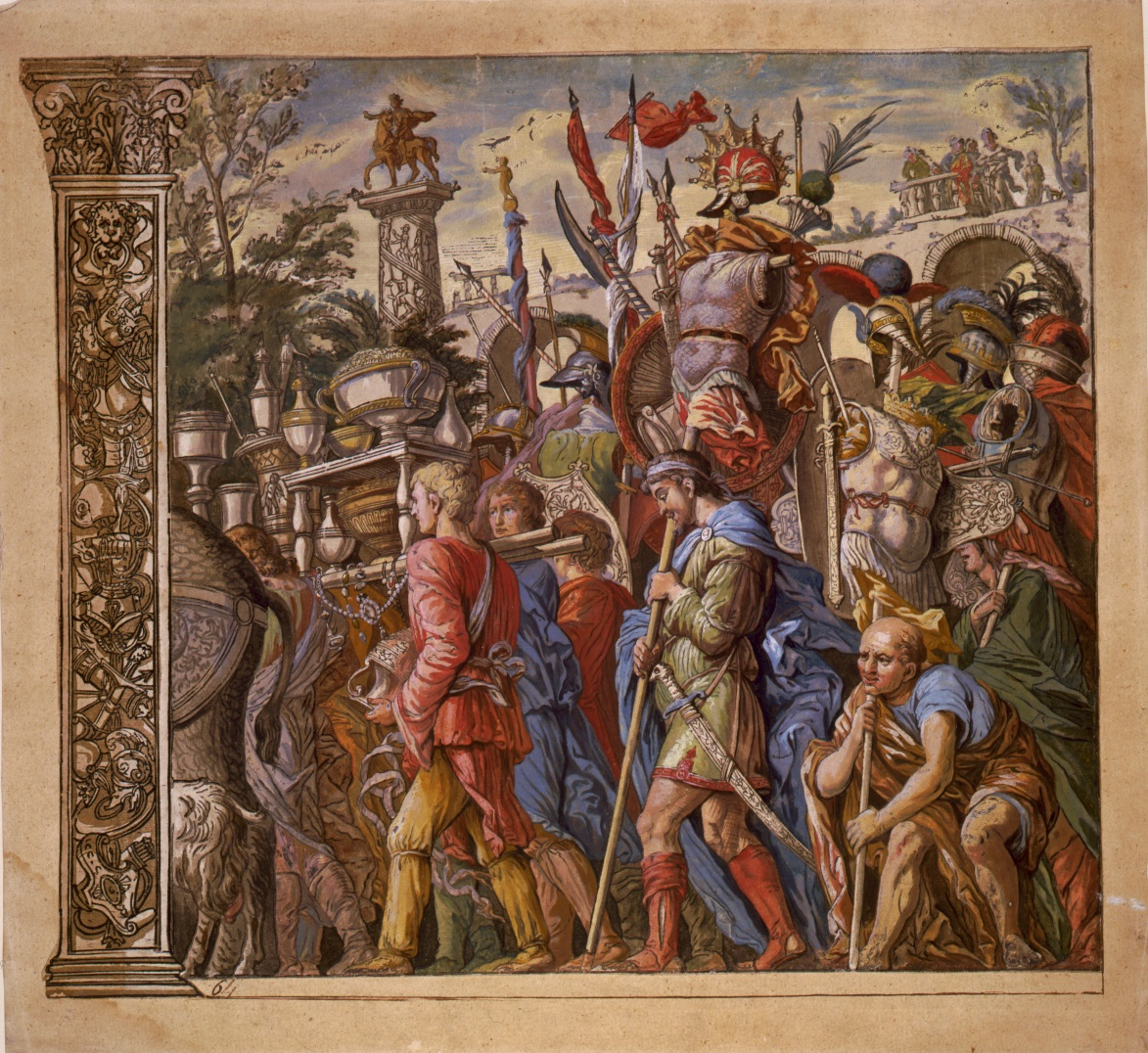
카이사르의 개선식, 안드레아니 (1588/9)
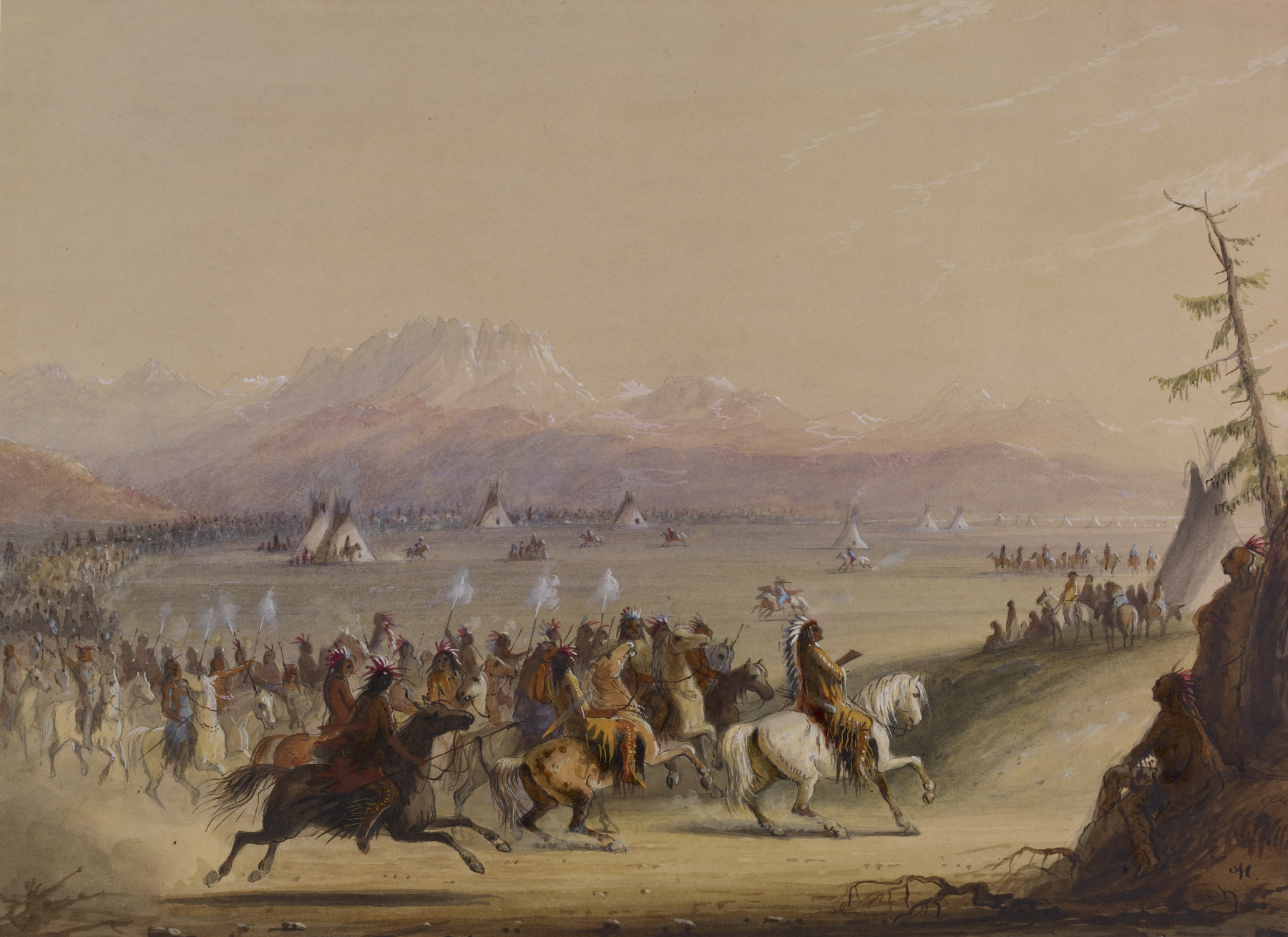
앨프레드 제이콥 밀러 스네이크 인디언 기마 행렬 (1858–60)
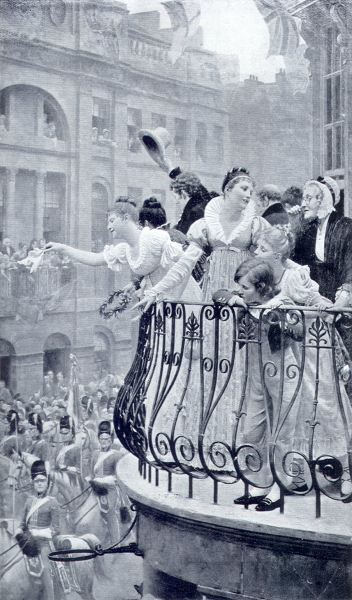
관람자 시점의 행진 (1816)
- 미국 대통령 윌리엄 매킨리 취임 행진 (1897)
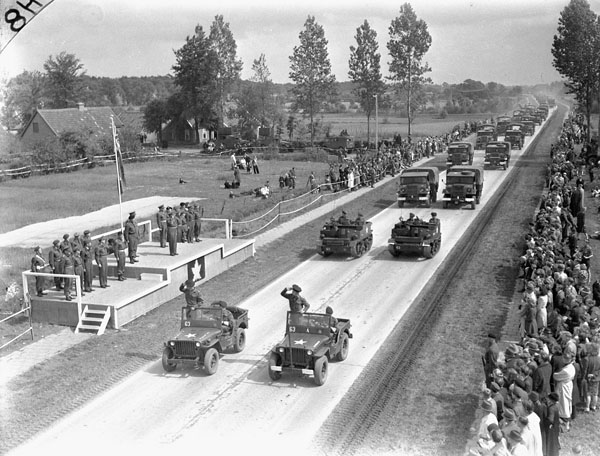
캐나다 카 퍼레이드의 존경하는 군중 (1945)
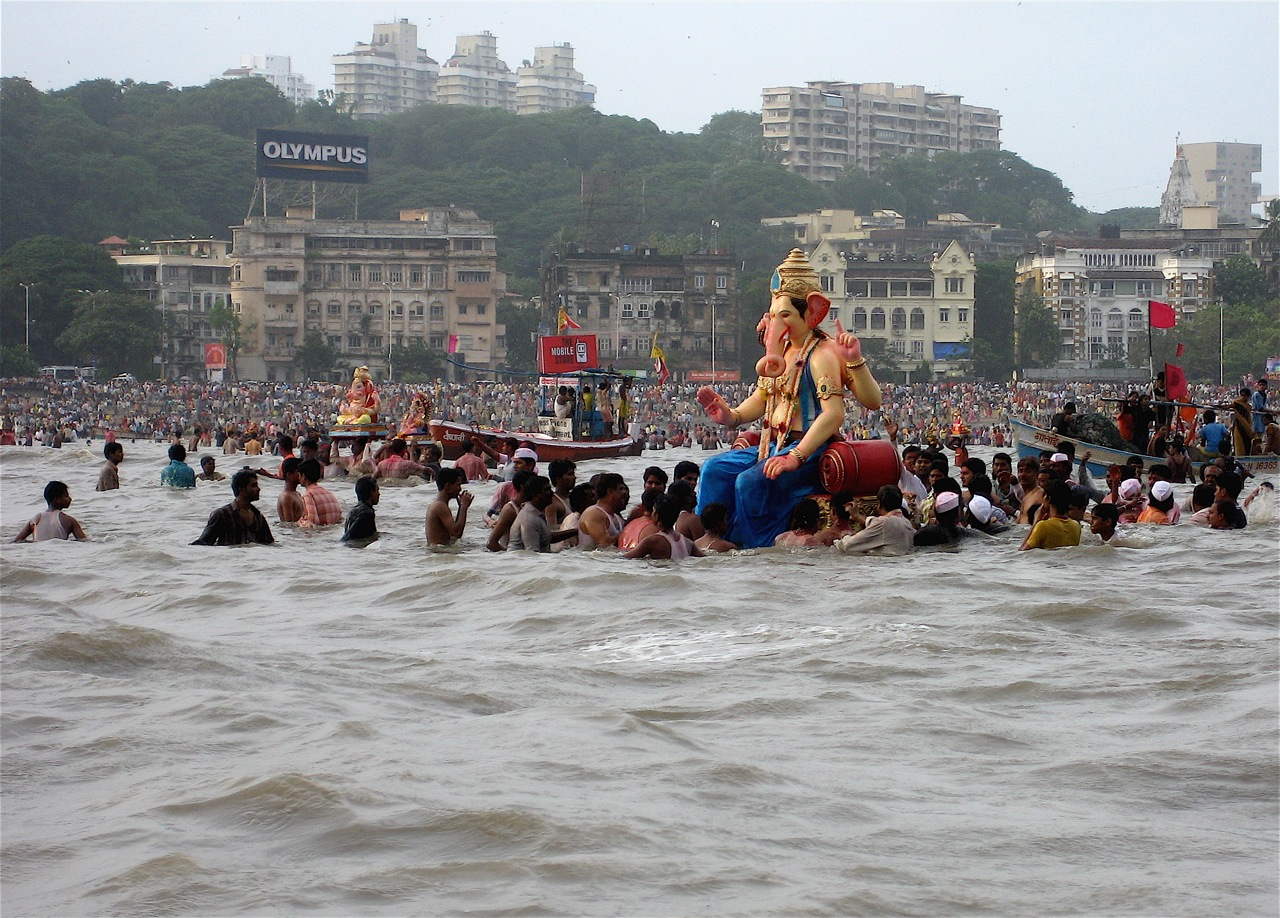
가네시 비사르잔, 뭄바이 (2007)
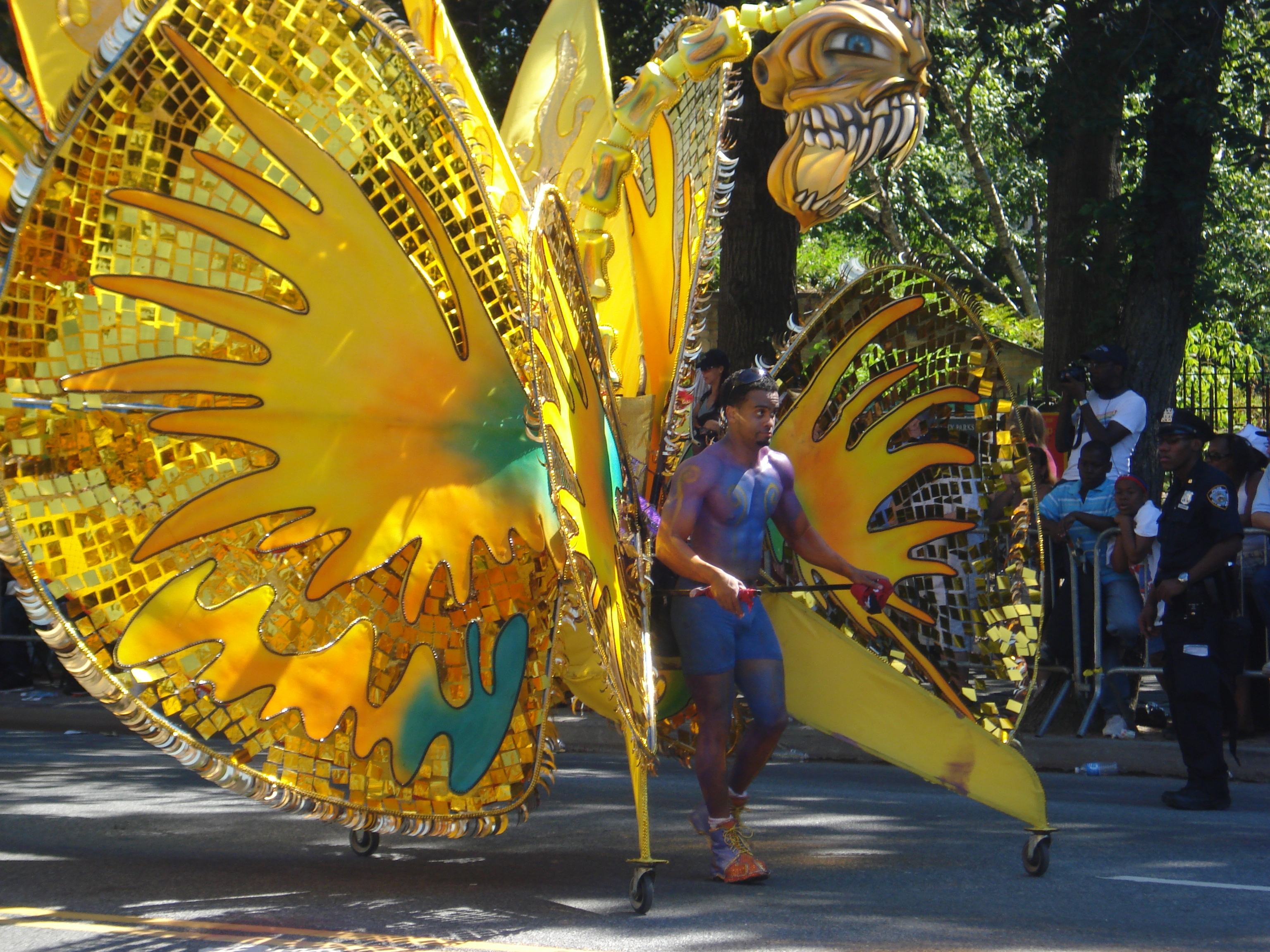
서인도제도 축제 퍼레이드 의상 (2008)
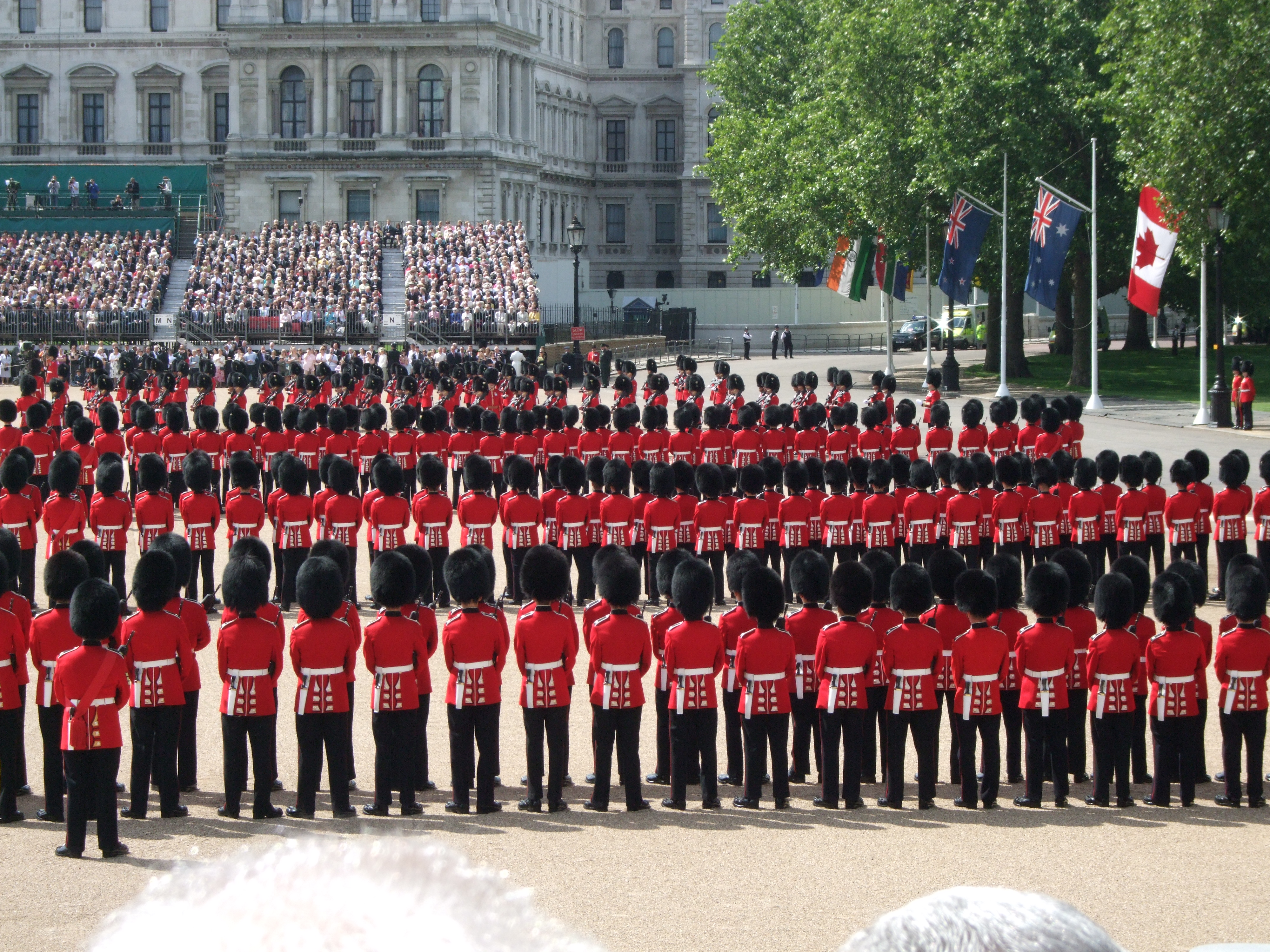
관객 앞에서 런던의 축하 퍼레이드 (2008)
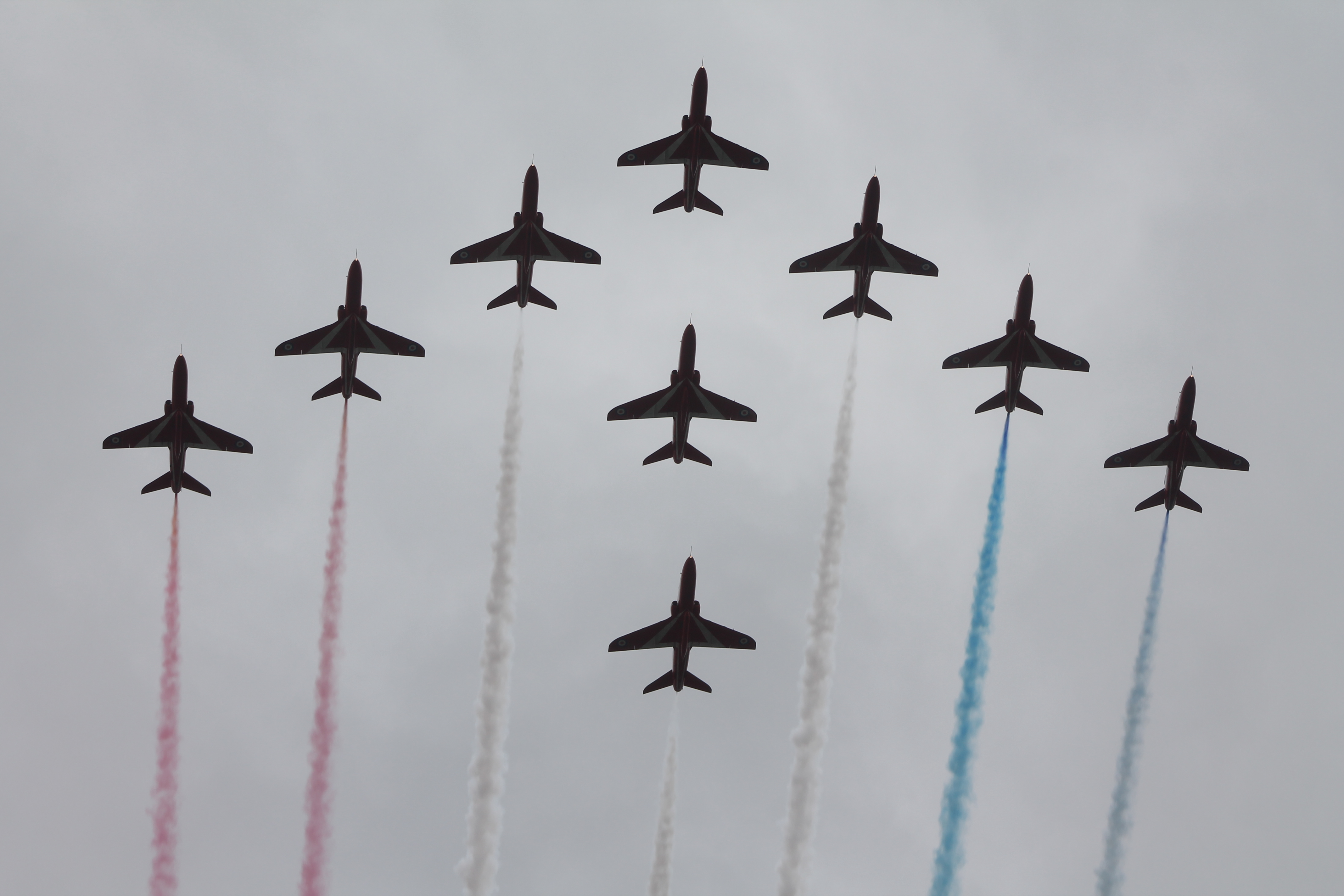
플라이패스트 (2012)
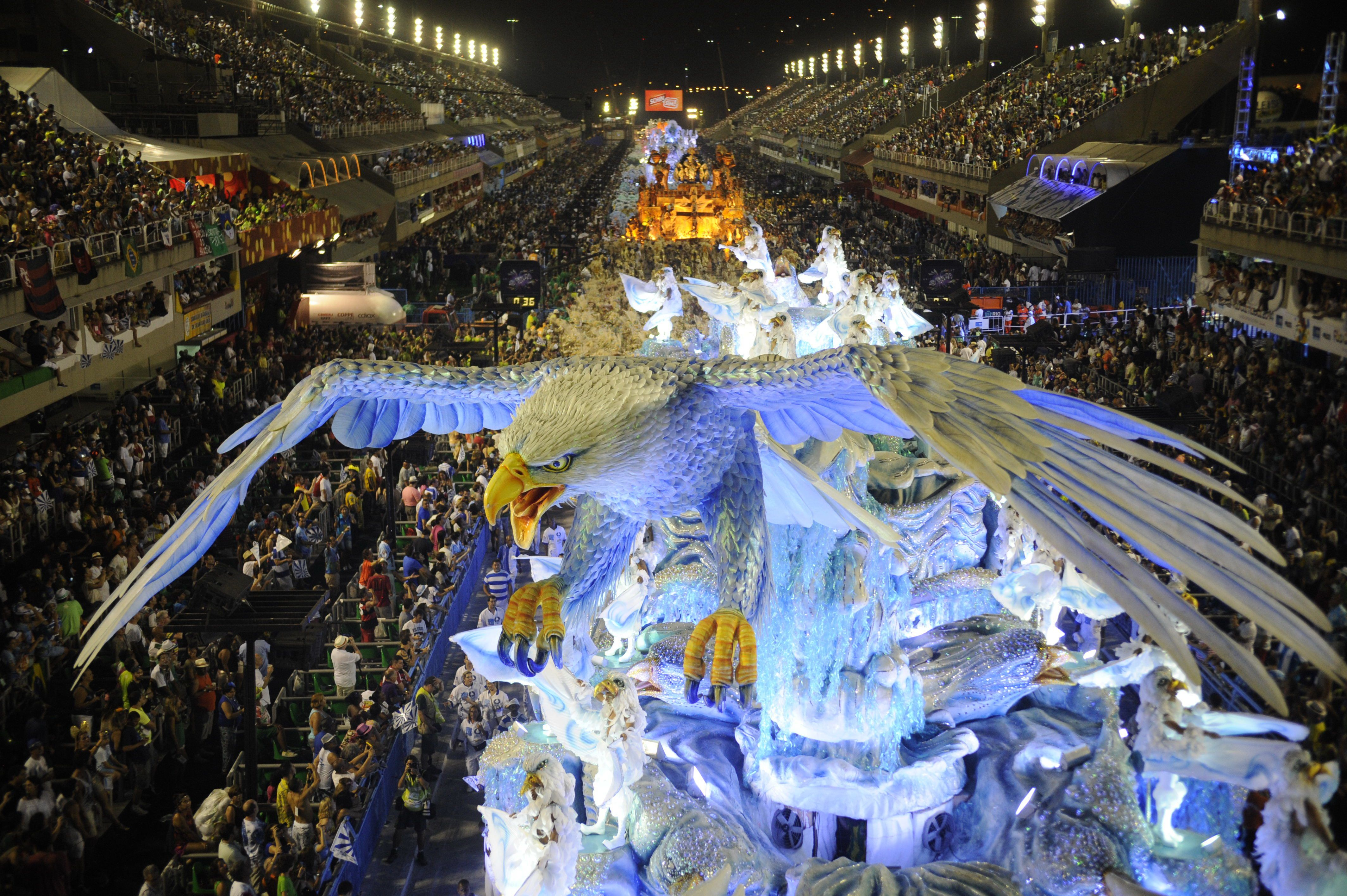
브라질의 축제 퍼레이드 (2014)

#### 불꽃놀이

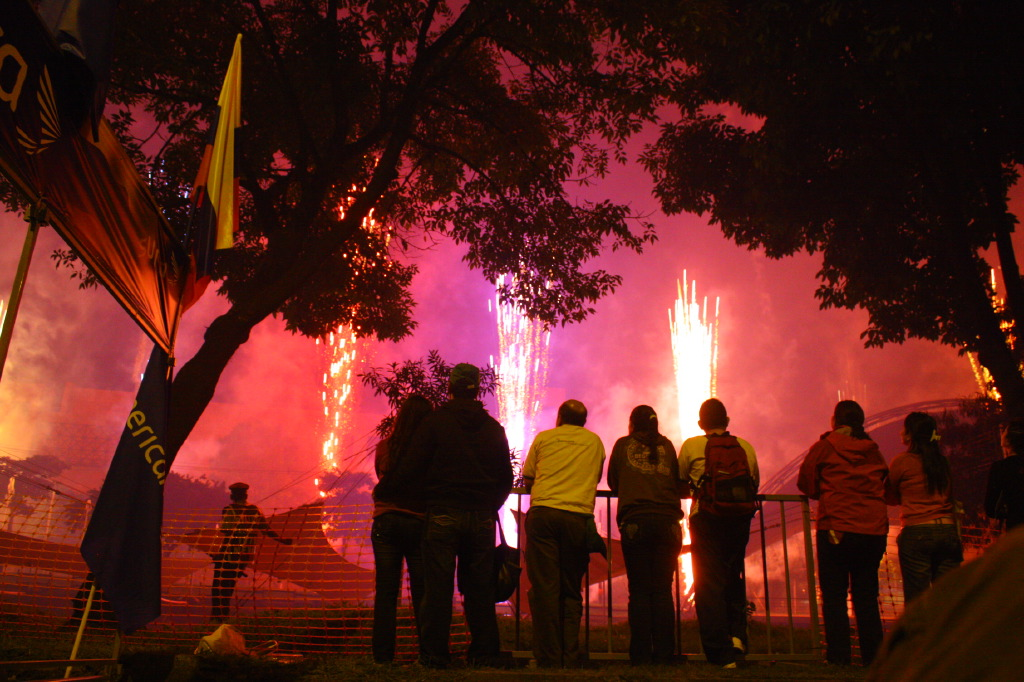
콜롬비아 건국 200주년 불꽃놀이 관람객

불꽃놀이는 많은 대중 오락의 일부이며, 17세기 "정교한 축하 행사의 정점"이 된 이래로 꾸준한 인기를 유지해 왔다. 중국, 고대 및 유럽에서 군사적 목적으로 처음 사용된 불꽃놀이는 18세기에 가장 인기가 많았으며, 특히 숙련된 이탈리아 화약 기술자에게 높은 가격이 지불되었고, 그들은 다른 나라로 초청되어 불꽃놀이를 조직했다. 불과 물은 궁중 스펙터클의 중요한 측면이었는데, 이는 전시가 "불, 갑작스러운 소음, 연기, 그리고 전반적인 웅장함으로 인해 신민이 군주에 대해 가져야 할 경외심과 두려움, 그리고 그의 권세에 대한 대리적 영광"을 불러일으켰기 때문이다. 생일, 명명일, 결혼식, 기념일 등이 축하의 기회를 제공했다. 불꽃놀이의 가장 유명한 궁중 사용 중 하나는 오스트리아 왕위 계승 전쟁 종전을 축하하기 위한 것이었으며, 불꽃놀이 자체가 화재를 일으켰지만, 이에 동반된 헨델의 왕궁의 불꽃놀이 음악은 그 이후로 인기를 누렸다. 군사적 성공, 궁중 행사 및 개인 축하 행사와 관련된 오락에 기여하는 것 외에도 불꽃놀이는 종교 의식의 일부로도 사용된다. 예를 들어, 인도의 고만타카 다샤바타라 칼라에서는 "사원 신상이 많은 노래, 춤, 불꽃놀이와 함께 행진한다."
불꽃놀이의 "불, 갑작스러운 소음, 연기"는 여전히 공공 축하 및 오락의 중요한 부분이다. 예를 들어, 불꽃놀이는 전 세계적으로 밀레니엄 전환을 축하하기 위해 선택된 주요 전시 형태 중 하나였다. 시계가 자정을 치고 1999년이 2000년이 되면서, 시간대가 다음 세기로 바뀌면서 불꽃놀이와 야외 파티가 새해를 맞이했다. 신중하게 계획되고 안무된 불꽃놀이는 시드니 하버 브리지, 이집트의 기자 네크로폴리스, 아테네의 아크로폴리스, 모스크바의 붉은 광장, 로마의 바티칸 시국, 베를린의 브란덴부르크 문, 파리의 에펠탑, 런던의 엘리자베스 타워를 포함한 세계에서 가장 유명한 건물들을 배경으로 발사되었다.

### 스포츠

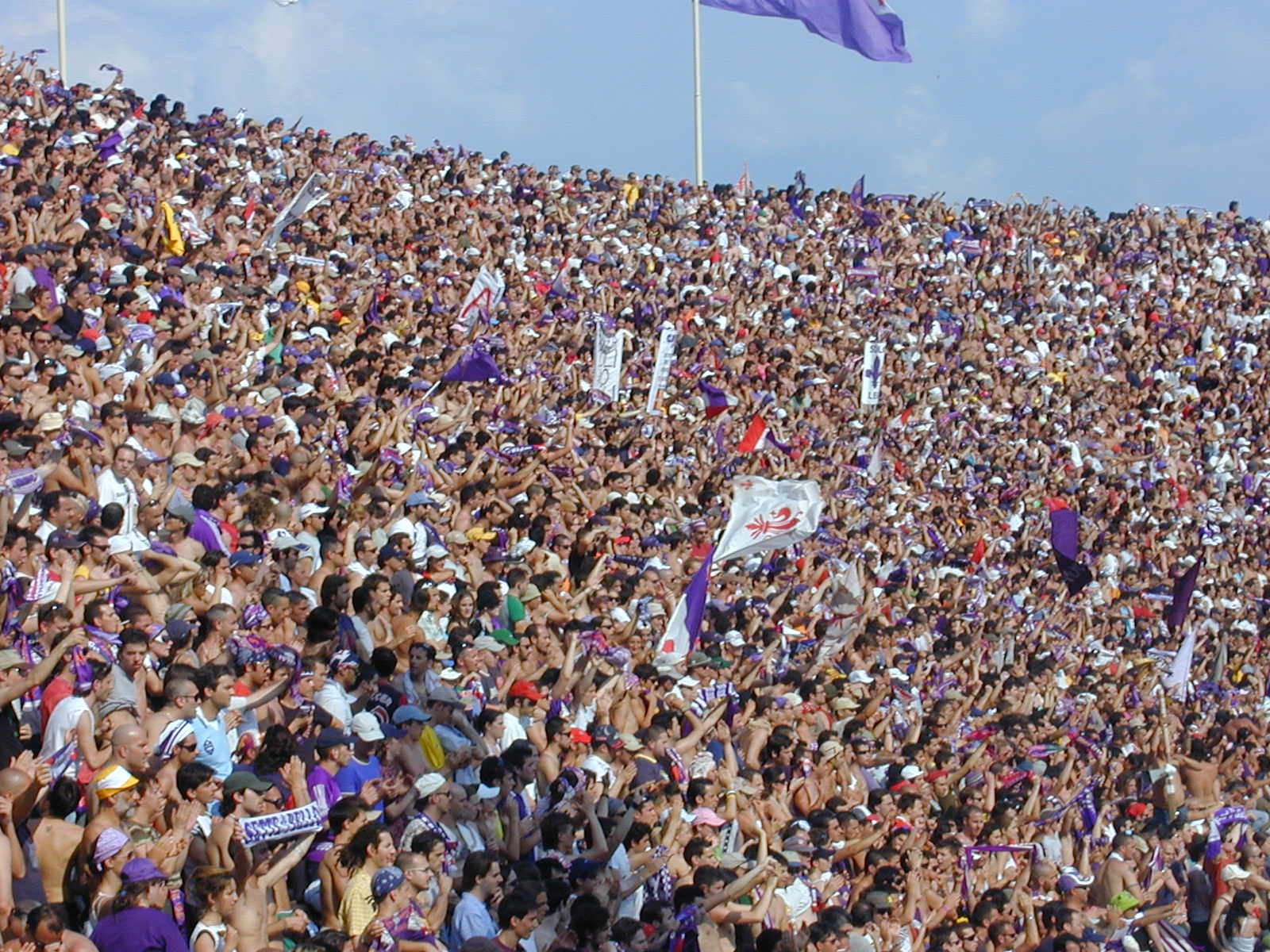
이탈리아 스포츠 팬들의 군중에서 나타나는 관객 참여

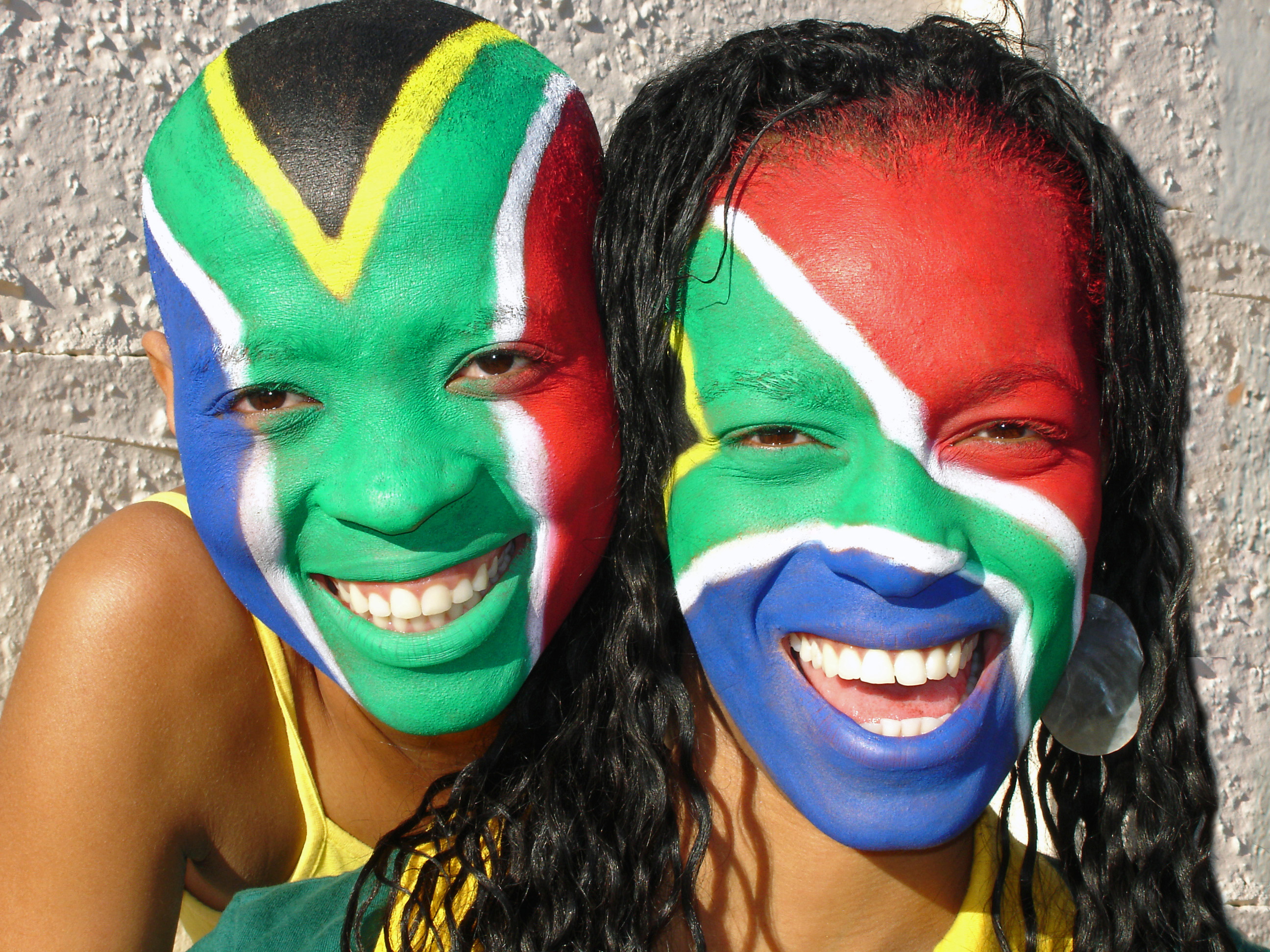
2010년 FIFA 월드컵에서 남아프리카 공화국 팬들의 개인적인 관객 참여

스포츠 경기는 항상 군중에게 즐거움을 제공했다. 선수들과 관객을 구별하기 위해, 후자는 종종 관중으로 알려져 있다. 경기장과 오디토리엄 디자인의 발전, 그리고 녹음 및 방송 기술의 발전은 현장 외 관중이 스포츠를 관람할 수 있도록 했고, 그 결과 관객의 규모는 계속해서 커졌으며 관중 스포츠는 점점 더 인기를 얻었다. 전 세계적으로 인기 있는 두 가지 스포츠는 축구와 크리켓이다. 이들의 궁극적인 국제 대회인 FIFA 월드컵과 크리켓 월드컵은 전 세계에 방송된다. 이러한 스포츠를 하는 데 관련된 매우 많은 수의 사람들 외에도, 전 세계 수백만 명의 비선수들에게 주요 오락원이 된다는 점에서 주목할 만하다. 전 세계적으로 인기 있는 유사한 다단계 장거리 스포츠는 투르 드 프랑스인데, 이는 특별한 경기장 밖에서 시골에서 진행된다는 점에서 특이하다.
전 세계적으로 인기 있는 올림픽과 같은 스포츠 외에도, 스포츠의 오락적 가치는 사람들이 스포츠를 하는 문화와 국가에 따라 달라진다. 예를 들어, 미국에서는 야구와 농구 경기가 인기 있는 오락 형태이고; 부탄에서는 국기가 궁술이며; 뉴질랜드에서는 럭비 유니언이고; 이란에서는 자유형 레슬링이다. 일본의 독특한 스모는 오랜 역사에서 유래한 의식적 요소를 포함한다. 어떤 경우에는 해시 하우스 해리어스와 같은 국제 달리기 그룹처럼 참가자들이 관중의 참여와는 거의 무관하게 스포츠와 오락을 혼합하여 사회적 요소가 경쟁보다 더 중요한 경우도 있다.
활동이 스포츠로, 그리고 다시 오락으로 진화하는 것은 지역 기후와 조건에 의해서도 영향을 받는다. 예를 들어, 현대 서핑은 하와이와 관련이 있으며, 스키는 아마도 스칸디나비아에서 발전했을 것이다. 이 스포츠들과 관중들에게 제공하는 오락은 전 세계로 퍼졌지만, 두 원산지 국가의 사람들은 여전히 그들의 기량으로 잘 알려져 있다. 때때로 기후는 아이스하키와 같이 다른 스포츠를 개조할 기회를 제공하기도 한다——캐나다에서 중요한 오락이다.

### 박람회, 전시회, 쇼핑
정기시와 전시회는 고대 및 중세 시대부터 존재하며, 부, 혁신 및 무역 품목을 전시하고 특정 오락을 제공하며 그 자체로 오락의 장소였다. 중세 시장이든 작은 상점이든 "쇼핑은 항상 일상에서 벗어나게 하는 흥분감을 제공했다." 그러나 현대 세계에서는 "상품화가 오락이 되었다: 회전하는 간판, 번쩍이는 간판, 쿵쿵거리는 음악... 비디오 스크린, 대화형 컴퓨터 키오스크, 탁아소... 카페."
19세기에 이르러 예술, 제조업 및 상업을 장려하는 "박람회"는 국제적인 행사가 되었다. 이들은 엄청난 인기를 끌었을 뿐만 아니라 국제적인 사상에도 영향을 미쳤다. 예를 들어, 1878년 파리 박람회는 사상, 혁신 및 표준에 대한 국제 협력을 촉진했다. 1851년 런던에서 1900년 파리까지 "런던, 파리, 빈, 필라델피아, 시카고 및 전 세계의 수많은 작은 박람회에 2억 명이 넘는 방문객이 입장했다." 제2차 세계 대전 이후 "세계 박람회 관람객 수는 5억 명을 훨씬 넘어섰다." 스펙터클과 오락의 한 형태로, 박람회는 "건축에서부터 세계화 패턴, 인간 정체성의 근본적인 문제"에 이르기까지 모든 것에 영향을 미쳤고, 그 과정에서 "박람회, 백화점의 부상, 미술관" 사이의 긴밀한 관계를 확립했다. 현대의 대량 소비 세계와 엔터테인먼트 산업도 그 영향을 받았다.

전시회와 상점에서의 오락
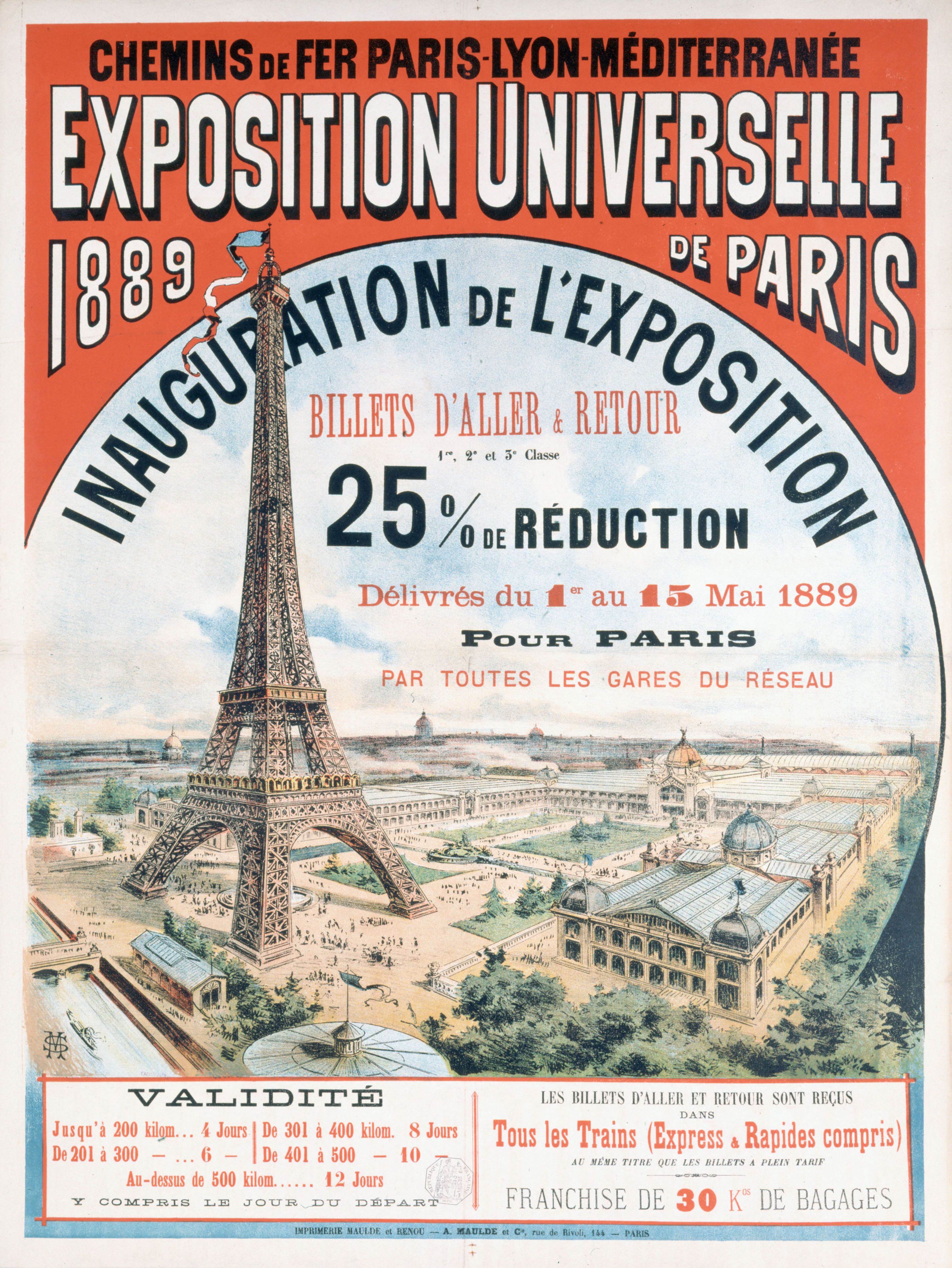
1889년 파리 만국 박람회 광고
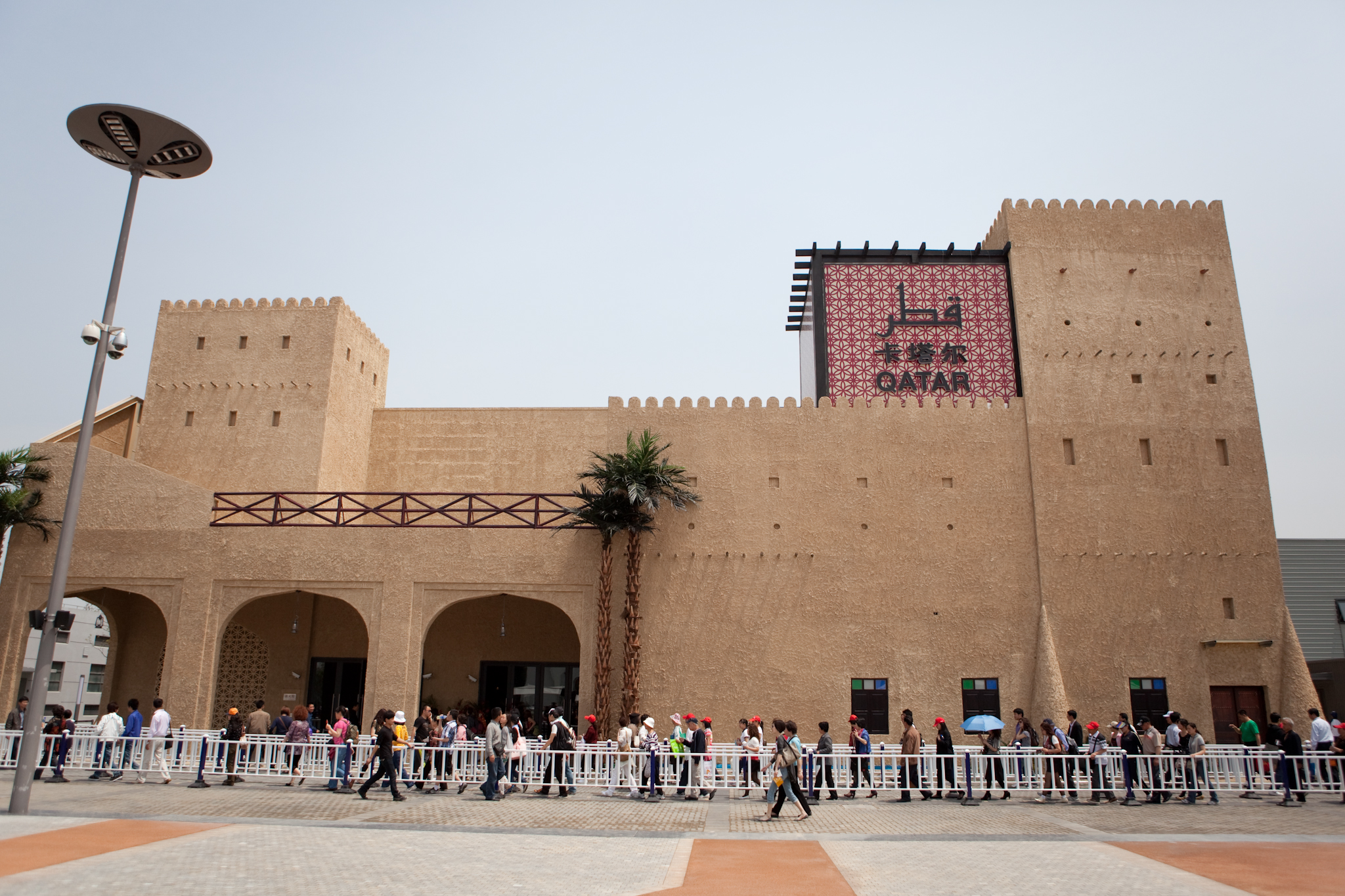
2010년 상하이 세계 박람회 카타르 전시관에 줄 선 관객
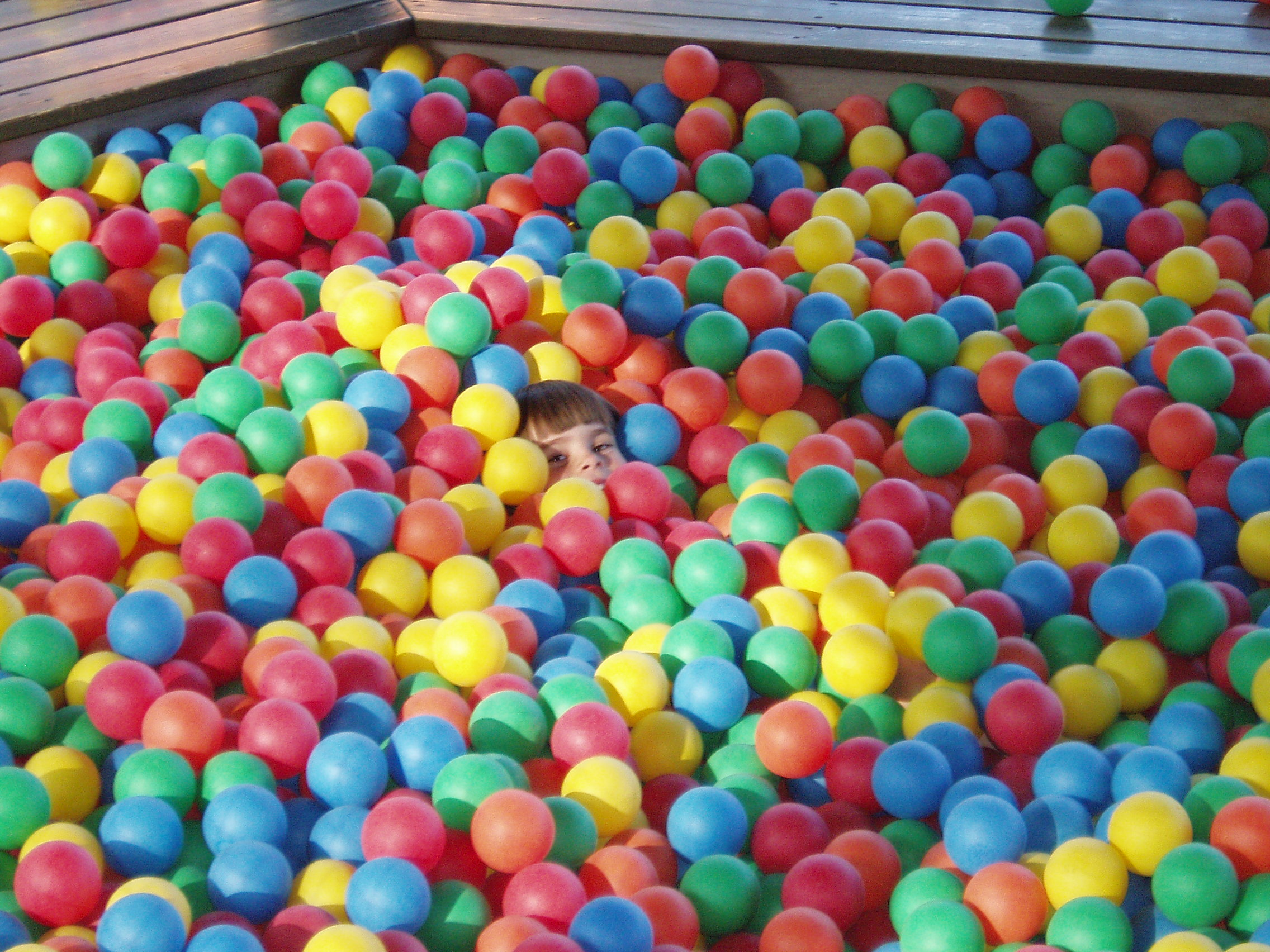
쇼핑몰 어린이 오락 시설에 제공되는 볼풀

## 안전
대규모 축제(종교적 또는 세속적), 콘서트, 클럽, 파티, 축하 행사와 같은 일부 오락은 많은 군중을 포함한다. 가장 초기의 시대부터 오락 장소의 군중은 특히 향정신성 약물 (예: 알코올)의 여가 소비와 결합될 때 관련 위험과 위험을 동반했다. 예를 들어 고대 그리스인들은 디오니소스 밀교를 가졌고 로마인들은 사투르날리아를 가졌다. 과도함과 군중의 결과는 사회 규범 위반을 야기할 수 있으며, 때로는 부상이나 심지어 사망에 이를 수도 있다. 예를 들어 야외 록 페스티벌인 앨터몬트 자유 콘서트에서 그랬다. 나이트클럽에서의 심각한 사건들 목록에는 군중 밀집으로 인한 사건들, 나이트클럽을 표적으로 삼았던 2002년 발리 폭탄 테러와 같은 테러, 특히 화재로 인한 사건들이 포함된다. 스테이션 나이트클럽 화재 이후 미국에서 실시된 조사와 같은 조사들은 코코넛 그로브 화재와 같은 이전 사건들에서 "나이트클럽 화재 안전에 관해 얻은 교훈이 반드시 지속적이고 효과적인 변화를 가져오지는 않는다"는 것을 종종 보여준다. 이러한 사고를 예방하기 위한 노력에는 중세의 혼돈의 군주 또는 현대의 보안관과 같은 특별 관리인을 임명하여 접근을 통제하는 것과 건물 안전을 위한 관련 표준을 지속적으로 개선하는 것이 포함된다. 관광 산업은 이제 오락 장소의 안전과 보안을 중요한 관리 업무로 간주한다.

## 산업
오락은 특히 미국에서 대기업이지만, 모든 문화권에 보편적으로 존재한다.
왕, 통치자 및 권력자들은 항상 자신들을 위한 오락을 제공하기 위해 비용을 지불할 수 있었고 많은 경우 대중 오락에 비용을 지불했지만, 사람들은 일반적으로 스스로 오락을 만들거나 가능하다면 라이브 공연에 참석했다. 20세기, 특히 대중 매체 분야의 기술 발전은 오락이 관객과 독립적으로 생산되고, 엔터테인먼트 산업에 의해 상업적으로 포장되어 판매될 수 있음을 의미했다. 종종 쇼 비즈니스라고 불리는 이 산업은 모든 유형의 공연을 포함하여 많은 전통적인 형태를 생산, 마케팅, 방송 또는 기타 방식으로 배포하기 위해 사업 모형에 의존한다. 이 산업은 너무 정교해져서 그 경제학은 별도의 학문 분야가 되었다.
영화 산업은 엔터테인먼트 산업의 한 부분이다. 그 구성 요소로는 할리우드와 볼리우드 영화 산업뿐만 아니라 영국 영화, 그리고 유럽의 모든 영화 산업, 즉 프랑스 영화, 독일 영화, 스페인 영화, 이탈리아 영화 등이 포함된다. 성 산업은 엔터테인먼트 산업의 또 다른 구성 요소로, 영화, 책, 춤 및 기타 공연과 같은 동일한 형태와 매체를 상업적 기반으로 성 제품 개발, 마케팅 및 판매에 적용한다.
놀이공원은 롤러코스터, 승차형 미니어처 철도, 워터 라이드, 다크 라이드와 같은 놀이기구 및 기타 이벤트와 관련 명소로 유료 손님을 즐겁게 한다. 공원은 "랜드"라고 불리는 테마 영역으로 세분화된 넓은 지역에 건설된다. 때로는 전체 놀이공원이 해양 생물 테마에 초점을 맞춘 다양한 씨월드 공원과 같이 하나의 테마를 기반으로 하기도 한다.
엔터테인먼트 산업의 발전으로 새로운 유형의 일자리가 창출되었다. 작가, 음악가, 작곡가와 같은 직업은 예전처럼 존재하지만, 이 일을 하는 사람들은 과거의 후원자보다는 회사에 고용될 가능성이 높다. 영화 산업에서는 개퍼나 특수 효과 감독과 같은 새로운 직업이 생겨났고, 놀이공원에서는 안내원과 같은 직업이 생겨났다.
업계에서는 다양한 유형의 엔터테인먼트 분야에서 뛰어난 성과를 보인 사람들에게 권위 있는 상을 수여한다. 예를 들어, 음악, 게임(비디오 게임 포함), 만화, 연극, 텔레비전, 영화, 춤, 마술 예술 분야에 대한 상이 있다. 스포츠 상은 오락적 가치보다는 결과와 기술에 대해 수여된다.

엔터테인먼트 산업
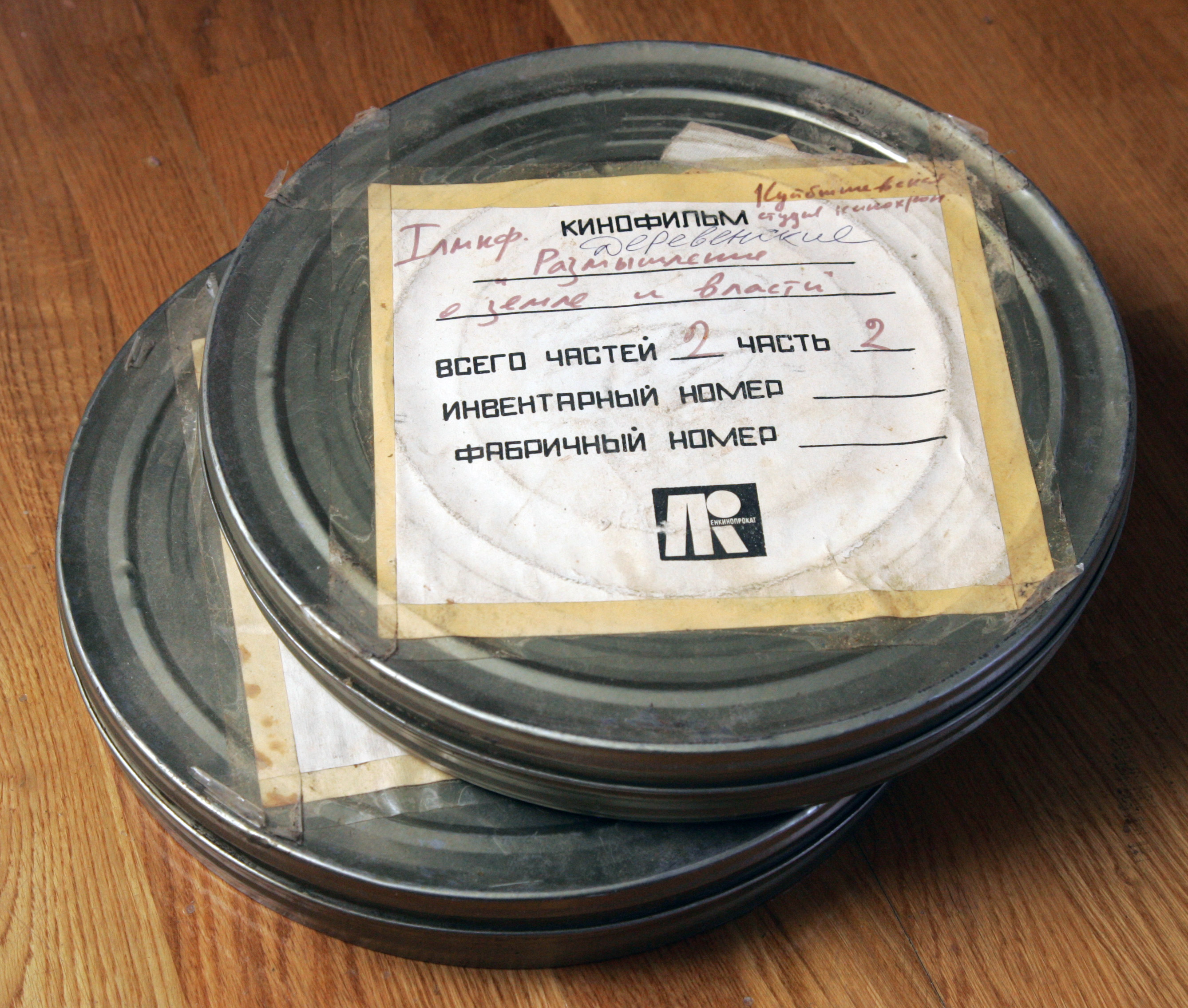
포장된 엔터테인먼트 상자 속 35mm 필름 릴
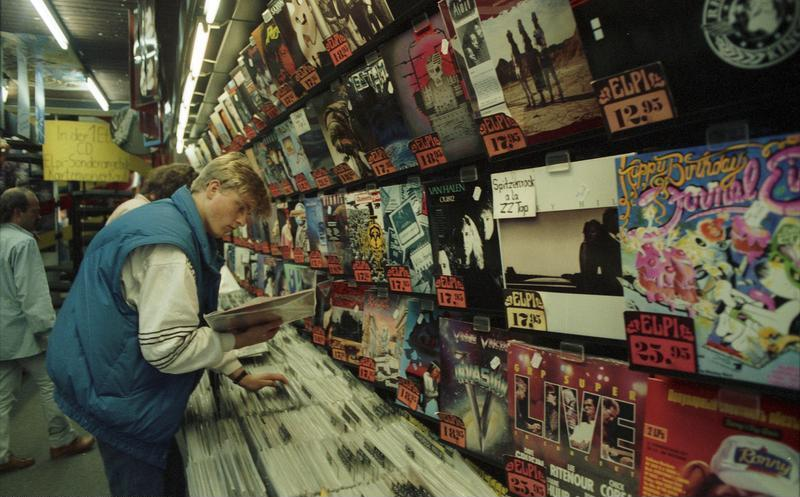
음반 가게에서 음악을 고르는 모습 (독일, 1988)
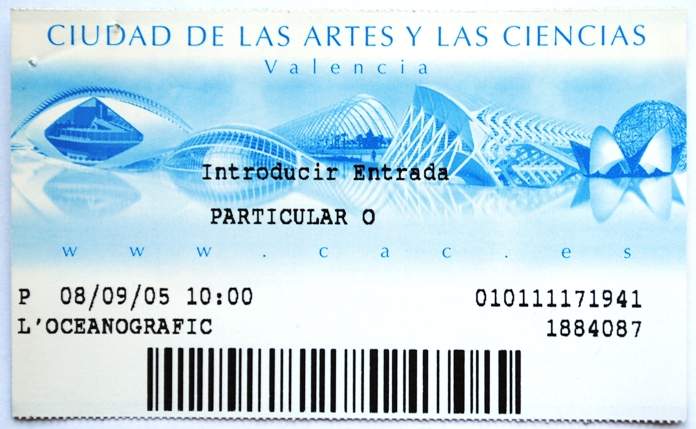
전자 바코드가 있는 티켓 (발렌시아, 2005)

## 건축

### 오락을 위한 건축
관객을 수용하는 오락 장소로 지어진 목적 건출물은 많은 유명하고 혁신적인 건물들을 만들어냈으며, 그 중 가장 인지도가 높은 것은 극장 구조물이다. 고대 그리스인들에게 "극장의 건축적 중요성은 공동체에 대한 그들의 중요성을 반영하는 것이며, 이는 그들의 기념비성, 디자인에 투입된 노력, 그리고 세부 사항에 대한 주의에서 명확히 드러난다." 로마인들은 이후 서커스로 알려진 타원형 경기장을 개발했다. 현대에 와서 오락을 위한 가장 웅장한 건물 중 일부는 그들의 도시와 디자이너에게 명성을 가져다주었다. 예를 들어, 시드니 오페라 하우스는 세계유산이며, 런던의 O2는 실내 경기장, 음악 클럽, 영화관 및 전시 공간을 포함하는 엔터테인먼트 구역이다. 독일의 바이로이트 축제극장은 특정 음악 작품의 공연을 위해 설계되고 건설된 극장이다.
대규모 관객을 위한 장소 설계에 대한 두 가지 주요 건축적 고려 사항은 비상 탈출 속도와 안전이다. 장소가 비워지는 속도는 편의성과 안전 모두에 중요하며, 이는 잘못 설계된 장소에서는 많은 군중이 흩어지는 데 오랜 시간이 걸려 안전 위험을 초래하기 때문이다. 힐즈버러 참사는 건물 설계의 결함이 관객 사망에 어떻게 기여할 수 있는지를 보여주는 예이다. 시야선과 음향학 또한 대부분의 연극 장소에서 중요한 설계 고려 사항이다.
21세기에 오락 장소, 특히 경기장은 "선도적인 건축 장르 중 하나가 될 가능성이 높다." 그러나 그들은 "전적으로 새로운 접근 방식"을 필요로 하는데, "정교한 엔터테인먼트 센터, 다양한 방식으로 즐길 수 있는 다중 체험 장소"가 되어야 하기 때문이다. 따라서 건축가들은 이제 "두 가지 뚜렷한 기능을 염두에 두고 설계해야 한다. 즉, 라이브 관객을 위한 스포츠 및 엔터테인먼트 센터로서의 역할과 원격 관객의 시청 및 청취 요구 사항을 충족하는 스포츠 및 엔터테인먼트 스튜디오로서의 역할"이다.

오락을 위한 건축물
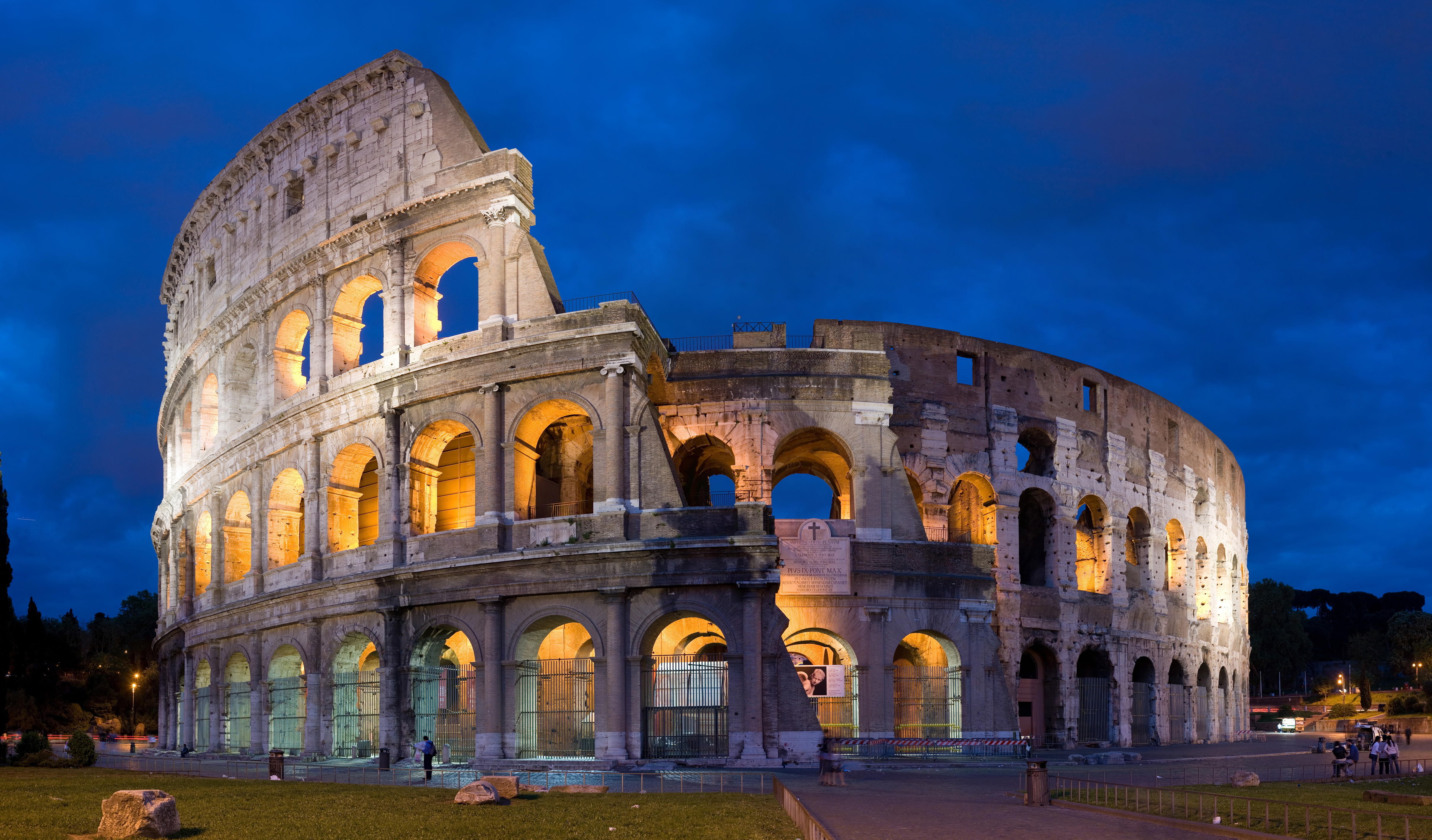
콜로세움, 로마 (서기 70-80년), 대규모 오락을 위한 로마의 장소
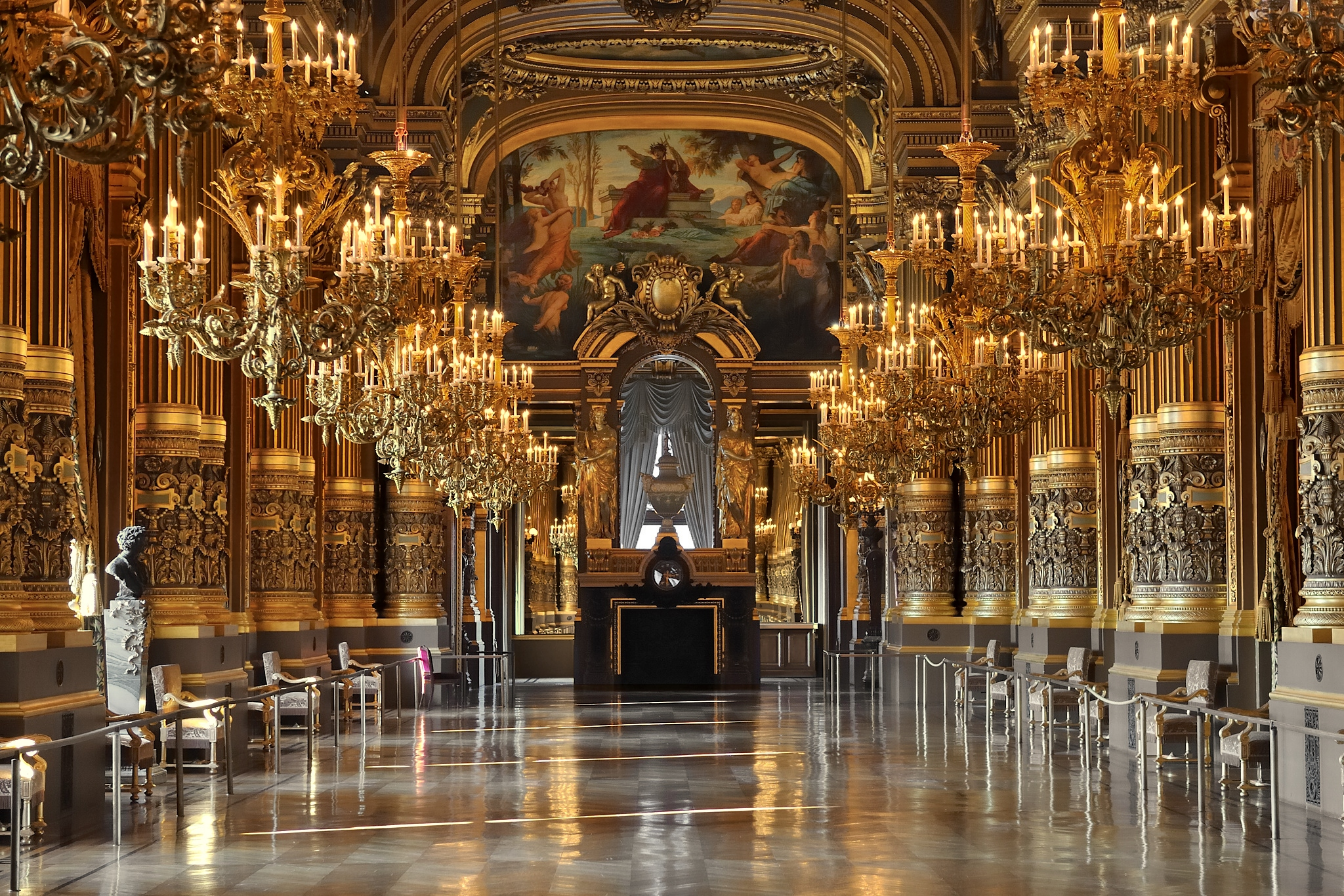
오페라 가르니에의 그랑 살롱, 파리 (1875), 전 세계 건축에 영향을 미쳤다.
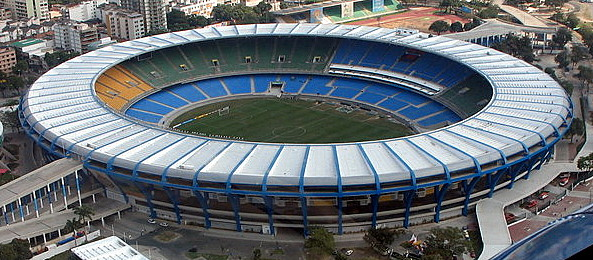
마라카낭 경기장, 리우데자네이루, 개장 당시 (1950년) 수용 인원 기준 세계 최대 경기장
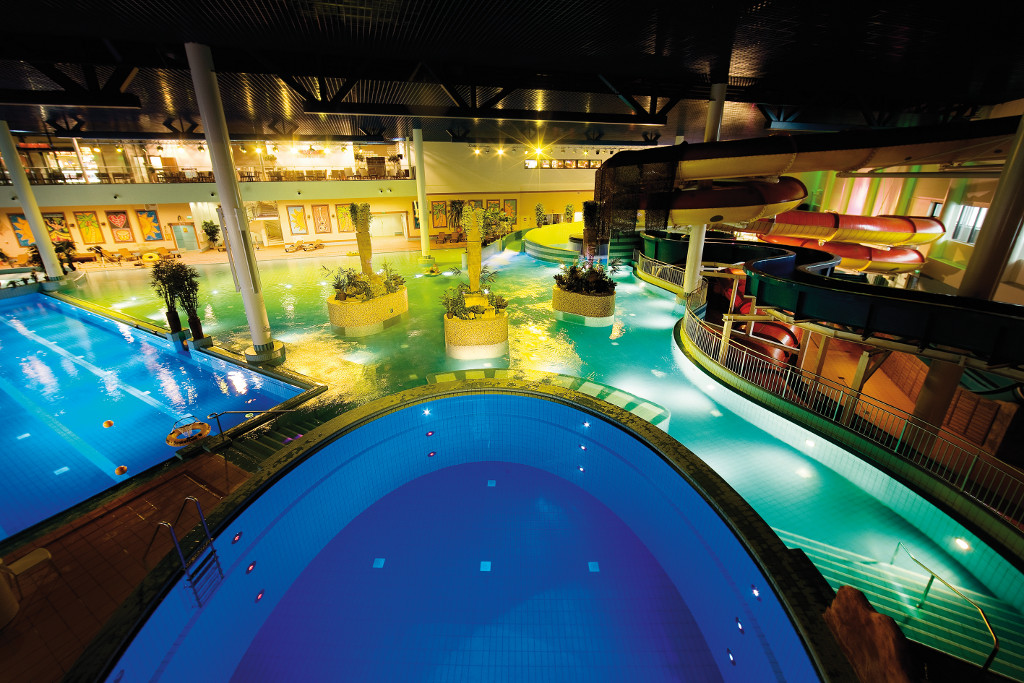
반타의 플라밍고 엔터테인먼트 센터 (2008년)에는 다양한 오락 활동(예: 영화관, 스파, 볼링, 레이저 게임, 가상 체험)과 40여 개의 상점, 호텔이 포함되어 있다.

### 오락으로서의 건축

디즈니랜드 놀이공원의 부적절한 성

디자인이나 건설의 경계를 허무는 건축가들은 때때로 대중과 고객의 기대를 뛰어넘고 미학적으로 뛰어난 건물들을 창조하는데, 이는 즐거움을 선사한다. 프랭크 게리가 설계한 빌바오 구겐하임 미술관과 같은 건물들이 이 유형에 속하며, 중요한 국제 박물관이자 관광 명소가 된다. 겉으로는 사용 가능한 다른 건물들은 실제로는 장식적인 목적으로 의도적으로 지어졌으며 실용적일 의도가 전혀 없는 폴리이다.
반면에, 때때로 건축물은 기능적인 척하면서도 오락적이다. 예를 들어, 관광 산업은 한 번도 사용된 적이 없거나 명목상의 목적으로는 결코 사용될 수 없는 건물들을 "명소"로 만들거나 개조한다. 그 대신, 이 건물들은 종종 문화적 경험을 시뮬레이션함으로써 방문객들을 즐겁게 하기 위해 재활용된다. 건물, 역사, 신성한 공간은 따라서 구매를 위한 상품이 된다. 이러한 의도적인 관광 명소는 건물을 과거와 분리시켜 "역사적 진정성과 현대 오락 장소/테마파크의 차이를 정의하기 어렵게 만든다." 예시로는 "음산한 내전 역사를 가진 톨레도 알카사르의 보존, 가나의 노예 지하 감옥(예: 케이프 코스트 성)을 관광 명소로 전환, 리비아에서 원주민 문화를 전시하는 것"이 있다. 놀이공원에 특별히 지어진 건물들은 공원의 테마를 나타내며 보통 진정하지도 완전히 기능적이지도 않다.

## 전자 미디어 발전의 영향

### 세계화
20세기 후반에 이르러 전자 미디어의 발전은 전 세계 대규모 관객에게 오락 제품을 전달하는 것을 가능하게 했다. 이 기술은 사람들이 어디에 살든 모든 친숙한 형태들(이야기, 연극, 음악, 춤)을 보고, 듣고, 참여할 수 있도록 했다. 오락 기술의 급속한 발전은 콤팩트 카세트나 콤팩트 디스크와 같은 데이터 저장 장치의 개선과 점점 더 작아지는 경향에 의해 뒷받침되었다. 컴퓨터화와 바코드의 발전 또한 티켓팅을 더 쉽고, 빠르고, 전 세계적으로 만들었다.

### 진부화

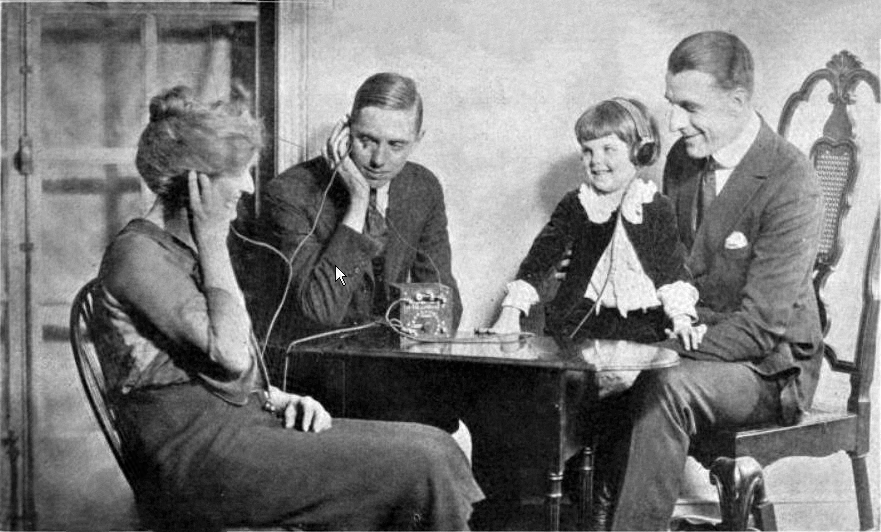
광석 라디오 잡지 광고 (1922)

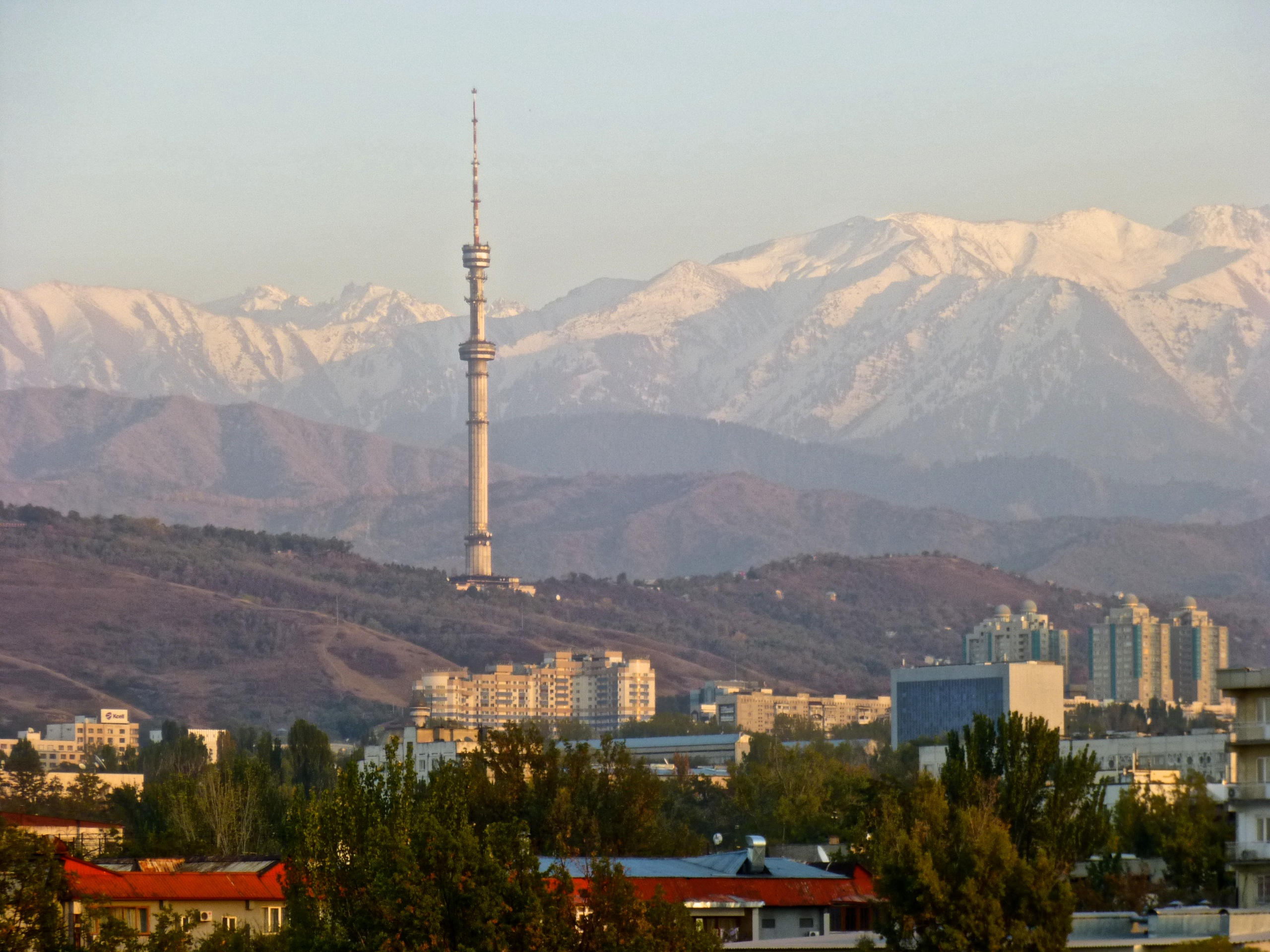
알마티의 텔레비전 탑 (1983년 건설)

1940년대에는 라디오가 가족 오락과 정보의 전자 매체였다. 1950년대에는 텔레비전이 새로운 매체였고, 그것은 빠르게 전 세계적으로 확산되어 처음에는 흑백으로, 그 다음에는 컬러로 시각적 오락을 전 세계에 전달했다. 1970년대에는 게임을 전자적으로 플레이할 수 있게 되었고, 그 다음 휴대용 게임 장치가 모바일 오락을 제공했으며, 20세기 마지막 10년에는 네트워크 플레이를 통해 즐길 수 있게 되었다. 엔터테인먼트 산업의 제품과 결합하여, 모든 전통적인 형태의 오락이 개인적으로 이용 가능해졌다. 사람들은 음악, 영화 또는 게임과 같은 오락 제품을 선택할 수 있었을 뿐만 아니라, 그것을 사용할 시간과 장소도 선택할 수 있었다. "휴대용 미디어 플레이어의 확산과 컴퓨터가 영화 소비의 장소로 강조되는 현상"은 관객이 영화를 접하는 방식을 크게 변화시켰다. 전자 오락의 부상으로 인한 가장 주목할 만한 결과 중 하나는 다양한 녹음 및 저장 방식의 빠른 진부화였다. 전자 미디어에 의해 추진되는 변화의 속도의 한 예로, 한 세대 만에 표준화된 오락 제품을 수신하는 매체로서의 텔레비전은 미지의 것에서 참신한 것, 보편적인 것, 그리고 마침내 대체된 것으로 변했다. 2011년까지 미국 가구의 30% 이상이 Wii 콘솔을 소유할 것이라는 추정치가 있었는데, 이는 "1953년 텔레비전을 소유한 비율과 거의 같다." 어떤 이들은 21세기 두 번째 10년 중반까지 온라인 오락이 텔레비전을 완전히 대체할 것이라고 예상했지만, 이는 일어나지 않았다. 이른바 "디지털 혁명"은 점점 더 초국가적인 시장을 만들어냈고, 이는 정부, 기업, 산업, 개인 모두가 따라잡기 위해 노력하면서 어려움을 겪게 했다. 심지어 미래의 스포츠 경기장도 "편안함, 안전, 그리고 끊임없이 제공되는 시청각 정보와 오락" 측면에서 텔레비전 시청과 점점 더 경쟁하게 될 것이다. 이러한 변화의 다른 파급 효과로는 병원이나 요양원과 같은 공공 건축물에 미치는 영향이 있을 수 있는데, 환자와 거주자에게 필수적인 오락 서비스로 여겨지던 텔레비전이 이제 인터넷 접근으로 대체될 필요가 있을 것이다. 동시에 "전문적인 참여자"로서 연예인의 지속적인 필요성은 전통적인 오락의 연속성을 보여준다.

### 융합
21세기 두 번째 10년에 이르러 아날로그 녹음은 디지털 녹음으로 대체되었고, 모든 형태의 전자 오락은 융합하기 시작했다. 예를 들어, 융합은 영화 산업의 표준 관행에 도전하고 있다. 과거에는 "성공 또는 실패가 개봉 첫 주말에 결정되었지만, 오늘날에는 DVD, 유료 시청, 광섬유 비디오 온디맨드와 같은 일련의 상영 '창'이 수익을 극대화하는 데 사용된다." 업계의 조정의 일부는 비디오 호스팅 서비스를 통해 새로운 상업 제품을 직접 출시하는 것이다. 미디어 융합은 기술적인 것 이상이라고 말해진다. 융합은 문화적이기도 하다. 또한 "비즈니스 주체, 정책 기관 및 기타 그룹의 이익을 보호하기 위한 의도적인 노력의 결과"이다. 세계화와 문화제국주의는 융합의 문화적 결과 중 두 가지이다. 다른 것들로는 팬덤과 대화형 스토리텔링, 그리고 단일 프랜차이즈가 다양한 전달 방식을 통해 배포되고 영향을 미치는 방식이 있다. "지상파, 위성 또는 케이블 텔레비전, 그리고 물론 인터넷을 통해 시청자에게 신호가 수신되고 포장될 수 있는 방식의 다양성"은 스포츠 경기장과 같은 엔터테인먼트 장소에도 영향을 미치는데, 이제 이 장소들은 라이브 관객과 원격 관객 모두가 점점 더 정교한 방식으로 상호 작용할 수 있도록 설계되어야 한다——예를 들어, 관객은 "하이라이트를 시청하고, 통계를 불러오고", "티켓과 상품을 주문하며", 일반적으로 "밤낮 언제든지 경기장 자원을 활용할" 수 있다.
텔레비전의 등장은 대중을 위한 오락 제품의 가용성, 비용, 다양성 및 품질을 변화시켰으며, 온라인 오락의 융합도 비슷한 영향을 미치고 있다. 예를 들어, 상업적 제품과는 구별되는 사용자 생성 콘텐츠의 가능성과 인기는 "네트워크화된 관객 모델[이] 프로그래밍을 무용지물로 만든다"고 한다. 개인과 기업은 비디오 호스팅 서비스를 사용하여 대중에게 합법적인 오락으로 동등하게 받아들여지는 콘텐츠를 방송한다.
기술이 오락 제품에 대한 수요를 증가시키고 전달 속도를 높여도, 내용을 구성하는 형태는 그 자체로 비교적 안정적이다. 스토리텔링, 음악, 연극, 춤, 게임은 수세기 전과 마찬가지로 여전히 인식 가능하다.

## 오락과 관련된 것
- 텔레비전
  - 예능 프로그램
    - 버라이어티 프로그램
    - 리얼리티 방송
    - 텔레비전 게임 쇼

  - TV 드라마
  - 애니메이션
- 라디오
- 신문
- 잡지
- 인터넷
- 서커스
- 마술
- 음악
- 과학소설
- 만화
- 스포츠
- 게임
  - 비디오 게임

## 같이 보기
- 놀이
- 여가
- 문학
- 엔터테이너
- 대중소설
- 브랜드건축가 - 브랜드와 건축가의 합성어의 신조어. 문화 컨텐츠의 특화된 브랜드 전문가를 일컫는 말.
- 연예